# 2021
Portal Geschichte | Portal Biografien | Aktuelle Ereignisse | Jahreskalender | Tagesartikel

◄ |
20. Jahrhundert |
21. Jahrhundert

◄ |
1990er |
2000er |
2010er |
2020er
| 2030er | 2040er

◄◄ |
◄ |
2017 |
2018 |
2019 |
2020 |
2021
| 2022 | 2023 | 2024 | 2025 | ► | ►►
 Jan.
| Feb.
| Mär.
| Apr.
| Mai
| Jun.
| Jul.
| Aug.
| Sep.
| Okt.
| Nov.
| Dez.
Staatsoberhäupter · Wahlen · Nekrolog  · Literaturjahr · Musikjahr · Filmjahr · Rundfunkjahr · Sportjahr
| Januar | Januar | Januar | Januar | Januar | Januar | Januar | Januar |
| Kw     | Mo     | Di     | Mi     | Do     | Fr     | Sa     | So     |
| ------ | ------ | ------ | ------ | ------ | ------ | ------ | ------ |
| 53     |        |        |        |        | 1      | 2      | 3      |
| 1      | 4      | 5      | 6      | 7      | 8      | 9      | 10     |
| 2      | 11     | 12     | 13     | 14     | 15     | 16     | 17     |
| 3      | 18     | 19     | 20     | 21     | 22     | 23     | 24     |
| 4      | 25     | 26     | 27     | 28     | 29     | 30     | 31     |

| Februar | Februar | Februar | Februar | Februar | Februar | Februar | Februar |
| Kw      | Mo      | Di      | Mi      | Do      | Fr      | Sa      | So      |
| ------- | ------- | ------- | ------- | ------- | ------- | ------- | ------- |
| 5       | 1       | 2       | 3       | 4       | 5       | 6       | 7       |
| 6       | 8       | 9       | 10      | 11      | 12      | 13      | 14      |
| 7       | 15      | 16      | 17      | 18      | 19      | 20      | 21      |
| 8       | 22      | 23      | 24      | 25      | 26      | 27      | 28      |

| März | März | März | März | März | März | März | März |
| Kw   | Mo   | Di   | Mi   | Do   | Fr   | Sa   | So   |
| ---- | ---- | ---- | ---- | ---- | ---- | ---- | ---- |
| 9    | 1    | 2    | 3    | 4    | 5    | 6    | 7    |
| 10   | 8    | 9    | 10   | 11   | 12   | 13   | 14   |
| 11   | 15   | 16   | 17   | 18   | 19   | 20   | 21   |
| 12   | 22   | 23   | 24   | 25   | 26   | 27   | 28   |
| 13   | 29   | 30   | 31   |      |      |      |      |

| April | April | April | April | April | April | April | April |
| Kw    | Mo    | Di    | Mi    | Do    | Fr    | Sa    | So    |
| ----- | ----- | ----- | ----- | ----- | ----- | ----- | ----- |
| 13    |       |       |       | 1     | 2     | 3     | 4     |
| 14    | 5     | 6     | 7     | 8     | 9     | 10    | 11    |
| 15    | 12    | 13    | 14    | 15    | 16    | 17    | 18    |
| 16    | 19    | 20    | 21    | 22    | 23    | 24    | 25    |
| 17    | 26    | 27    | 28    | 29    | 30    |       |       |

| Mai | Mai | Mai | Mai | Mai | Mai | Mai | Mai |
| Kw  | Mo  | Di  | Mi  | Do  | Fr  | Sa  | So  |
| --- | --- | --- | --- | --- | --- | --- | --- |
| 17  |     |     |     |     |     | 1   | 2   |
| 18  | 3   | 4   | 5   | 6   | 7   | 8   | 9   |
| 19  | 10  | 11  | 12  | 13  | 14  | 15  | 16  |
| 20  | 17  | 18  | 19  | 20  | 21  | 22  | 23  |
| 21  | 24  | 25  | 26  | 27  | 28  | 29  | 30  |
| 22  | 31  |     |     |     |     |     |     |

| Juni | Juni | Juni | Juni | Juni | Juni | Juni | Juni |
| Kw   | Mo   | Di   | Mi   | Do   | Fr   | Sa   | So   |
| ---- | ---- | ---- | ---- | ---- | ---- | ---- | ---- |
| 22   |      | 1    | 2    | 3    | 4    | 5    | 6    |
| 23   | 7    | 8    | 9    | 10   | 11   | 12   | 13   |
| 24   | 14   | 15   | 16   | 17   | 18   | 19   | 20   |
| 25   | 21   | 22   | 23   | 24   | 25   | 26   | 27   |
| 26   | 28   | 29   | 30   |      |      |      |      |

| Juli | Juli | Juli | Juli | Juli | Juli | Juli | Juli |
| Kw   | Mo   | Di   | Mi   | Do   | Fr   | Sa   | So   |
| ---- | ---- | ---- | ---- | ---- | ---- | ---- | ---- |
| 26   |      |      |      | 1    | 2    | 3    | 4    |
| 27   | 5    | 6    | 7    | 8    | 9    | 10   | 11   |
| 28   | 12   | 13   | 14   | 15   | 16   | 17   | 18   |
| 29   | 19   | 20   | 21   | 22   | 23   | 24   | 25   |
| 30   | 26   | 27   | 28   | 29   | 30   | 31   |      |

| August | August | August | August | August | August | August | August |
| Kw     | Mo     | Di     | Mi     | Do     | Fr     | Sa     | So     |
| ------ | ------ | ------ | ------ | ------ | ------ | ------ | ------ |
| 30     |        |        |        |        |        |        | 1      |
| 31     | 2      | 3      | 4      | 5      | 6      | 7      | 8      |
| 32     | 9      | 10     | 11     | 12     | 13     | 14     | 15     |
| 33     | 16     | 17     | 18     | 19     | 20     | 21     | 22     |
| 34     | 23     | 24     | 25     | 26     | 27     | 28     | 29     |
| 35     | 30     | 31     |        |        |        |        |        |

| September | September | September | September | September | September | September | September |
| Kw        | Mo        | Di        | Mi        | Do        | Fr        | Sa        | So        |
| --------- | --------- | --------- | --------- | --------- | --------- | --------- | --------- |
| 35        |           |           | 1         | 2         | 3         | 4         | 5         |
| 36        | 6         | 7         | 8         | 9         | 10        | 11        | 12        |
| 37        | 13        | 14        | 15        | 16        | 17        | 18        | 19        |
| 38        | 20        | 21        | 22        | 23        | 24        | 25        | 26        |
| 39        | 27        | 28        | 29        | 30        |           |           |           |

| Oktober | Oktober | Oktober | Oktober | Oktober | Oktober | Oktober | Oktober |
| Kw      | Mo      | Di      | Mi      | Do      | Fr      | Sa      | So      |
| ------- | ------- | ------- | ------- | ------- | ------- | ------- | ------- |
| 39      |         |         |         |         | 1       | 2       | 3       |
| 40      | 4       | 5       | 6       | 7       | 8       | 9       | 10      |
| 41      | 11      | 12      | 13      | 14      | 15      | 16      | 17      |
| 42      | 18      | 19      | 20      | 21      | 22      | 23      | 24      |
| 43      | 25      | 26      | 27      | 28      | 29      | 30      | 31      |

| November | November | November | November | November | November | November | November |
| Kw       | Mo       | Di       | Mi       | Do       | Fr       | Sa       | So       |
| -------- | -------- | -------- | -------- | -------- | -------- | -------- | -------- |
| 44       | 1        | 2        | 3        | 4        | 5        | 6        | 7        |
| 45       | 8        | 9        | 10       | 11       | 12       | 13       | 14       |
| 46       | 15       | 16       | 17       | 18       | 19       | 20       | 21       |
| 47       | 22       | 23       | 24       | 25       | 26       | 27       | 28       |
| 48       | 29       | 30       |          |          |          |          |          |

| Dezember | Dezember | Dezember | Dezember | Dezember | Dezember | Dezember | Dezember |
| Kw       | Mo       | Di       | Mi       | Do       | Fr       | Sa       | So       |
| -------- | -------- | -------- | -------- | -------- | -------- | -------- | -------- |
| 48       |          |          | 1        | 2        | 3        | 4        | 5        |
| 49       | 6        | 7        | 8        | 9        | 10       | 11       | 12       |
| 50       | 13       | 14       | 15       | 16       | 17       | 18       | 19       |
| 51       | 20       | 21       | 22       | 23       | 24       | 25       | 26       |
| 52       | 27       | 28       | 29       | 30       | 31       |          |          |

| Januar | Januar | Januar | Januar | Januar | Januar | Januar | Januar |
| Kw     | Mo     | Di     | Mi     | Do     | Fr     | Sa     | So     |
| ------ | ------ | ------ | ------ | ------ | ------ | ------ | ------ |
| 53     |        |        |        |        | 1      | 2      | 3      |
| 1      | 4      | 5      | 6      | 7      | 8      | 9      | 10     |
| 2      | 11     | 12     | 13     | 14     | 15     | 16     | 17     |
| 3      | 18     | 19     | 20     | 21     | 22     | 23     | 24     |
| 4      | 25     | 26     | 27     | 28     | 29     | 30     | 31     |

| Februar | Februar | Februar | Februar | Februar | Februar | Februar | Februar |
| Kw      | Mo      | Di      | Mi      | Do      | Fr      | Sa      | So      |
| ------- | ------- | ------- | ------- | ------- | ------- | ------- | ------- |
| 5       | 1       | 2       | 3       | 4       | 5       | 6       | 7       |
| 6       | 8       | 9       | 10      | 11      | 12      | 13      | 14      |
| 7       | 15      | 16      | 17      | 18      | 19      | 20      | 21      |
| 8       | 22      | 23      | 24      | 25      | 26      | 27      | 28      |

| März | März | März | März | März | März | März | März |
| Kw   | Mo   | Di   | Mi   | Do   | Fr   | Sa   | So   |
| ---- | ---- | ---- | ---- | ---- | ---- | ---- | ---- |
| 9    | 1    | 2    | 3    | 4    | 5    | 6    | 7    |
| 10   | 8    | 9    | 10   | 11   | 12   | 13   | 14   |
| 11   | 15   | 16   | 17   | 18   | 19   | 20   | 21   |
| 12   | 22   | 23   | 24   | 25   | 26   | 27   | 28   |
| 13   | 29   | 30   | 31   |      |      |      |      |

| April | April | April | April | April | April | April | April |
| Kw    | Mo    | Di    | Mi    | Do    | Fr    | Sa    | So    |
| ----- | ----- | ----- | ----- | ----- | ----- | ----- | ----- |
| 13    |       |       |       | 1     | 2     | 3     | 4     |
| 14    | 5     | 6     | 7     | 8     | 9     | 10    | 11    |
| 15    | 12    | 13    | 14    | 15    | 16    | 17    | 18    |
| 16    | 19    | 20    | 21    | 22    | 23    | 24    | 25    |
| 17    | 26    | 27    | 28    | 29    | 30    |       |       |

| Mai | Mai | Mai | Mai | Mai | Mai | Mai | Mai |
| Kw  | Mo  | Di  | Mi  | Do  | Fr  | Sa  | So  |
| --- | --- | --- | --- | --- | --- | --- | --- |
| 17  |     |     |     |     |     | 1   | 2   |
| 18  | 3   | 4   | 5   | 6   | 7   | 8   | 9   |
| 19  | 10  | 11  | 12  | 13  | 14  | 15  | 16  |
| 20  | 17  | 18  | 19  | 20  | 21  | 22  | 23  |
| 21  | 24  | 25  | 26  | 27  | 28  | 29  | 30  |
| 22  | 31  |     |     |     |     |     |     |

| Juni | Juni | Juni | Juni | Juni | Juni | Juni | Juni |
| Kw   | Mo   | Di   | Mi   | Do   | Fr   | Sa   | So   |
| ---- | ---- | ---- | ---- | ---- | ---- | ---- | ---- |
| 22   |      | 1    | 2    | 3    | 4    | 5    | 6    |
| 23   | 7    | 8    | 9    | 10   | 11   | 12   | 13   |
| 24   | 14   | 15   | 16   | 17   | 18   | 19   | 20   |
| 25   | 21   | 22   | 23   | 24   | 25   | 26   | 27   |
| 26   | 28   | 29   | 30   |      |      |      |      |

| Juli | Juli | Juli | Juli | Juli | Juli | Juli | Juli |
| Kw   | Mo   | Di   | Mi   | Do   | Fr   | Sa   | So   |
| ---- | ---- | ---- | ---- | ---- | ---- | ---- | ---- |
| 26   |      |      |      | 1    | 2    | 3    | 4    |
| 27   | 5    | 6    | 7    | 8    | 9    | 10   | 11   |
| 28   | 12   | 13   | 14   | 15   | 16   | 17   | 18   |
| 29   | 19   | 20   | 21   | 22   | 23   | 24   | 25   |
| 30   | 26   | 27   | 28   | 29   | 30   | 31   |      |

| August | August | August | August | August | August | August | August |
| Kw     | Mo     | Di     | Mi     | Do     | Fr     | Sa     | So     |
| ------ | ------ | ------ | ------ | ------ | ------ | ------ | ------ |
| 30     |        |        |        |        |        |        | 1      |
| 31     | 2      | 3      | 4      | 5      | 6      | 7      | 8      |
| 32     | 9      | 10     | 11     | 12     | 13     | 14     | 15     |
| 33     | 16     | 17     | 18     | 19     | 20     | 21     | 22     |
| 34     | 23     | 24     | 25     | 26     | 27     | 28     | 29     |
| 35     | 30     | 31     |        |        |        |        |        |

| September | September | September | September | September | September | September | September |
| Kw        | Mo        | Di        | Mi        | Do        | Fr        | Sa        | So        |
| --------- | --------- | --------- | --------- | --------- | --------- | --------- | --------- |
| 35        |           |           | 1         | 2         | 3         | 4         | 5         |
| 36        | 6         | 7         | 8         | 9         | 10        | 11        | 12        |
| 37        | 13        | 14        | 15        | 16        | 17        | 18        | 19        |
| 38        | 20        | 21        | 22        | 23        | 24        | 25        | 26        |
| 39        | 27        | 28        | 29        | 30        |           |           |           |

| Oktober | Oktober | Oktober | Oktober | Oktober | Oktober | Oktober | Oktober |
| Kw      | Mo      | Di      | Mi      | Do      | Fr      | Sa      | So      |
| ------- | ------- | ------- | ------- | ------- | ------- | ------- | ------- |
| 39      |         |         |         |         | 1       | 2       | 3       |
| 40      | 4       | 5       | 6       | 7       | 8       | 9       | 10      |
| 41      | 11      | 12      | 13      | 14      | 15      | 16      | 17      |
| 42      | 18      | 19      | 20      | 21      | 22      | 23      | 24      |
| 43      | 25      | 26      | 27      | 28      | 29      | 30      | 31      |

| November | November | November | November | November | November | November | November |
| Kw       | Mo       | Di       | Mi       | Do       | Fr       | Sa       | So       |
| -------- | -------- | -------- | -------- | -------- | -------- | -------- | -------- |
| 44       | 1        | 2        | 3        | 4        | 5        | 6        | 7        |
| 45       | 8        | 9        | 10       | 11       | 12       | 13       | 14       |
| 46       | 15       | 16       | 17       | 18       | 19       | 20       | 21       |
| 47       | 22       | 23       | 24       | 25       | 26       | 27       | 28       |
| 48       | 29       | 30       |          |          |          |          |          |

| Dezember | Dezember | Dezember | Dezember | Dezember | Dezember | Dezember | Dezember |
| Kw       | Mo       | Di       | Mi       | Do       | Fr       | Sa       | So       |
| -------- | -------- | -------- | -------- | -------- | -------- | -------- | -------- |
| 48       |          |          | 1        | 2        | 3        | 4        | 5        |
| 49       | 6        | 7        | 8        | 9        | 10       | 11       | 12       |
| 50       | 13       | 14       | 15       | 16       | 17       | 18       | 19       |
| 51       | 20       | 21       | 22       | 23       | 24       | 25       | 26       |
| 52       | 27       | 28       | 29       | 30       | 31       |          |          |

Das Jahr 2021 war weiterhin von der Corona-Pandemie geprägt, welche weitere Einschränkungen im öffentlichen Leben mit sich brachte. Auch politisch war es ein sehr turbulentes Jahr. In Deutschland endete 2021 nach 16 Jahren die Kanzlerschaft von Angela Merkel, sie war zur Bundestagswahl nicht mehr angetreten.

## Ereignisse

### Politik und Weltgeschehen

#### D-A-CH
- 1. Januar: Beginn der neuen Haushaltsperiode des Mehrjährigen Finanzrahmens 2021 bis 2027 der Europäischen Union[1]
- 01. Januar: Das Bundesamt für Auswärtige Angelegenheiten wird eröffnet.
- 01. Januar: Guy Parmelin wird Bundespräsident der Schweiz.
- 05. Januar: Die Bund-Länder-Konferenz beschließt, den Lockdown gegen die seit Herbst grassierende Welle der COVID-19-Pandemie in Deutschland bis Ende Januar zu verlängern und die geltenden Einschränkungen teilweise zu verschärfen.[2]
- 08. Januar: Jessica Rosenthal wird neue Bundesvorsitzende der Jusos.
- 09. Januar: Die österreichische Bundesministerin für Arbeit, Familie und Jugend Christine Aschbacher gibt nach Plagiatsvorwürfen ihren Rücktritt bekannt.
- 16. Januar: Der nordrhein-westfälische Ministerpräsident Armin Laschet wird auf dem digitalen Parteitag der CDU zum neuen Vorsitzenden gewählt.
- 19. Januar: Die Ministerpräsidentenkonferenz und die Bundeskanzlerin Angela Merkel einigen sich auf eine weitere Verlängerung des Lockdowns bis zum 14. Februar, teilweise werden schärfere Einschränkungen beschlossen. Am 10. Februar erfolgt eine erneute Verlängerung bis 7. März.
- 09. Februar: Auf der Bundesautobahn 2 sitzen bei Bielefeld hunderte Fahrer nach extremen Schneefällen bis zu 16 Stunden bei −10 Grad in ihren Fahrzeugen fest.
- 14. März: Landtagswahl in Rheinland-Pfalz und Landtagswahl in Baden-Württemberg. Die bisherigen Regierungskoalitionen unter den Ministerpräsidenten Malu Dreyer (SPD; Rheinland-Pfalz) und Winfried Kretschmann (Grüne; Baden-Württemberg) werden mehrheitlich wiedergewählt. Am gleichen Tag finden die Kommunalwahlen in Hessen statt.
- 20. April: Nach einem einwöchigen offenen Machtkampf wird Armin Laschet durch ein Votum des CDU-Bundesvorstands Kanzlerkandidat der Union für die Bundestagswahl 2021 und sticht Markus Söder aus. Bereits am 19. April stellten die Grünen mit Annalena Baerbock erstmals eine eigene Kanzlerkandidatin auf.
- 06. Juni: Landtagswahl in Sachsen-Anhalt.
- 03. Juli: Wattestäbchen, Besteck, Teller, Trinkhalme, Rührstäbchen und Luftballonstäbe aus Kunststoff sowie To-go-Getränkebecher, Fast-Food-Verpackungen und Wegwerf-Essenbehälter aus expandiertem Polystyrol (bekannt als Styropor) sind in Deutschland nicht mehr erlaubt.[3]
- 26. September: Bundestagswahl 2021, Wahl zum Berliner Abgeordnetenhaus, Landtagswahl in Mecklenburg-Vorpommern, Kommunalwahlen in Niedersachsen und Landtagswahl in Oberösterreich
- 11. Oktober: Nach dem Rücktritt von Sebastian Kurz zwei Tage zuvor wird Alexander Schallenberg als neuer österreichischer Bundeskanzler angelobt.
- 6. Dezember: Karl Nehammer wird als österreichischer Bundeskanzler angelobt.
- 8. Dezember: Olaf Scholz (SPD) wird mit seinem Kabinett als neuer deutscher Bundeskanzler vereidigt. Zuvor war die SPD bei der Bundestagswahl stärkste Fraktion geworden und hatte mit Grünen und der FDP die erste Ampelkoalition auf Bundesebene gebildet.
- 31. Dezember: Die deutschen Kernkraftwerke Brokdorf (Schleswig-Holstein), Grohnde (Niedersachsen) und Gundremmingen C (in Bayern) werden abgeschaltet (Atomausstieg).

#### Andere Staaten

##### Europa
- 01. Januar: Portugal übernimmt im 1. Halbjahr 2021 die Ratspräsidentschaft in der EU.
- 01. Januar: EU-Austritt des Vereinigten Königreichs: Großbritannien ist nicht mehr Teil des EU-Binnenmarktes und der Zollunion. Das britische Überseegebiet Gibraltar tritt dem Schengen-Raum bei.
- 04. Januar: Ein Londoner Gericht entscheidet, dass Julian Assange nicht an die USA ausgeliefert wird.
- 13. Januar: Die italienische Regierungskoalition von Ministerpräsident Giuseppe Conte verliert nach dem Rückzug des Koalitionspartners Italia Viva ihre Mehrheit.
- 13. Januar: In Lamezia Terme beginnt der Rinascita-Scott-Prozess gegen die Mafia-Organisation ’Ndrangheta.
- 13. Januar: Jüri Ratas tritt von seinem Amt als Ministerpräsident der Republik Estland zurück.
- 15. Januar: Das niederländische Kabinett unter der Leitung von Ministerpräsident Mark Rutte tritt wegen einer Affäre um Kinderbeihilfen (Toeslagenaffaire) zurück.
- 23. Januar: Bei Protesten in Russland in Reaktion auf die Verhaftung von Oppositionsführer Alexei Nawalny kommt es zu tausenden Festnahmen.
- 14. Februar: Lëvizja Vetëvendosje! unter Albin Kurti gewinnt die Parlamentswahl im Kosovo.
- 17. März: Parlamentswahl in den Niederlanden. Die bisher regierende VVD unter Ministerpräsident Mark Rutte wird erneut stärkste Kraft.
- 25. April: Parlamentswahl in Albanien
- 06. Mai: Parlamentswahl in Schottland und Wales
- 23. Mai: Der Ryanair-Flug 4978 wird kurz vor dem Einflug in den litauischen Luftraum durch belarussische Behörden unter Vorspiegelung einer angeblichen Bombendrohung nach Minsk umgeleitet. Nach der Landung werden der an Bord befindliche regimekritische belarussische Blogger Raman Pratassewitsch, Mitgründer und ehemaliger Chefredakteur des Oppositionellen-Netzwerks Nexta, und seine russische Lebensgefährtin Sofia Sapega festgenommen.
- 30. Mai: Parlamentswahl in der Republik Zypern 2021
- 15. Juni: der von Premierminister Boris Johnson angekündigte Tag der Freiheit (21. Juni) wird um vier Wochen verschoben, weil die ansteckendere COVID-19-Mutation Delta-Variante B.1.617.2 die bisherige Mutation B.1.1.7 verdrängt hat.[4]
- 16. Juni: Gipfeltreffen von US-Präsident Joe Biden und dem russischen Präsidenten Wladimir Putin in Genf.[5]
- 20. Juni: Parlamentswahl in Armenien 2021
- 01. Juli: Slowenien übernimmt im 2. Halbjahr 2021 die Ratspräsidentschaft in der EU.
- 000Juli: Hochwasser in West- und Mitteleuropa 2021.
- 000Juli: Die Migrationskrise an der Grenze zwischen Belarus und der Europäischen Union beginnt.
- 28. August: Der ehemalige griechische Ministerpräsident Alexis Tsipras und der nordmazedonische Ministerpräsident Zoran Zaev erhalten für die Beilegung des Namensstreites um Mazedonien den Internationalen Preis des Westfälischen Friedens.
- 13. September: Parlamentswahl in Norwegen 2021
- 17.–19. September: Parlamentswahl in Russland 2021
- 25. September: Parlamentswahl in Island 2021
- 8./9. Oktober: Abgeordnetenhauswahl in Tschechien 2021

##### Amerika
- 05. Januar: Im US-Bundesstaat Georgia setzen sich die beiden Demokraten Jon Ossoff und Raphael Warnock in Stichwahlen um die zwei offenen Sitze im US-Senat gegen die amtierenden republikanischen Senatoren durch. Sie erringen damit eine demokratische Mehrheit im Senat.
- 06. Januar: Tausende Anhänger des amtierenden Präsidenten Donald Trump versuchen nach seiner Rede, durch einen Sturm auf das US-Kapitol (Besetzung des Parlamentsgebäudes), die offizielle Bestätigung des Wahlergebnisses vom 3. November 2020 gewaltsam zu verhindern.
- 13. Januar: Gegen den Präsidenten der Vereinigten Staaten Donald Trump wird zum zweiten Mal ein Amtsenthebungsverfahren beschlossen.
- 20. Januar: Joe Biden (Demokratische Partei) wird als 46. Präsident der Vereinigten Staaten ins Amt eingeführt. Kamala Harris übernimmt als erste Frau die Vizepräsidentschaft.
- 13. Februar: Das zweite Amtsenthebungsverfahren nennt D. Trump als Täter, verfehlt jedoch die Zweidrittelmehrheit im Senat und endet deshalb formal mit einem Freispruch.[6]
- 06. April: Parlamentswahl in Grönland 2021
- 25. Mai: Costa Rica wird der 38. Mitgliedstaat der OECD.
- 16. Juni: das US-Repräsentantenhaus votiert mit 415 gegen 14 Stimmen dafür, einen neuen US-weiten Jahrestag zum Gedenken an das Ende der Sklaverei (Juneteenth 19. Juni) einzuführen. Der US-Senat hatte am 15. Juni einstimmig dafür gestimmt.
- 07. Juli: Der haitianische Staatspräsident Jovenel Moïse wird ermordet.
- 20. September: Kanadische Unterhauswahl 2021
- 30. November: Barbados verlässt die Britische Krone und wird Republik.

##### Asien
- 04. Januar: Saudi-Arabien hebt seine Blockade gegen Katar auf. Damit endet die seit 2017 bestehende Katar-Krise.
- 06. Januar: In Hongkong werden mehr als 50 prodemokratische Aktivisten festgenommen.
- 10. Januar: Bei der Parlamentswahl in Kasachstan gewinnt die Regierungspartei Nur Otan mit 71,09 Prozent der Stimmen.
- 10. Januar: Bei der vorgezogenen Präsidentschaftswahl in Kirgisistan gewinnt der Oppositionelle Sadyr Dschaparow mit circa 79 % der abgegebenen Stimmen. Beim ersten Wahlgang des Verfassungsreferendums stimmten 81 Prozent der Wähler für die Wiedereinführung des Präsidialsystems.
- 01. Februar: In Myanmar kommt es unter General Min Aung Hlaing zu einem Militärputsch, in dessen Folge die myanmesische Regierung verhaftet und über das Land ein einjähriger Ausnahmezustand verhängt wird.
- 23. März: Parlamentswahl in Israel 2021
- Mai: Der Israel-Gaza-Konflikt ist die schwerste Auseinandersetzung der beiden Seiten seit Jahren. Mindestens 248 Palästinenser und 12 Israelis sterben; mehrere tausend Menschen werden verletzt und mehrere zehntausend Palästinenser zur Flucht gezwungen.
- 30. Juli: Ein mutmaßlicher Drohnenangriff trifft den Öltanker Mercer Street bei Oman. Siehe auch Zwischenfall im Arabischen Meer 2021.
- 15. August: Die Taliban nehmen die afghanische Hauptstadt Kabul ein. Siehe auch Vormarsch der Taliban in Afghanistan 2021.
- 31. Oktober: Bei der Shūgiin-Wahl 2021 in Japan verteidigt die Regierungskoalition unter Führung der Liberaldemokratischen Partie ihre Mehrheit.

##### Afrika
- 01. Januar: Die Afrikanische Freihandelszone startet.
- 02. Januar: In Niger kommen bei den Terroranschlägen von Tchioma Bangou und Zaroumbey Darey mehr als 100 Menschen ums Leben.
- 29. Januar: Vier nigerianische Bauern aus dem Nigerdelta (Nigeria) gewinnen in Den Haag einen Prozess gegen Shell wegen Nachlässigkeit beim Durchführen einer Probebohrung, die beachtliche Umweltschäden verursachten.[7]
- 05. September: Der Oberst Mamady Doumbouya erklärt die Regierung von Guinea für abgelöst. Berichten zufolge wurde Präsident Alpha Condé in Gewahrsam genommen.[8]

#### International
- 11. Januar: Beim UN-Klimagipfel One Planet Summit erklären 50 Staaten, darunter auch Deutschland, bis zum Jahr 2030 gemeinsam 30 Prozent ihrer Land- und Meeresflächen unter Schutz zu stellen. Für fast zwölf Milliarden Euro sollen Bäume in der Sahelzone gepflanzt werden.
- 22. Januar: Der von Österreich mitinitiierte, von Deutschland und der Schweiz nicht unterzeichnete UN-Atomwaffenverbotsvertrag tritt in Kraft.
- 11. Juni: G7-Gipfel in St Ives 2021
- 30./31. Oktober: G20-Gipfel in Rom 2021
- 31. Oktober bis 13. November 2021: UN-Klimakonferenz in Glasgow 2021. Unter anderem unterzeichneten die Repräsentanten von 100 Staaten eine Absichtserklärung, die globale Entwaldung bis zum Jahr 2030 zu stoppen.

### Wetter und Katastrophen
Siehe auch: Temperaturanomalien im Jahr 2021
- 09. Januar: Der Sriwijaya-Air-Flug 182 von Jakarta nach Pontianak in Indonesien mit 50 Passagieren und 12 Crew-Mitgliedern verschwindet vom Radar. Später werden Wrackteile und der Flugschreiber der Boeing 737-500 in der Javasee entdeckt.
- 16. Januar: Auf der indonesischen Insel Sulawesi ereignet sich ein Erdbeben der Stärke 6,2, bei dem mehr als 90 Menschen ums Leben kommen.
- 13. – 17. Februar: Ein ausgedehnter Wintersturm trifft große Teile der Vereinigten Staaten, Nordmexiko und Teile von Kanada. Er verursacht insbesondere in Texas tagelang währende Stromausfälle und Störungen der Wasserversorgung.
- Februar: Ölpest an Israels Stränden
- 30. März: Bei einem Großbrand in der Schweinezuchtanlage Alt Tellin in Mecklenburg-Vorpommern sterben etwa 50.000 Tiere.
- 18. April: Brandkatastrophe am Tafelberg
- 28. Juni: In Lytton (Kanada) werden bei der Hitzewelle in Nordamerika 2021 49,6 °C gemessen, womit der kanadische Rekordwert von 1937 (45 °C) um fast 5 Grad Celsius übertroffen wurde.[9]
- 06. Juli: Ein Passagierflugzeug kollidiert nahe Palana in Russland bei schlechten Sichtbedingungen mit einer Klippe. Es gibt keine Überlebenden.
- 15. – 16. Juli: Aufgrund starker Regenfälle kommt es in den Bundesländern Nordrhein-Westfalen, Rheinland-Pfalz und Baden-Württemberg sowie in Belgien, den Niederlanden und der Schweiz zu großflächigen Überschwemmungen. In zahlreichen Ortschaften wurden durch die Wassermassen Häuser und öffentliche Gebäude beschädigt und/oder zerstört. Das Stromnetz brach vielerorts vollständig zusammen. Die Zahl der Todesopfer in Deutschland beläuft sich auf über 180.
- Ab 17. Juli 2021 kommt es in der zentralchinesischen Provinz Henan zu schweren Unwettern und in der Folge zu einer Hochwasserkatastrophe, bei der mindestens 380 Menschen sterben.
- 000Juli: Der Monat ist weltweit der heißeste seit Beginn der Aufzeichnungen.[10]
- 000Juli: Die Hitzewelle und Waldbrände in Südeuropa und der Türkei und die Waldbrände in Kalifornien 2021 halten bis August an.
- 19. September: Der Vulkanausbruch auf La Palma beginnt.
- 04. Dezember: Bei einem Ausbruch des Vulkans Semeru auf der Insel Java sterben mehr als 20 Menschen. 68 werden verletzt und 27 weitere werden noch vermisst.
- 10. Dezember: Tornados im Mittleren Westen der Vereinigten Staaten verursachen mehr als 75 Tote.

### Anschläge
- Liste von Terroranschlägen im Jahr 2021
- Liste von Sprengstoffanschlägen im Jahr 2021

### Wirtschaft
- 07. Januar: Nach einem Kurshöhenflug an der Börse überholte Tesla-Chef Elon Musk den bisherigen Rekordhalter Jeff Bezos und wurde so zum reichsten Menschen der Welt.[11] Sein Vermögen liegt laut Forbes bei 182,9 Milliarden Dollar (Stand: 15. Januar 2021).[12]
- 10. Januar: Wegen des Lockdowns im Zuge der Coronavirus-Pandemie haben die Adler Modemärkte einen Insolvenzantrag gestellt.
- 16. Januar: Aus der Fusion der Autokonzerne Fiat Chrysler Automobiles aus Italien und der Groupe PSA aus Frankreich geht der Autokonzern Stellantis hervor.
- 23. März: Wegen des Schiffes Ever Given, das im Sueskanal auf Grund lief und diesen für sechs Tage blockierte, fand ein Rückstau von über 300 Schiffen statt. Das führte zu einem Transportausfall von mehreren Milliarden Euro.
- 11.–15. Oktober: Welt-Kongress für Intelligente Transport-Systeme in Hamburg.

### Religion
- 06. / 7. Januar: orthodoxe Weihnachten
- 02. April: Karfreitag
- 04. April: Ostern
- 11. April: orthodoxe Ostern
- 26. Mai: Vesakh
- 13. Mai: Christi Himmelfahrt
- 23. Mai: Pfingsten
- 03. Juni: Fronleichnam
- 20. Juli: Islamisches Opferfest
- 15. August: Mariä Himmelfahrt
- 16. September: Jom Kippur 5782
- 03. Oktober: Tag der offenen Moschee
- 31. Oktober: Gedenktag der Reformation
- 01. November: Allerheiligen
- 04. November: Diwali
- 17. November: Buß- und Bettag
- 29. November – 6. Dezember: Chanukka
- 25. Dezember: Weihnachten

### Wissenschaft und Technik

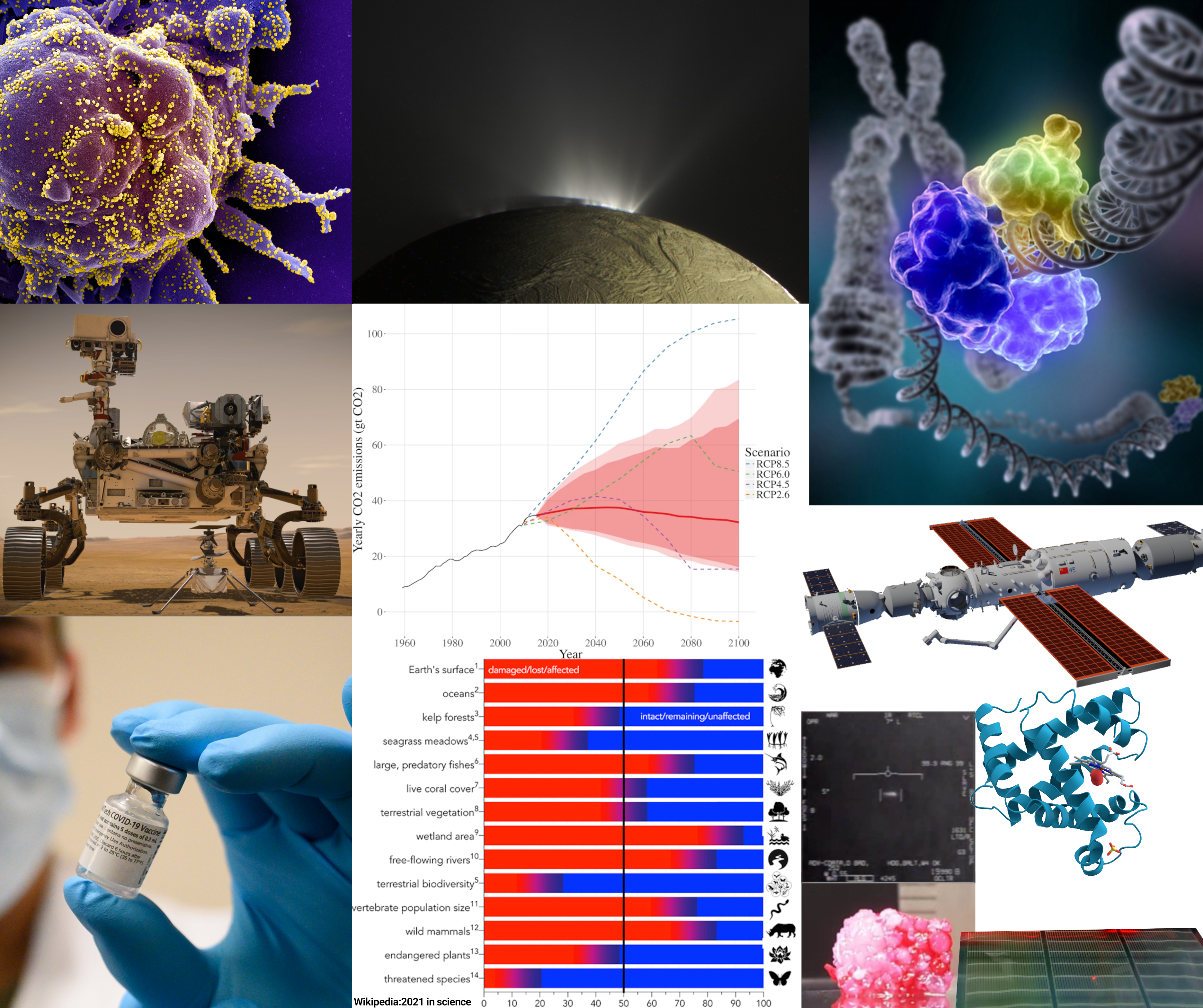

- 07. April: Ergebnisse des Muon g-2-Experiments zu subatomaren Myonen stellen das Standardmodell der Physik infrage.[13][14]
- 12. April: Das erste 3D-gedruckte Haus aus einer Ton-Mixtur wird fertiggestellt. Solche Gebäude könnten billig sein, nur wenig schnell-erlernbare manuelle Arbeit erfordern, die Kohlenstoffemissionen des Bauwesens, welche fast 40 % aller energiebedingten Kohlenstoffemissionen ausmachen,[15] insbesondere von Beton, reduzieren und Ökogemeinschaften, sowie die Bereitstellung von Wohnungen für Flüchtlinge nahe ihrer Heimat statt in entfernten Ländern ermöglichen.[16]
- 02. August: Ein Prototyp eines Wellenenergiekonverters mit einem Wirkungsgrad, doppelt so hoch wie bei vergleichbaren experimentellen Maschinen, wird vorgestellt.[17][18]
- 27. Oktober: Eine Potenzialanalyse zeigt, dass „Atmospheric Water Harvesting“-Geräte einer Milliarde Menschen Zugang zu sauberem Wasser verschaffen könnten, wobei derartige off-the-grid-Wassergewinnung in manchen Fällen „Bemühungen um den Aufbau einer dauerhaften leitungsgebundenen Infrastruktur untergraben kann“.[19][20][21]
- 19. November: Das erste autonome Frachtschiff, Yara Birkeland, startet in Norwegen. Es wird vollständig elektrisch angetrieben.[22]
- 09. Dezember: Eine erste Studie liefert einen Überblick, wie moderne Analyseverfahren, wie Massenspektrometrie, zur Untersuchung gewisser anomaler Materialien eingesetzt wurden. Die Isotopenverhältnisse und die elementare Zusammensetzung des Materials, das in Folge eines sonderbaren Ereignisses gefunden wurde, würden eine natürliche Entstehung höchst unwahrscheinlich machen. Eventuelle Zwecke und der Ursprung des Materials sind laut Bewertung der Studie ungeklärt.[23]
- 16. Dezember: Die Entwicklung von „smarten“ Dächern[24][25] und Fenstern[26][27] wird bekanntgegeben: sie kühlen oder wärmen je nach Temperatur und ohne Stromverbrauch, was die Energieeffizienz von Gebäuden erhöhen könnte.
- 30. Dezember: Chinas EAST-Tokamak hält 120 Millionen °C heißes Plasma für 17 Minuten aufrecht. Für Fusionsenergie werden unter anderem über 150 Millionen °C benötigt.[28][29]

#### Astronomie, Kosmologie und Raumfahrt
- 08. Januar: Die Entdeckung des ältesten Quasars wird bekanntgegeben. Das Alter und die Masse des SMBHs stellt gegenwärtige Theorien infrage.[30][31]
- 08. Januar: Nachrichtenagenturen berichten, dass Wissenschaftler mit der Raumsonde Juno FM-Radioemissionen vom Jupiter-Mond Ganymed entdeckt haben. Den Berichten zufolge ähneln diese sowohl WiFi-Signalen, als auch den seit langem bekannten Radioemissionen des Jupiters und wurden von Elektronen an den Magnetfeldlinien des großen Mondes verursacht. Ein Verständnis der Emissionen kann für die Suche nach ETI und die Analyse von Exoplaneten und Radiosignalen relevant sein.[32]
- 13. Januar: Die Ermittlung eines weiteren Mechanismus zur Energiegewinnung – mit hoher Effizienz – durch rotierende schwarze Löcher wird bekanntgegeben, was etwa für die SETI relevant sein könnte.[33][34]
- 17. Januar: Die LauncherOne-Rakete des privaten Raumfahrtunternehmens Virgin Orbit bringt erstmals erfolgreich Satelliten ins All.
- 25. Januar: Astronomen melden die Entdeckung und Analyse von TOI-178, einem sternbasierten System, in dem sich mindestens 5 von 6 Exoplaneten in einer seltenen Kette von Orbitalresonanzen und variierenden Zusammensetzungen befinden, die mit heutigen Theorien nur schwer vereinbar ist. Sie zeigen, dass bereits kleine störende Einflüsse die fragile Bahnkonfiguration chaotisch werden lassen würden, weswegen nach eigenartigen Eigenschaften oder Mechanismen des Systems gesucht wird.[35][36][37]
- 09. Februar: Wissenschaftler berichten, dass man mit bestehender oder bald verfügbarer Technologie extraterrestrische Zivilisationen über Luftverschmutzung aus Stickstoffdioxid finden könnte. Auf der Erde wird NO2 vor allem durch die Nutzung menschlicher Technologien wie Verbrennungsmotoren emittiert – ausreichend hohe Werte – wie die der Erde – könnten daher eine „Technosignatur“ einer Zivilisation sein.[38][39][40]
- 10. Februar: Astronomen berichten, dass das hypothetische Objekt mit der Masse eines Planeten im äußeren Bereich des Sonnensystems, „Planet 9“, möglicherweise gar nicht existiert. Mittels Simulationen und teleskopischen Daten zeigen sie, dass astronomische Körper, die sich scheinbar gruppieren, als ob ein solches Objekt sie beeinflusst, durch eine Stichprobenverzerrung erklärt werden können – dass „wir nur Dinge finden, wo wir suchen“.[41][42][43]
- Februar: Raumsonden der Vereinigten Arabischen Emirate,[44] Chinas[45] und der USA[46] landen auf dem Mars. Die Raumsonde der Vereinigten Arabischen Emirate wird in einer Umlaufbahn um den Planeten bleiben, Chinas Lander soll im Mai landen und die US-Raumsonde landete in einem Krater, der womöglich einst Wasser beinhaltete. Letztere enthält eine teil-autonome Drohne, sowie einen Rover „Perseverance“, der u. a. die ersten geplanten Marsproben für eine spätere Bergung vorbereiten soll.
- 01. März: Eine Übersichtsarbeit klassifiziert Technosignaturen.[47][48]
- 08. März: Wissenschaftler schlagen eine „Mondarche“ vor, um die DNA und andere biologische Reproduktionsstrukturen von 6,7 Millionen dokumentierten Lebensformen der Erde zu konservieren.[49][50]
- 09. März: Physiker berichten, dass, nach ihrem theoretischen Modell, durchquerbare mikroskopische Wurmlöcher möglich sein könnten und keine exotische Materie benötigen.[51][52]
- 09. März: Ein deutscher Physiker beschreibt eine Möglichkeit für Warp-Antriebe, die nur aus bekannter, konventioneller positiver Energie gespeist werden.[53][54]
- 16. März: Eine Theorie für einen natürlichen Ursprung von ʻOumuamua schlägt vor, dass es ein Fragment aus Stickstoffeis eines Exoplaneten ähnlich dem Pluto sein könnte und vor 0,5 Mrd. Jahren durch einen Einschlag ausgestoßen wurde.[55][56]
- 23. März: In Medienberichten wird der erste umfassende öffentliche Bericht – durch das Pentagon – über UFO-Ereignisse, die von US-Behörden aggregiert wurden, für Juni angekündigt.[57]
- 26. März: Die NASA gibt bekannt, dass eine Kollision mit Asteroid Apophis für die nächsten 100 Jahre ausgeschlossen werden kann.[58]
- 13. April: Erste Veröffentlichung von Wegen zur Suche nach ETI-Quantenkommunikation.[59][60]
- 19. April: Auf dem Mars wird mit der semiautonomen solarbetriebenen Hubschrauberdrohne Ingenuity der NASA der erste motorisierte Flug auf einem anderen Planeten in der Geschichte der Menschheit durchgeführt.[61][62]
- 19. April: Eine Gruppe von Wissenschaftlern, die 2020 die Entdeckung eines wahrscheinlichen Indikators für Leben, Monophosphan, in der Venusatmosphäre berichtete, veröffentlicht einen Preprint, in dem sie nun auch größtenteils die ursprüngliche Entdeckung – für ALMA in einer Konzentration von ~7 ppb – wiederherstellt. Die Erklärung der Beobachtungen durch Schwefeldioxid kritischer Forschung wird als inkonsistent mit den verfügbaren Daten aufgezeigt.[63]
- 20. April: Der Mars-Rover Perseverance wandelt mit MOXIE erstmals auf dem Mars Kohlendioxid zu Sauerstoff um.[64]
- 20. April: Eine Studie der NASA erklärt, dass Warp-Antriebe, die das Tempo der Zeit innerhalb des Raumschiffs steuern und nur mit positiver Energie betrieben werden, möglich sein könnten. Sie liefert zudem ein weiteres Argument, weshalb überlichtschnelle Warp-Antriebe unmöglich sein müssten und ordnet die Warp-Raumzeiten der Studie aus dem März einer „neuen Klasse“ zu.[65][66]
- 29. April: Das erste Kernmodul der chinesischen Raumstation Tiangong wird in den Orbit (LEO) gesetzt.[67]
- 11. Mai: Die erste Messung der Dichte von Material im interstellaren Raum durch Raumsonde Voyager 1 wird veröffentlicht. Wissenschaftler veröffentlichen zudem Töne von Vibrationen interstellaren Plasmas.[68][69]
- 14. Mai: Chinas Rover der Zhurong-Mission landet auf dem Mars.[70]
- 27. Mai: Das Amaterasu-Teilchen, nach dem Oh-My-God-Teilchen von 1991 mit 2,3 × 1020 eV der energiereichste bis dahin entdeckte Partikel kosmischer Strahlung, wird von Fly's Eye II, einem Detektor der University of Utah, registriert.[71]
- 07. Juni: Astronomen berichten, dass Saturnmond Enceladus große Mengen Methan ausstößt. Die ermittelten Mengen deuten auf mikrobielles Leben in seinem Ozean unter dem Eis hin, könnten jedoch auch durch noch unbekannte Methanquellen erklärt werden.[72][73]
- 17. Juni: Die erste, dreiköpfige Besatzung wird zur chinesischen Raumstation Tiangong geschickt. Bislang besteht die Station aus dem ersten Kernmodul Tianhe.[74]
- 19. Juni: Ein neuentdeckter Komet, C/2014 UN271, könnte der bisher größte bekannte Komet sein und wird 2031 der Erde so nahe kommen wie der Saturn.[75]
- 23. Juni: Astronomen identifizieren 1.715 Sternsysteme innerhalb von 326 Lichtjahren, die seit den Anfängen der menschlichen Zivilisation vor etwa 5.000 Jahren jemals eine Position hatten, von der aus man die Erde als einen Exoplaneten, der das Sonnenlicht abdunkelt, entdecken könnte.[76][77]
- 15. Juli: Der Einschlagskörper, der das Aussterben der Dinosaurier verursachte, war wahrscheinlich eine spezielle Art Asteroid des äußeren Hauptgürtels.[78][79]
- 20. Juli: Eine Studie schlussfolgert, dass hohe Raten aktiven Plume-Vulkanismus die im September 2020 berichteten hohen Monophosphankonzentrationen auf der Venus erklären könnten. Vulkanismus wurde als Erklärung zuvor als unplausibel abgelehnt. Weitere Studien und Messungen könnten ihn als mögliche Quelle – und Alternative zu Organismen – bestätigen oder widerlegen.[80][81]
- 26. Juli: Start des, von Top-Astronom Avi Loeb geleiteten, „Galileo Project“, welches mit Teleskoptechnologie transparent nach Beweisen für außerirdisches Leben oder deren Technologie – wie Alien UFOs/UAP – auf oder in der Nähe der Erde suchen soll.[82][83][84]
- 10. August: Eine Studie auf Basis neuer Daten durch OSIRIS-REx berechnet eine Wahrscheinlichkeit von 1:1750 für einen Einschlag des Asteroiden (101955) Bennu bis 2300.[85][86]
- 22. August: Astronomen geben die, auf den bis dato vorhandenen spärlichen Daten,[42] wahrscheinliche Umlaufbahn und Masse (~6 Erden) des potenziellen „Planet 9“ bekannt.[87][88]
- 02. September: Wissenschaftler geben die Entdeckung seltsamer Radiowellen aus der Nähe des galaktischen Zentrums bekannt.[89][90]
- 20. September: Forscher zeigen, dass vor ~3600 Jahren ein in der Luft zerberstender Meteorit, ähnlich dem des Tunguska-Ereignises, die antike Stadt Tall el-Hammam in Jordanien zerstört hat.[91][92]
- 27. September: Forscher erklären, dass erdähnliche Phototrophie in Zonen der Venuswolken möglich ist.[93][94]
- 16. Oktober: Die Raumsonde Lucy startet zur Erforschung von Asteroiden um den Jupiter.[95]

James-Webb-Weltraumteleskop

- 25. Oktober: In zwei Studien berichten Astronomen, dass 15 Signale zwischen 2019 und 2020, die 'BLC1' ähneln und nicht aus der Nähe von Proxima Centauri stammen, darauf hindeuten, dass BLC1 keine Technosignatur oder Radiosignal von Außerirdischen war und stattdessen wahrscheinlich auf eine Funkstörung zurückzuführen ist.[96][97][98]
- 17. November: Wissenschaftler fordern in einer Studie neue Maßnahmen für planetare Biosicherheit, um die Kontamination außerirdischer Körper sowie „rückwärtige“ Kontamination mit fremden Mikroben zu verhindern.[99][100]
- 24. November: Start der Raumsonde DART, mit der man lernen  möchte wie Asteroiden abgelenkt werden können.[101]
- 04. Dezember: Die totale Sonnenfinsternis ist vor allem über der Antarktis und Teilen des Südpazifiks sichtbar.
- 25. Dezember: Das James-Webb-Weltraumteleskop wird nach jahrelangen Verzögerungen mit einer Ariane-5-Trägerrakete in seine Umlaufbahn gebracht. Es ist das leistungsstärkste und komplexeste Weltraumteleskop der Erde.[102][103]
- 28. Dezember: Wissenschaftler berichten, dass die Produktion von Ammoniak in den Wolken der Venus, möglicherweise durch Leben, die Umgebung dort weniger sauer und für Leben geeignet machen könnte, wobei dieses Atmosphärenmodell besser zu den Beobachtungen passt als frühere Modelle.[104][105]

#### Umweltwissenschaften
- 04. Januar: Medien berichten, dass Ingenieure weltweit eine negative Schaltsekunde und andere mögliche Maßnahmen diskutieren, da die Erde 2020 anfing sich nach stetiger Verlangsamung schneller zu drehen.[106][107]
- 06. Januar: In der ersten systematischen Übersichtsarbeit der wissenschaftlichen Forschung rund um den globalen Abfall und dessen Management und Auswirkungen auf Menschen liefern Forscher Einschätzungen, Vorschläge für Korrekturmaßnahmen, technische Lösungen und Anfragen für weitere Forschung. Laut der Studie werden ein Viertel der Siedlungsabfälle nicht eingesammelt und ein Viertel schlecht verwaltet – etwa in offenen und unkontrollierten Feuern verbrannt. Sie erklären, dass es an solider Forschung dazu mangelt.[108][109]
- 13. Januar: Eine Gruppe aus 17 hochrangigen Ökologen veröffentlicht einen 'Perspektiven'-Beitrag, der Forschungen und Daten überprüft, die darauf hindeuten, dass die Umweltbedingungen „weitaus gefährlicher werden, als derzeit angenommen“. Sie mahnen, dass ein „Optimismus-Bias“ weit verbreitet ist und deduzieren, dass grundlegender Wandel erforderlich ist. Das weitgehend statische Dokument der kleinen Gruppe, das von einer wissenschaftlichen Fachzeitschrift veröffentlicht wurde, listet einige solcher Veränderungen in Form kurzer, vager Beschreibungen auf.[110][111]
- 22. Januar: Die „erste langfristige Bewertung des globalen Bienensterbens“, welche GBIF-Daten über mehr als einem Jahrhundert analysiert, stellt fest, dass die Anzahl der Bienenarten nach den 1990er Jahren steil abgenommen hat und zwischen 2006 und 2015 um ein Viertel im Vergleich zu vor 1990 geschrumpft ist.[112][113]
- 25. Januar: Eine wissenschaftliche Übersichtsarbeit stellt fest, dass sich der globale Eisverlust mit einer Rekordrate beschleunigt, die den Worst-Case-Szenarien des IPCC entspricht. Der Bericht verwendet erstmals Satellitendaten zur Vermessung des globalen Eisverlustes und zeigt, dass der Verlust um 57 Prozent von 0,8 Billionen Tonnen pro Jahr in den 1990er Jahren auf 1,3 Billionen Tonnen im Jahr 2017 anstieg.[114][115]
- 09. Februar: Eine Studie schlussfolgert, dass die Rate der globalen Emissionsminderung um mindestens 80 % über die unverbindlichen „Nationally Determined Contributions“-Ziele (NDCs) hinaus erhöht werden muss, damit das obere Ziel von maximal 2 °C Erderwärmung bis 2100 des Übereinkommens von Paris wahrscheinlich erreicht wird. Die Wahrscheinlichkeit dazu schätzen sie bei aktuellen Trends auf 5 %.[116][117]
- 09. Februar: Eine Studie, die ein Modell mit erhöhter räumlicher Auflösung und aktualisierten Daten zur Wirkung verschiedener Konzentrationen verwendet, kommt zu dem Schluss, dass 2018 etwa 8,7 Millionen – oder etwa ein fünftel – aller Todesfälle auf Luftverschmutzung durch die Verbrennung fossiler Brennstoffe zurückzuführen sind.[118][119]
- 15. Februar: Forscher berichten den Fund von sessilen Lebensformen auf einem Felsen 872 m unter dem Eis der Antarktis, 1,2 km unter der Oberfläche. Dazu scheinen Schwämme und Bakterienmatten zu gehören. Wie Nährstoffe von weit entfernten Orten, an denen Photosynthese möglich ist, und die Lebensformen dorthin gelangen konnten, ist noch unbekannt.[120][121]
- 18. Februar: Wissenschaftler berichten, dass die kurze globale geomagnetische Umkehrung des Erdmagnetfeldes (Polaritätsexkursion) vor ~42.000 Jahren in Kombination mit Perioden geringer Sonnenaktivität große Aussterbeereignisse und Umweltveränderungen verursachte. Das Laschamp-Ereignis könnte zum Aussterben der Neandertaler und zum Auftreten von Höhlenmalerei zu dieser Zeit beigetragen haben. Für ~700 Jahre waren Polarlichter weltweit – nicht nur an den Polen – sichtbar und schädliche Strahlung erhöht.[122][123]
- 25. Februar: Wissenschaftler berichten, dass die Atlantische Meridionale Umwälzzirkulation, zu der auch der Golfstrom gehört, so schwach ist, wie seit etwa 1.000 Jahren nicht mehr.[124][125][126]
- 03. März: Die Entdeckung von Mitochondrien-ähnlichen endosymbiontischen Bakterien, A. ciliaticola, die deren Wirts-Protisten ermöglichen, Nitrat statt Sauerstoff zu atmen, wird bekanntgegeben.[127][128]
- 08. März: Eine neue Datenbank zeigt die Verantwortung der Nahrungsmittelsysteme für ein Drittel (34 %) der anthropogenen Treibhausgasemissionen auf.[129][130]
- 11. März: Ergebnisse einer wissenschaftlichen Synthese deuten darauf hin, dass – bezüglich der globalen Erwärmung – das Amazonasbecken, einschließlich dem Amazonas-Regenwald, gegenwärtig mehr Treibhausgase ausstößt als es absorbiert.[131][132]
- 17. März: Wissenschaftler entwickeln ein Planungsframework und schlussfolgern, dass global koordinierter Meeresschutz „fast doppelt so effizient sein würde wie unkoordinierte, nationale Planung“. Zudem setze Grundschleppnetzfischerei so viel CO2 frei wie der gesamte Flugverkehr vor der COVID-19-Pandemie.[133][134][135]
- 02. April: Eine Studie zeigt, dass das Einschlagsereignis, das das Massenaussterben der Dinosaurier verursachte, neotropische Regenwälder wie Amazonia entstehen ließ. Es ersetzte, innerhalb einer ~6 Millionen Jahre dauernden Erholungsphase hin zu vorheriger Pflanzen-Biodiversität, die Artenzusammensetzung und Struktur dortiger Wälder.[136][137]
- 07. April: Die NOAA berichtet den größten aufgezeichneten Anstieg der Methanemissionen im Jahr 2020.[138]
- 23. April: Wissenschaftler berichten, dass von ~39 Millionen untersuchten Grundwasserbrunnen 6–20 % ein hohes Risiko haben, trocken zu laufen, wenn der Grundwasserspiegel wenige Meter sinkt oder – wie in vielen Gebieten und möglicherweise bei mehr als der Hälfte der großen Grundwasserleiter[139] – weiterhin drastisch gesenkt wird.[140][141]
- 04. Mai: Eine Nutz-Kosten-Analyse schneller Minderung von Methanemissionen wird veröffentlicht.[142] Ein am 6. Mai veröffentlichter Bericht der UN untersucht ebenfalls die Vorteile und Kosten derartiger rapider Handlung innerhalb der kommenden Jahre.[143]
- 06. Mai: Forscher berichten, dass Chinas CO2-Emissionen 2019 erstmals die aller OECD-Länder zusammen übertrafen.[144][145][146] Die Emissionen des Landes waren 2021-Q1 um 9 % höher als vor der COVID-19-Pandemie im Jahr 2019. Die CO2-Emissionen aus fossilen Brennstoffen und der Zementproduktion stiegen im Vergleich zu 2020 um fast 15 %.[144][147][148]
- 11. Mai: Landnutzungsänderungen seit 1960 betreffen 17 % der Landfläche. Wenn mehrmalige Änderungen berücksichtigt werden, sind es 32 %.[149][150]
- 30. Juni: Eine Studie schließt eine vulkanische Ursache für das Klimawandelereignis der Jüngeren Dryaszeit aus.[151][152]
- 01. Juli: Wissenschaftler berichten, dass ~9,4 % der weltweiten Todesfälle zwischen 2000 und 2019 – ~5 Millionen jährlich – auf extreme Temperaturen zurückzuführen sind, wobei kältebedingte Todesfälle den größten Anteil ausmachen und abnehmen und hitzebedingte Todesfälle ~0,91 % ausmachen und zunehmen.[153][154]
- 02. Juli: Die erste wissenschaftliche Übersichtsarbeit zur globalen Plastikverschmutzung im Allgemeinen kommt zu dem Schluss, dass die rationale Antwort auf die „globale Bedrohung“ darin bestehen würde, den Konsum neuen Plastiks zu reduzieren und das Abfallmanagement international zu koordinieren. Der Export von Kunststoffabfällen, der nicht zu einem besseren Recycling führt, solle verboten werden.[155][156]
- 19. Juli: Forscher veröffentlichen eine Studie, für die sie 217 Analysen von Produkten und Dienstleistungen auf dem Markt durchsahen und  bestehende Alternativen zu herkömmlichen Lebensmitteln, Reisen und Einrichtungsgegenständen analysierten. Die Studie, die weder Logik des Eigennutzes noch ärmere Länder berücksichtigte, kommt zu dem Schluss, dass die Treibhausgasemissionen der Schweden um bis zu 38 % gesenkt werden könnten, wenn die Verbraucher die Gesamtausgaben stattdessen für nachhaltige Alternativen in diesen Bereichen ausgeben würden.[157]
- 26. Juli: Eine Studie erklärt, dass das Auftreten rekordhoher wochenlanger Hitzeextreme von der Erwärmungsrate und nicht vom Grad der globalen Erwärmung abhängt.[158][159]
- 05. August: Eine Studie findet mögliche Frühwarnsignale für einen nahenden Kollaps des AMOC-Netzwerks aus Strömungen im Atlantischen Ozean.[160][161] Der IPCC hielt es für unwahrscheinlich, dass dies vor dem Jahr 2100 geschieht.[162]
- 09. August: Der IPCC der UN veröffentlicht den ersten Teil seines Sechsten Sachstandsberichts, der den aktuellen Stand der physikalischen Wissenschaften zum Klimawandel auf Grundlage von über 14.000 Arbeiten zusammenfasst.[163]
- 16. August: Forscher kommen zu dem Schluss, dass persönliche Emissionsgenehmigungen (PCAs) eine Komponente zur Eindämmung des Klimawandels sein könnten. Sie sind der Ansicht, dass die wirtschaftliche Erholung von COVID-19 und neue technische Kapazitäten ein günstiges Zeitfenster für erste Testläufe in geeigneten Ländern eröffnet haben. PCAs umfassen – etwa monetäre – Credit-Feedbacks und sinkende Mengen an standardmäßig erlaubten Emissionen pro Kopf.[164][165]
- 16. August: Eine Übersichtsarbeit zeigt regional aufgefächerte Faktoren und Risiken, die mit dem weltweiten Insektensterben verbunden sind. Globale Regulierungen könnten Drücke durch Pestizide und Landmanagement reduzieren.[166][167]
- 31. August: Eine Studie zeigt, dass dem Paläozän/Eozän-Temperaturmaximum vor ~56 Millionen Jahren Vulkanismus vorausging und dass erdgeschichtliche Daten zu dem Ereignis auf die Existenz von klimatischen Kipppunkten im Erdsystem hindeuten.[168][169]
- 02. September: Eine Studie zeigt, dass Luftverschmutzung auch unterhalb der WHO-Richtwerte mit deutlich erhöhter Sterblichkeit verbunden ist.[170][171] Am 22. September passt die WHO, erstmals seit 2005, ihre Richtlinien an.[172][173]
- 03. September: Atmosphärenwissenschaftler zeigen, dass Veränderungen der sich erwärmenden Arktis häufiger zu extremem kaltem Wetter in Teilen Asiens und Nordamerikas führen können. Diese Veränderungen führten auch zu der nordamerikanischen Kältewelle im Februar 2021.[174][175]
- 08. September: Eine Studie ermittelt die regionalen und globale Mengen förderbarer fossiler Brennstoffen, die für das Erreichen von Klimazielen vor Förderung gesichert werden müssen.[176][177]
- 08. September: Eine Studie zeigt, dass die Erde weniger Licht reflektiert – eine Abschwächung der Albedo um ~0,5 % über zwei Jahrzehnte könnte sowohl durch den Klimawandel mitverursacht worden sein als auch die globale Erwärmung signifikant verstärken.[178][179]
- 10. September: 43 Fachwissenschaftler veröffentlichen das erste wissenschaftliche Framework, das eine standardisierte Bewertung und Verbesserung der Schutzniveaus von Meeresschutzgebieten ermöglicht.[180][181]
- 15. September: Wissenschaftler bestätigen, dass die australischen Waldbrände 2019/20 eine große Planktonblüte verursacht haben. Dieser Feedbackeffekt erhöhte die Menge an CO2, die der Ozean absorbierte.[182][183] Diese Menge (152±83,5 Mio. Tonnen) ist jedoch nur ein kleiner Anteil der, laut einer am selben Tag veröffentlichten Studie, ~715 Millionen Tonnen CO2, die durch die klimawandelverstärkten Brände freigesetzt wurden.[184][185]
- 24. September: Die Projektion von Auswirkungen von Treibhausgasemissionen nur bis zum Jahr 2100 wird als zu kurzsichtig erklärt. Neue Projektionen für (RCP-)Szenarien des Klimawandels bis zum Jahr 2500 werden veröffentlicht.[186][187]
- 26. September: Eine Studie zeigt, dass die 2020 geborene Generation unter derzeitigen Klima-Pledges voraussichtlich 2–7 Mal so viele Hitzewellen erleben wird als die 1960er Generation.[188][189]
- 27. September: Start des Umweltüberwachungssatelliten Landsat 9.[190][191]
- 11. Oktober: Mithilfe von Simulationen prognostizieren Wissenschaftler die Auswirkungen der drohenden Ölpest durch den FSO Safer auf die öffentliche Gesundheit und dessen Umwelt. Der Öltanker verfällt seit 2015 vor der Küste von Jemen.[192][193]
- 12. Oktober: Wissenschaftler berichten, dass sich die Belastung von Extremhitze (WBGT > 30 °C) in ~13.000 Städten zwischen 1983 und 2016 verdreifacht hat. Ohne Berücksichtigung des dortigen Bevölkerungswachstums stieg sie um etwa 50 %. Städtische Gebiete sind oft deutlich wärmer als die umliegenden ländlichen Gebiete.[194][195]
- 02. November: Eine Studie zeigt, dass der derzeitige Handel und Konsum der 19 Länder in den G20 PM2.5 Luftverschmutzung verursacht, die jährlich zwei Millionen vorzeitige Todesfälle verursacht. Das Durchschnittsalter zum Todeszeitpunkt liegt dabei bei 67 Jahren.[196][197]
- 19. November: Ein Bericht der INPE auf Basis von Satellitendaten erklärt, dass die Entwaldung des Amazonas-Regenwalds gegenüber 2020 um 22 % zugenommen hat und auf dem höchsten Stand seit 2006 ist. Es wurden 13.235 km² entwaldet – eine Fläche größer als Katar.[198][199]
- 16. Dezember: Eine Studie mit deutschlandweiten Daten zeigt, dass Insektenproben aus Naturschutzgebieten mit durchschnittlich etwa 16 Pestiziden kontaminiert sind. Die Forscher schlagen Pufferzonen um diese Regionen vor.[200][201]

#### Wirtschafts-, Verhaltens- und Organisationswissenschaften
- 11. Mai: Wissenschaftler berichten, dass 'Degrowth'-Szenarien in den 1,5 °C-Szenarien des IPCC vernachlässigt wurden. In solchen Szenarien nimmt das 'Wirtschaftswachstum' entweder ab oder entwickelt sich auf eine Weise, die kontemporäre Wirtschaftsmetriken – wie das aktuelle BIP – nicht als 'Wachstum' definieren. Degrowth könne „viele Schlüsselrisiken für Machbarkeit und Nachhaltigkeit“ minimieren. Hauptprobleme sind dabei die Machbarkeit mit heutigen Entscheidungsmechanismen der Politik sowie globalisierte Verlagerungseffekte.[202][203][204]
- 29. Juni: Forscher untersuchen sozioökonomische Faktoren für Bedürfnisbefriedigung bei niedrigem Energieverbrauch und zeigen, dass der öffentliche Sektor bei diesem Doppelziel eine bessere Leistung als aktuelle Formen des Wirtschaftswachstums aufweist.[205][206]
- 28. Juli: In einem Update zu dem World Scientists' Warning to Humanity warnen Wissenschaftler, dass es Belege gibt, dass sich kritische Elemente des Erdsystems dem Kipppunkt nähern oder ihn bereits überschritten haben, und berichten, dass 1990 Jurisdiktionen formal den Klimanotstand erklärt haben, 18 von 31 „planetarischen Vitalwerten“ aktuell Rekordwerte haben, häufige Updates zur Notlage erforderlich sind, die „Green Recovery“ von der COVID-19-Pandemie unzureichend ist und grundlegende Systemänderungen erforderlich sind, die über Politik hinausgehen.[207][208]
- 18. August: Eine Studie zeigt, dass die globale Regulierung Montrealer Protokoll, welche zur Eindämmung von ozonabbauenden Stoffen geschaffen wurde, auch den Klimawandel erheblich abgemildert hat.[209][210]
- 16. Oktober: Eine Studie von Scientists for Future kommt zu dem Schluss, dass die Kernspaltungsenergie nicht zu einer effektiven Eindämmung des Klimawandels beitragen kann, da sie „zu gefährlich, zu teuer und zu langsam verfügbar“ ist und den sozioökonomischen Wandel hin zu Nachhaltigkeit behindert.[211][212][213]
- 27. Oktober: Forscher veröffentlichen ein Framework für „Policy-Reihenschaltung“ – speziell für Richtlinien zum vollständigen Stoppen und Verhindern von Entwaldung. Die Studie stützt sich auf Daten über politische Maßnahmen und freiwillige Initiativen, die bereits umgesetzt werden.[214][215]
- 28. Oktober: Ein offener Brief von knapp 300 Wissenschaftlern bittet die WTO darum, schädliche und zunehmende Fischereisubventionen abzuschaffen.[216][217]
- 04. November: Eine Studie trägt zur Entflechtung der aktuellen geopolitisch-wirtschaftlichen Auswirkungen und Anreize einer raschen Energiewende bei. Die großen Energieimporteure China, Indien, Japan und die EU können demnach primär deren Tempo bestimmen und ausbleibende Umstellung wird für Nationen zunehmend unstrategisch – eine Umkehr des Trittbrettfahrerproblems.[218][219]
- 14. November: Eine Zeitzuteilungs-Studie schätzt, dass im Jahr 2020 über 130 Millionen Stunden Forscherzeit für Peer-Reviews aufgewendet wurden.[220][221]
- 21. November: Aufgrund ausbleibender rascher Veränderungen weit verbreiteter Praktiken oder Bildungssysteme, sowie heutiges Wirtschaften revidiert Sri Lanka das Importverbot für Pestizide und scheitert damit mit seinen Ambitionen, Ökolandwirtschafts-Nation zu werden.[222][223]
- 25. November: Forscher berichten auf Basis von 604 systematisch ausgewerteten Studien, dass sich die nachfrageseitigen Optionen des Klimaschutzes weitgehend positiv auf 18 Komponenten des Wohlbefindens auswirken.[224][225]
- 08. Dezember: Angewandte Verhaltenswissenschaftler demonstrieren eine erste „Megastudie“ und untersuchen, innerhalb nur einer Studie mit gut vergleichbaren Ergebnissen, die Wirksamkeit von 54 Maßnahmen zur Erhöhung von Fitnessstudio-Besuchen, welche von separaten Teams entwickelt wurden – etwa Belohnung mit einlösbaren digitalen Punkten.[226][227]

#### Biowissenschaften, Chemie und Paläontologie
- 27. Januar: Forscher entwickeln ein Verfahren, transparentes Holz leichter und stärker als Glas herzustellen, bei dem wesentlich geringere Mengen an Chemikalien und Energie benötigt werden als bei den bisher verwendeten Methoden. Das dünne Holz wurde mit dem Verfahren „solar-assisted chemical brushing“ hergestellt und könnte für berührungsempfindliche Oberflächen, Solarzellen und energieeffiziente Gebäude verwendet werden.[228][229]
- 02. März: Eine Studie mit Daten zu 0,5 Mio. Menschen der UK Biobank zeigt, dass hoher Fleischkonsum mit höheren Risiken für weit verbreitete Krankheiten, inklusive Diabetes und koronarer Herzkrankheit, verbunden ist.[230][231]
- 08. März: Wissenschaftler geben bekannt, dass einige Meeresschnecken, einige E. marginata, ihren ganzen, parasitierten, Körper abwerfen und regenerieren können. Ihr Kopf überlebt dabei mittels Algenzellen-basierter Photosynthese.[232][233]
- 13. April: Wissenschaftler berichten die Entdeckung einer eine Milliarde Jahre alten Lebensform, B. brasieri, die zeigt, dass die Evolution von differenzierter Vielzelligkeit – aus mehreren Zellen verschiedener Typen zu bestehen, wie es in Linien der Tiere der Fall ist – bereits vor diesem Zeitpunkt stattfand und das möglicherweise hauptsächlich in Süßwasserseen, und nicht im Ozean, geschah.[234][235]
- 01. Mai: Eine Metaanalyse von klinischen Studien schlussfolgert, dass eine Senkung des Blutdrucks bei normalen Blutdruckbereichen eine effektive Präventionsmaßnahme gegen Herz-Kreislauf-Erkrankungen ist.[236][237][238]
- 25. Mai: Wissenschaftler berichten, dass die intrinsische maximale menschliche Lebensspanne laut Blutmarkern 120–150 Jahre beträgt.[239][240][241]
- 07. Juni: Biologen berichten, dass sie Bdelloide Rädertierchen, die für ~24.000 Jahre in sibirischem Permafrost eingefroren waren, wieder zum Leben erwecken konnten. Wissenschaftler interessieren sich unter anderem für die Mechanismen, die ihr Überleben ermöglichen.[242][243]
- 15. Juni: Forscher erbringen Beweise, dass viele Kosmetika schädliche PFAS enthalten.[244][245]
- 08. Juli: Wissenschaftler berichten, dass in der Vergangenheit – mit wenig Bedeutung für künftige Evolution – niedrigere Temperaturen mit größeren Körpergrößen von Homo-Arten assoziiert waren und dass langfristige Niederschlagsschwankungen mit der Gehirngröße korreliert waren.[246][247]
- 10. Juli: Wissenschaftler berichten, dass sie, außerhalb der Chromosomen einer Archaeenart, unbekannte lange lineare DNA-Strukturen entdeckt haben, die Gene von Organismen, auf die sie treffen, integrieren. Die sogenannten „Borgs“ erweitern wahrscheinlich die biologischen Funktionen der Wirtsarchaeen, wie deren Proteinproduktion, sowie deren Fähigkeit das Treibhausgas Methan zu oxidieren.[248][249][250]
- 14. Juli: Bericht des Fundes des frühesten mikro-fossilen Lebens, das vor ~3,42 Milliarden Jahren in einem hydrothermalen Adersystem unter dem Meeresboden lebte.[251][252]
- 16. Juli: Eine Studie kommt zu dem Schluss, dass nur 1,5–7 % der „Regionen“ des menschlichen Genoms den modernen Menschen ausmachen und ihn von archaischen Homo-Arten unterscheidet. Die Studie fand zudem zwei Bursts von Änderungen die spezifisch für den modernen Menschen sind.[253][254]
- 20. Juli: Eine Übersichtsarbeit deutet an, dass, mit Ausnahme von Geflügelfleisch, 50 Gramm pro Tag unverarbeitetes rotes oder verarbeitetes Fleisch Risikofaktoren für Herzkrankheiten sind und das Risiko pro 50 Gramm um ca. 9 % und 18 % erhöhen.[255][256]
- 13. September: Reviews bestätigen, dass Ernährungseinschränkungen – v. a. Intervallfasten und Kalorienrestriktion – bei gesunden Erwachsenen wahrscheinlich zu Lebenserweiterung – Verlängerung der Gesundheits- und Lebensspanne – führen. Sie beschreiben die gesundheitlichen Auswirkungen und die molekularen Mechanismen solcher Phasen.[257][258][259]
- 18. Oktober: Eine Studie zeigt, wie Immunität bei Säugetieren epigenetisch vererbt wird.[260][261]
- 20. Oktober: Eine genetische Analyse zeigt, dass die heutigen domestizierten Pferde von der unteren Wolga-Don-Region in Russland abstammen. Die dortigen Populationen verdrängten ab vor ca. 4.200 Jahren rasch fast alle lokalen Populationen und verbreiteten sich zusammen mit materieller Kultur wie Sintaschta Streitwagen auf Rädern.[262][263]
- 16. November: Mit einer Studie wird der zweite Fall einer Person bekanntgegeben, deren Immunsystem das HIV offenbar selbstständig, ohne Therapie, beseitigt hat.[264][265]
- 22. November: Eine Studie zeigt, dass Aspirin scheinbar mit erhöhtem (um 26 %) Risiko für Herzversagen bei Menschen mit mindestens einem kardiovaskulären Risikofaktor assoziiert ist.[266][267]

##### Biotechnologie und Neurowissenschaften
- 12. Februar: Eine Studie zeigt, dass eine Mutation von NOVA1 großen Einfluss auf die Neuroentwicklung hat, indem sie die archaische Genvariante der Neandertaler und Denisova-Menschen mittels CRISPR Gen Editing in Gehirn-Organoiden einsetzen.[268][269] In einer späteren Studie konnten die Unterschiede in der Morphologie der Organoide zwischen dem modernen Menschen und der archaischen NOVA1-Variante nicht repliziert werden,[270] was möglicherweise auf vermutete unerwünschte Nebenwirkungen des CRISPR-Editings in der ursprünglichen Studie zurückzuführen ist.[271][272]
- 18. Februar: Teams aus Kognitionswissenschaftlern berichten, dass sie bidirektionale Kommunikation mit Menschen während diese luzid träumen – sich also während des Traums bewusst sind zu träumen – herstellen konnten. Die Personen konnten dabei mittels Augenbewegungen oder Zuckungen der Gesichtsmuskeln Fragen wie etwa Rechenaufgaben beantworten.[273][274]
- 10. März: Forscher beschreiben eine CRISPR-dCas9 Epigenom-Editierungsmethode für eine neuartige Schmerztherapie, die in Mäusen verschiedene chronische Schmerzen lindern konnte.[275][276]
- 24. März: Eine Studie mit zerebralen Organoiden zeigt auf, dass Gene – oder Genexpression – insbesondere ZEB2, für eine verzögerte Formveränderung der frühen Gehirnzellen das – im Vergleich zu anderen Affen – relativ große menschliche Vorderhirn verursachen.[277][278]
- 09. April: Wissenschaftler zeigen, dass die Frontallappen der Gehirne früher Homo aus Afrika und einer Fundstelle in Georgien eine Menschenaffen-ähnliche Struktur für viel länger beibehielten als bisher angenommen – bis vor etwa 1,5 Millionen Jahren. Das zeigt, dass die Homo-Linie nicht nur evolvierte (~2,5 Mya), sondern sich auch erstmals außerhalb Afrikas ausbreitete und den aufrechten Gang entwickelte, bevor die Reorganisation des Gehirns stattfand.[279][280]
- 09. April: DARPA-finanzierte Wissenschaftler stellen ein Werkzeug für reversibles, vererbbares Epigenom-Editing vor.[281][282]
- 15. April: Erstmals wird die Erzeugung umstrittener Mensch-Affe-Hybrid-Embryonen bekanntgegeben – einige überlebten für 19 Tage und erreichten damit den Status von Embryos. Die Forschung ist mit signifikanten Möglichkeiten- und Notwendigkeit-verbundenen ethischen Problemen verbunden.[283][284]
- 23. April: Ergebnisse zeigen, dass ein Malariaimpfstoff der Universität von Oxford bei saisonaler Verabreichung nach einem Jahr eine Wirksamkeit 77 % entwickeln kann – und damit erstmals mehr als das Ziel von 75 % der WHO.[285][286]
- 01. Mai: Eine Studie zeigt, dass 5 Jahre frühzeitiger kognitiv und sprachlich stimulierender Betreuung, die wenige Wochen nach der Geburt begann, bei Männern mit niedrigem Sozialstatus bis zum mittleren Lebensalter zu signifikanten Veränderungen der Gehirnstruktur führte. MRT-Scans der Teilnehmer des randomisierten Abecedarian Early Intervention Projects zeigten große Unterschiede in Volumina von Gehirnregionen und Gesamtgehirn.[287][288]
- 04. Mai: Gerontologen identifizieren neue genetische Signaturen für menschliche Langlebigkeit in Genomen von über 105 Jahre alten Personen.[289][290]
- 12. Mai: Wissenschaftler demonstrieren ein neuartiges Brain-Computer-Interface, das neuronale Signale für Handschrift dekodiert. Der neue Ansatz ermöglicht eine Kommunikations-Ausgabe, die mehr als doppelt so schnell ist wie der bisherige Geschwindigkeitsrekord.[291][292]
- 12. Mai: Eine Studie mit UK Biobank MRT-Daten von über 25.000 Personen mit einem Alter von 54,9±7,4 Jahren schlussfolgert, dass Alkohol dem Gehirn selbst bei geringem und moderatem Konsum schadet.[293][294]
- 17. Mai: Die größte genomweite Assoziationsstudie der mitochondrialen DNA – welche von den Müttern vererbt wird – identifiziert mit Daten der UK Biobank 260 neue Assoziationen mit Phänotypen wie Lebenserwartung und Risiken für Krankheiten wie Typ-2-Diabetes.[295][296]
- 19. Mai: Forscher zeigen, dass der Cholesterinspiegel bei Affen durch CRISPR-Gen-Editing um 60 % gesenkt werden kann.[297][298]
- 24. Mai: Forscher stellen das Sehvermögen eines Patienten mit Retinitis pigmentosa teilweise wieder her, indem sie Viren in seine Augen injizieren, die Gene einfügen, die die Produktion eines lichtsensitiven Proteins bewirken. Diese Leuchtalgen-Proteine wurden daraufhin durch eine konstruierte Brille mit Licht stimuliert. Die Brille wandelt visuelle Informationen der Umgebung mit einer eingebauten Kamera in Lichtsignale um.[299][300]
- 30. Mai: Die detaillierteste 3D-Karte des menschlichen Gehirns wird veröffentlicht. Für die interaktive Karte eines 1 mm³-großen millionstel eines Gehirns wurden 1,4 Petabytes Mikroskopiedaten generiert.[301][302]
- 10. Juni: Eine Studie berichtet, dass Denguefieber-Inzidenzen um 77 % reduziert werden konnten, indem Stechmücken mit Bakterien infiziert wurden.[303][304]
- 10. Juni: Forscher demonstrieren eine neue Alternative zu Plastik. Das auf Pflanzenproteinen basierende, biologisch abbaubare Verpackungsmaterial basiert auf Forschung zu Spinnenseide, die für ihre Stärke bekannt ist und dem Material ähnelt.[305][306]
- 11. Juni: Biologen berichten, dass DNA-Polymerasen auch RNA-Abschnitte in die DNA schreiben können. Zuvor nahm man lange an, dass sie nur DNA zu DNA oder RNA kopieren.[307][308]
- 26. Juni: Die erste, kleine klinische Studie intravenöser CRISPR-Genbearbeitung im Menschen wird mit erfolgversprechenden Ergebnissen beendet.[309][310]
- 29. Juni: Eine Studie zeigt, dass Solarenergie-getriebene Produktion von mikrobieller Nahrung mittels Luft viel weniger Land verbraucht als landwirtschaftlicher Anbau etwa von Soja.[311][312]
- 22. Juli: Forscher veröffentlichen über 350.000 3D-Modelle gefalteter Proteine, die mit der KI AlphaFold vorhergesagt wurden. Darunter sind 98,5 % der ~20.000 Proteine des menschlichen Körpers. Etwa ein Drittel der Vorhersagen hat eine hohe Wahrscheinlichkeit akkurat zu sein, wodurch der Datensatz etwa für Arzneimitteldesign und Bioforschung nützlich sein könnte.[313]
- 26. Juli: Wissenschaftler berichten das erste vollständige 3D-Modell eines Affengehirns auf Neuronenebene fertiggestellt zu haben. Das Gehirn wurde dafür innerhalb von 100 Stunden gescannt.[314][315]
- 29. Juli: Forscher berichten die Entdeckung einer Darmmikrobiom-Komponente für die Langlebigkeit von ≥100-Jährigen.[316][317]
- 09. August: Neurowissenschaftler zeigen, dass die Transplantation der fäkalen Mikrobiota von jungen Spendermäusen die Gehirne alter Mäuse deutlich verjüngen kann.[318][319]
- 13. August: Eine Studie zeigt, dass Probiotika Korallenriffen helfen könnten, den Klimawandel zu überleben.[320][321]
- 17. August: Eine Studie zeigt menschliche Hirnorganoide die intrinsisch optische Sensoren entwickelt haben.[322][323]
- 20. August: Eine Studie bestätigt, dass das Hormon Irisin neurobiologische Vorteile von Sport für das Gehirn überträgt.[324][325]
- 24. August: Forscher stellen eine Bioprinting-Methode zur Herstellung von steakähnlichem kultiviertem Fleisch vor. Das Fleisch besteht aus drei Arten von Rinderzellfasern und hat eine Struktur, die der von ursprünglichem Fleisch ähnelt.[326][327]
- 23. September: Medien berichten, dass die ersten synthetischen Kaffeeprodukte von Unternehmen hergestellt wurden. Diese Produkte, deren behördliche Zulassung noch aussteht, haben einen geringeren Bedarf an Wasser und Arbeit und verursachen keine Abholzung und weniger Treibhausgasemissionen.[328][329]
- 23. September: Die erste Synthese von Stärke, dem Haupt-Kohlenhydrat der menschlichen Ernährung und Bestandteil vieler Produkte, wird mit einer Studie bekanntgegeben. Mit dieser Entwicklung könnten Treibhausgasemissionen, Land-, Pestizid- und Wasserverbrauch reduziert werden.[330][331]
- 24. September: Die ersten CRISPR-editierten Lebensmittel erreichen in Japan den öffentlichen Handel: Tomaten mit fünffach erhöhtem Gehalt an GABA, welches möglicherweise leicht beruhigend wirken könnte.[332][333]
- 28. September: Forscher entwickeln Software maschinellen Lernens für genomikbasierte Früherkennung von Viren mit hohem Risiko. Sie könnte genutzt werden, künftige Pandemien durch Viren, die von Tieren auf den Menschen übergehen, zu verhindern.[334][335]
- 06. Oktober: Die WHO genehmigt den ersten Malariaimpfstoff – das antiparasitäre RTS,S.[336]
- 06. Oktober: In 17 Studien schließen Neurowissenschaftler die erste Phase eines großangelegten Projekts ab und veröffentlichen den ersten Atlas des primären motorischen Kortex der Maus mit dessen Zelltypen.[337][338][339]
- 07. Oktober: Mit Hirnorganoiden, die aus Stammzellen gezüchtet wurden, zeigen Wissenschaftler experimentell, wie die nichtkodierende und häufig als bedeutungslos betrachtete „Junk-DNA“ (98 % der DNA) auch signifikante Unterschiede zwischen Menschen und Schimpansen verursacht.[340][341]
- 15. Oktober: Der erste Metabolom-Atlas des alternden Mäusegehirns wird online veröffentlicht.[342][343]
- 21. Oktober: Die erste erfolgreiche Xenotransplantation einer, gentechnisch veränderten, Schweineniere in einen hirntoten Menschen wird bekanntgegeben. Damit das Immunsystem die Niere nicht sofort als körperfremd abstößt, wurde auch eine Thymusdrüse des Schweins transplantiert.[344][345]
- 08. November: Wissenschaftler zeigen, dass sich das Gehirn an die Immunaktivität gegen eine frühere Infektion „erinnern“ kann. Die Reaktivierung von Gehirnzellen kann eine spezifische entzündliche Immunantwort des Körpers hervorrufen oder formen.[346][347]
- 11. November: Bionanoingenieure entwickeln eine neuartige Therapie, durch die durch Rückenmarksverletzung gelähmte Mäusen wieder laufen können – ein injiziertes Gel aus Nanofaser-Matrizen. Die Fasern enthalten Moleküle, die konstruiert wurden zu wackeln. Sie verbinden sich mit den Rezeptoren der Zellen und lösen so im Inneren der Zellen Reparatursignale aus.[348][349]
- 17. November: Die Genome von 200.000 Teilnehmern der UK Biobank, verknüpft mit anonymisierten medizinischen Informationen, werden online verfügbar gemacht.[350][351]
- 17. November: Ein Impfstoff für ein rasches Einsetzen von Erythemen (juckender Rötung) schützt Meerschweinchen vor Lyme-Borreliose durch Zecken.[352][353]
- 29. November: Forscher berichten, dass die, weniger als 1 mm großen, krabbelnden Xenobots aus Froschzellen sich jetzt auch, in Zelllösungen, reproduzieren können.[354][355]
- 03. Dezember: Wissenschaftler demonstrieren gezüchtete menschliche Gehirnzellen, die eine zielgerichtete Aufgabe mit Leistungswerten ausführen können: die elektrophysiologisch stimulierten Zellen lernten Pong zu spielen, was sie laut Berichten schneller lernten als KI-Maschinen, wobei deren Fähigkeitslevel niedriger war als bei KI und beim Menschen, jedoch besser als bei Mäuseneuronen, was das zum ersten empirischen Nachweis für Unterschiede in der Informationsverarbeitungskapazität zwischen Neuronen verschiedener Spezies macht. Die Neuronen wurden in ein digitales System integriert.[356][357]
- 09. Dezember: Die Entwicklung der „Twin Prime Editing“-Methode wird bekanntgegeben. Mit dieser Technologie können mit Prime Editing nun auch große DNA-Sequenzen, wie ganze Gene, bearbeitet werden.[358][359]
- 09. Dezember: Tests zeigen vielversprechende Ergebnisse eines mRNA-Impfstoffs gegen HIV.[360][361]
- 10. Dezember: Ein Test zeigt vielversprechende Ergebnisse eines Impfstoffs zur Entfernung von seneszente Zellen, eine wichtige Komponente des Alterns.[362][363]
- 30. Dezember: Forscher entwickeln DNA-basierte „Nanoantennen“, die sich an Proteine anhängen und ein Fluoreszenzsignal erzeugen können, wenn diese ihre biologischen Funktionen ausführen – wenn sie ihre Formen verändern.[364][365]
- 30. Dezember: Die ersten CRISPR-gen-editierten Meerestiere und das zweite Set von CRISPR-Lebensmitteln erreichen in Japan den öffentlichen Markt: zwei Fische, von denen eine Art durch eine Störung von Leptin, das den Appetit kontrolliert, auf die doppelte Größe natürlicher Exemplare anwächst, und eine weitere, die aufgrund von deaktiviertem Myostatin, das das Muskelwachstum hemmt, zur 1,2-fachen Größe anwächst.[366][367]

##### Psychologie
- 07. April: Eine Studie zeigt, dass in der menschlichen Psychologie individuelle Problemlöser dazu tendieren, subtraktive Lösungselemente zu übersehen.[368][369]
- 19. Juli: Forscher berichten, dass bewaldete städtische Grünflächen die kognitive Entwicklung von Jugendlichen und ihr Risiko für psychische Probleme verbessern können.[370][371]
- 20. Juli: Eine Studie zeigt, dass Einsamkeit in gegenwärtigen Schulen und Depressionen bei 15–16-Jährigen nach 2012 weltweit konsistent und deutlich angestiegen sind und das etwa mit gegenwärtiger Smartphone- und Internet-Nutzung verbunden ist.[372][373]

#### Archäologie und Anthropologie
- 08. Januar: Archäologen berichten, dass die afrikanische Kulturphase, die als Middle Stone Age bezeichnet wird und von der man annimmt, dass sie von vor ~300.000 bis vor 30.000 Jahren andauerte, an einigen Orten bis vor ~11 ka andauerte, was etwa die erhebliche zeiträumliche kulturelle Variabilität der menschlichen Evolution und Kulturgeschichte verdeutlicht.[374][375]
- 20. Januar: Archäologen berichten die Entdeckung und Analyse des möglicherweise frühesten bekannten eindeutigen menschlichen Gebrauchs von Symbolen – ein ~120.000 Jahre alter Knochen, in den sechs Linien eingraviert wurden.[376][377]
- 07. April: Antike Genome belegen häufige Kreuzungen zwischen Neandertalern und ersten Europäern.[378][379]
- 25. Juni: Chinesische Archäologen beschreiben erstmals den ungewöhnlich gut erhaltenen fossilen Schädels eines Frühmenschen, den sie „Drachenmensch“ nennen. Der große Schädel sei bereits 1933 entdeckt worden, ist über 146.000 Jahre alt und wurde 2025 den Denisova-Menschen zugeschrieben.[380][381]
- 25. Juni: Die erste umfassende Analyse eines Nesher Ramla Homo deutet an, dass diese zu einer unbekannten Homo-Gruppe gehören könnte, die sich mit Neandertalern vermischte.[382][383]
- 16. Juli: Eine Studie zeigt, dass Cannabis sativa erstmals vor ~12.000 Jahren im frühen Neolithikum in Ostasien domestiziert wurde.[384][385]
- 10. September: Die Entdeckung der möglicherweise ältesten Kunst wird bekanntgegeben. Vor ∼200.000 Jahren haben Kinder wahrscheinlich absichtlich eine Serie aus Hand- und Fußabdrücken in Schlamm platziert. Die Funde deuten zudem darauf hin, dass Hominine zu dieser Zeit auf dem hohen tibetischen Plateau lebten.[386][387]
- 11. Oktober: Wissenschaftler berichten eine verbesserte Datierung der frühesten homininen-artigen Fußabdrücke in Kreta: sie sind ~6,05 Millionen Jahre alt. Die Fußspuren von Trachilos wurden 2017 erstmals datiert, wurden außerhalb Afrikas gefunden und zeugen vom aufrechten Gang – aber nicht notwendigerweise von vormenschlichen Affen.[388][389][390]
- 22. Oktober: Forscher untermauern eine Hypothese, nach der eine Abnahme der Gehirngröße in den letzten 3.000 Jahren durch Externalisierung von Wissen und Gruppen-Entscheidungsfindung verursacht wurde. Das Aufkommen sozialer Systeme mit verteilter Kognition und Informationsaustausch – etwa mittels Schrift – könnte eine Hauptursache sein.[391][392]

#### Computing und Elektronik
- 06. Januar: Chinesische Forscher erklären, das weltweit größte Netzwerk aus Quantenkommunikationsnetzwerken aufgebaut zu haben. Sie integrierten über 700 Lichtleiter und zwei Satellitenverbindungen, um es Nodes mit Entfernungen von bis zu 4.600 km zu ermöglichen, Quantenschlüssel auszutauschen.[393][394]
- 05. Februar: Forscher berichten die Entwicklung erster Logikgatter für verteilte Quantencomputer.[395][396]
- 19. Februar: Der Philosoph Thomas Metzinger fordert ein globales Moratorium für jegliche Forschung, die das Entstehen von künstlichem Bewusstsein auf „post-biotischen Trägersystemen“ anstrebt oder wissentlich riskiert.[397][398]
- 03. März: Forscher demonstrieren einen teilautonomen bionischen „Soft Robot“, der dem Druck an der tiefsten Stelle des Ozeans im Marianengraben standhält.[399][400]
- 06. April: Eine Studie stellt fest, dass die Kohlenstoffemissionen durch Bitcoin-Mining in China rapide zugenommen haben und dabei sind, die gesamten jährlichen Kohlenstoffemissionen von europäischen Ländern wie Italien zu übertreffen. Der Algorithmus Proof-of-Work der Software stellt sicher, dass eine Liste – oder „Block“ – letzter Überweisungen unverfälscht ist, indem sein einziger Zweck darin besteht, viel Energie und Rechenleistung zu benötigen.[401][402]
- 12. April: Designs und Design-Regel für den Weltrekord eines verbreiteten Typs von Silizium-Solarzellen von einem Wirkungsgrad von 26,0 %  – mit etwas zusätzlichem Potenzial – werden veröffentlicht.[403][404]
- 06. Mai: Forscher veröffentlichen die erste tiefgreifende Studie über Web-Browser Tab-UIs seit über einer Dekade.[405][406]
- 14. Mai: Archivisten starten eine Rettungsaktion zur Erhaltung der größten öffentlichen Bibliothek für wissenschaftliche Artikel der Menschheit – die Webseite Sci-Hub. Aufgrund eines erhöhten rechtlichen Drucks organisierten sie sich auf einer Reddit-Webseite, um die Bibliothek – oder ihre Inhalte – mithilfe der BitTorrent-Technologie dezentral und unzensierbar zu machen.[407]
- 08. Juni: Ein Japanisches Unternehmen vollbringt Quantenkommunikation über Glasfasern mit einer Länge von mehr als 600 km.[408][409]
- 17. Juni: Forscher präsentieren den weltweit ersten kompakten Quantencomputer, welcher Qualitätsstandards erfüllt und in zwei Serverschränke passt.[410][411]
- 07. Juli: Ein programmierbarer Quantensimulator mit 256 Qubits wird vorgestellt.[412][413]
- 18. Juli: Forscher und Journalisten berichten den Fund der privat vertriebenen Spyware „Pegasus“ eines Unternehmens, welches iOS- und Android-Smartphones infizieren kann – oft ohne dass der Nutzer dafür interagieren muss – um Daten zu exfiltrieren oder jederzeit etwa Kamera, GPS und Mikrofon zu nutzen.[414]
- 31. Juli: Einer der ersten Küchenroboter für programmierbare Essenszubereitung wird vorgestellt.[415]
- 09. August: Eine IT-Forscherin berichtet, dass solare Superstürme weltweite monatelange Internetausfälle verursachen würden. Sie beschreibt die Robustheit der derzeitigen Internet-Infrastruktur und mögliche Maßnahmen wie Meshnetze und neue Protokolle.[416][417]
- 23. September: Nachdem die Europäische Kommission zwei Folgenabschätzungsstudien und eine Technologieanalyse in Auftrag gegeben hat, schlägt sie die Umsetzung einer Standardisierung – für Versionen von USB-C – von Ladegeräten für Smartphones vor. So könnte die Interoperabilität von Geräten, die Konvergenz und der Komfort für Verbraucher erhöht und Ressourcenbedarf, Redundanz und Elektroschrott verringert werden.[418][419]
- 05. Oktober: Microsoft veröffentlicht das Betriebssystem Windows 11.
- 06. Oktober: Eine Analyse des Datenverkehrs von Varianten des Android-Betriebssystems auf verbreiteten Smartphones belegt eine umfangreiche Datenerfassung und -versand, was – da es den Standardeinstellungen entspricht und bei Benutzung dieser Software nicht abschaltbar ist – die Privatsphäre, Kontrolle und Sicherheit der Nutzer beeinträchtigen kann.[420][421]
- 11. Oktober: Das Pilotprojekt des ersten selbstfahrenden konventionellen Zugs beginnt in Hamburg.[422][423]
- 13. Dezember: Forscher entwickeln eine offene Datenbank und Analysewerkzeug für Perowskit-Solarzellen, die über 15.000 Studien systematisch integriert. Speziell enthält sie strukturierte Geräte-Daten dieser neuen Solarzellen, welche billig, dünn und effizient sind – etwa zu deren Materialzusammensetzung.[424][425]
- 26. Dezember: Ein KDE/Kirigami-basiertes drittes konvergentes Shell und UI-Framework für GNU/Linux auf verschiedenen Geräten, insbesondere Smartphones, wird herausgegeben.[426][427]

#### Metawissenschaft und gesamtwissenschaftliche Entwicklungen
- 21. Mai: Eine Studie zeigt, dass Aufsätze in großen wissenschaftlichen Fachzeitschriften mit nicht replizierbaren Ergebnissen mehr zitiert werden als reproduzierbare, fehlerfreiere Wissenschaft.[428][429][430]
- 26. Mai: Mehr Wissenschaftler beginnen damit, ernsthaft über UFOs und deren Erforschung zu diskutieren, nachdem US-Medien in Antizipation eines Pentagon-Berichts seriöse Nachrichten zu diesem Thema veröffentlichten.[431][432]
- 04. Oktober: Metawissenschaftler berichten auf Basis einer Zitationsanalyse, dass „Strukturen, die disruptive Wissenschaft fördern und Aufmerksamkeit auf neue Ideen lenken“, wichtig sind, da in wachsenden wissenschaftlichen Feldern die Zitationsströme eine Konzentration bereits gut zitierter Arbeiten aufzeigen, was möglicherweise kanonischen Fortschritt verlangsamt und hemmt.[433][434]
- 07. Dezember: Ein Forschungsprojekt zeigt, dass von 193 Experimenten aus 53 Top-Papers über Krebs aus den Jahren 2010–2012, nur 50 Experimente repliziert werden konnten. Zudem waren die Effektgrößen dieses Bruchteils im Durchschnitt 85 % kleiner als die der ursprünglichen Ergebnisse.[435][436]

### Kultur und Gesellschaft
- 14. Januar: Das erste, nie veröffentlichte Umschlagbild des Tim-und-Struppi-Comics Der Blaue Lotos des Zeichners Hergé erzielt bei einer Versteigerung in Paris einen Rekordwert von 3,2 Millionen Euro.
- 15. Januar: Die US-Waffenlobby National Rifle Association of America meldet Konkurs an, um sich der Strafverfolgung zu entziehen.
- 17. Januar: Der deutsche Regisseur Wim Wenders wird auf dem Filmfestival Max Ophüls Preis mit dem Ehrenpreis ausgezeichnet. Der Spielfilm Borga von York-Fabian Raabe erhiält am 23. Januar den Hauptpreis als bester Film.
- 20. Januar: Die Internationale Grüne Woche Berlin findet aufgrund der COVID-19-Pandemie zum ersten Mal nur als digitales Event statt.
- Am 12. Februar beginnt mit dem Chinesischen Neujahrsfest das Jahr des Metall-Büffels.
- 25. April: Zum zweiten Mal in der Geschichte der Oscarverleihung gewinnt mit Chloé Zhao eine Filmemacherin den Regiepreis. Ihr Werk Nomadland wird außerdem als bester Film und für die beste weibliche Hauptrolle ausgezeichnet.
- April bis Oktober: Die Bundesgartenschau findet in Erfurt statt.
- Mai: 65. Eurovision Song Contest in Rotterdam, Niederlande

Auf Grund der COVID-19-Pandemie fand die Fußball-Europameisterschaft 2020 ein Jahr später statt.

- 17. Juli: Zum zweiten Mal in der Geschichte des Filmfestivals von Cannes gewinnt mit Julia Ducournau (Titane) eine Filmemacherin den Hauptpreis Goldene Palme.

### Sport
- Dez03. Januar: Gerwyn Price aus Wales gewinnt die PDC World Darts Championship.
- 06. Januar: Kamil Stoch aus Polen gewinnt die 69. Vierschanzentournee.
- 13.–31. Januar: Handball-Weltmeisterschaft der Männer in Ägypten; Dänemark gewinnt im Endspiel gegen Schweden.
- 15. Januar: Das Landgericht München II verurteilt den deutschen Sportmediziner Mark Schmidt wegen Blutdopings von Winter- und Radsportlern zu mehr als vier Jahren Haft.
- 18. Januar: Die Internationale Eishockey-Föderation entzieht Co-Gastgeber Belarus aus Sicherheitsgründen die Eishockey-Weltmeisterschaft der Herren 2021. Das Turnier findet allein in Riga, Lettland, statt.
- 07. Februar: Die Tampa Bay Buccaneers gewinnen mit 31:9 im heimischen Raymond James Stadium den Super Bowl LV gegen die Kansas City Chiefs.
- 9.–21. Februar: 46. Alpine Skiweltmeisterschaften in Cortina d’Ampezzo, Italien
- 11.–21. Februar: 52. Biathlon-Weltmeisterschaften in Pokljuka, Slowenien[437]
- 11. Februar: Der FC Bayern München gewinnt mit 1:0 die FIFA-Klub-Weltmeisterschaft 2020 gegen die UANL Tigres.
- 23. Februar–7. März: 53. Nordische Skiweltmeisterschaften in Oberstdorf, Deutschland
- 26. März–12. Dezember: 72. Formel 1 Weltmeisterschaft
- 21. Mai–6. Juni: 84. Eishockeyweltmeisterschaft der Herren in Riga, Lettland; Kanada besiegt im Finale Titelverteidiger Finnland.
- 29. Mai: Jason Dupasquier wird zusammen mit Ayumu Sasaki und Jeremy Alcoba in der Moto3-Weltmeisterschaft in einen schweren Sturz verwickelt. Dupasquier verstirbt am 30. Mai aufgrund der schweren Verletzungen.
- 11. Juni–11. Juli: 16. Fußball-Europameisterschaft der Männer
- 23. Juni: Neuseeland gewinnt das Finale der ersten ICC World Test Championship gegen Indien mit acht Wickets.[438]
- 3. Juli–7. August: Tour der British and Irish Lions nach Südafrika 2021
- 11. Juli: Italien gewinnt die UEFA Fußball-Europameisterschaft im Londoner Wembley-Stadion mit einem 3:2 im Elfmeterschießen gegen England.
- 23. Juli–8. August: Spiele der XXXII. Olympiade in Tokio[439]
- XVI. Sommer-Paralympics in Tokio
- 26. September: Frankfurt Galaxy gewinnt in Düsseldorf die erste Meisterschaft der European League of Football
- 14. November: Im Finale des T20 World Cups im Dubai International Cricket Stadium besiegt Australien Neuseeland mit acht Wickets und sichert sich damit den ersten Weltmeisterschaftstitel in diesem Cricket-Format.
- 12. Dezember: Max Verstappen gewinnt mit einem Überholmanöver in der letzten Runde des Großen Preises von Abu Dhabi gegen seinen direkten Konkurrenten Lewis Hamilton zum ersten Mal die Formel-1-Weltmeisterschaft. Er ist damit gleichzeitig der erste niederländische Formel-1-Weltmeister.
- Dezember: Magnus Carlsen gewinnt deutlich gegen an Nepomnjaschtschi und wird vierfacher Schachweltmeister.

### Wissenschaftspreise

#### Nobelpreise
Die Bekanntgaben der Nobelpreisträger des Jahres 2021 fanden vom 4. bis zum 11. Oktober statt. Die Auszeichnungen konnten am 10. Dezember, dem Todestag Alfred Nobels, wegen der COVID-19-Pandemie nicht persönlich übergeben werden.
- Physiologie oder Medizin: David Julius und Ardem Patapoutian
- Physik: Klaus Hasselmann, Syukuro Manabe und Giorgio Parisi
- Chemie: Benjamin List und David MacMillan
- Literatur: Abdulrazak Gurnah
- Frieden: Maria Ressa und Dmitri Muratow
- Alfred-Nobel-Gedächtnispreis für Wirtschaftswissenschaften: David Card, Joshua Angrist und Guido Imbens

#### Turing Award
- Jack Dongarra, für Beiträge zu numerischen Algorithmen und Bibliotheken, die bei Hochleistungs-Computersoftware zu einer ebenso exponentiellen Verbesserung führte, wie bei der Hardware.

### Gedenktage
- 5. Januar: 100. Geburtstag des Schweizer Schriftstellers, Dramatikers und Malers Friedrich Dürrenmatt
- 16. Februar: 200. Geburtstag des deutschen Afrikaforschers Heinrich Barth
- 19. März: 300. Todestag des italienischen Papstes Clemens XI.
- 28. März: 100. Geburtstag von Herschel Grynszpan (Widerstandskämpfer)
- 31. März: 400. Todestag des Königs von Spaniens Philipp III. und (als Philipp II.) von Portugal2021 jährt sich der Todestag von Napoleon Bonaparte zum 200sten Mal.

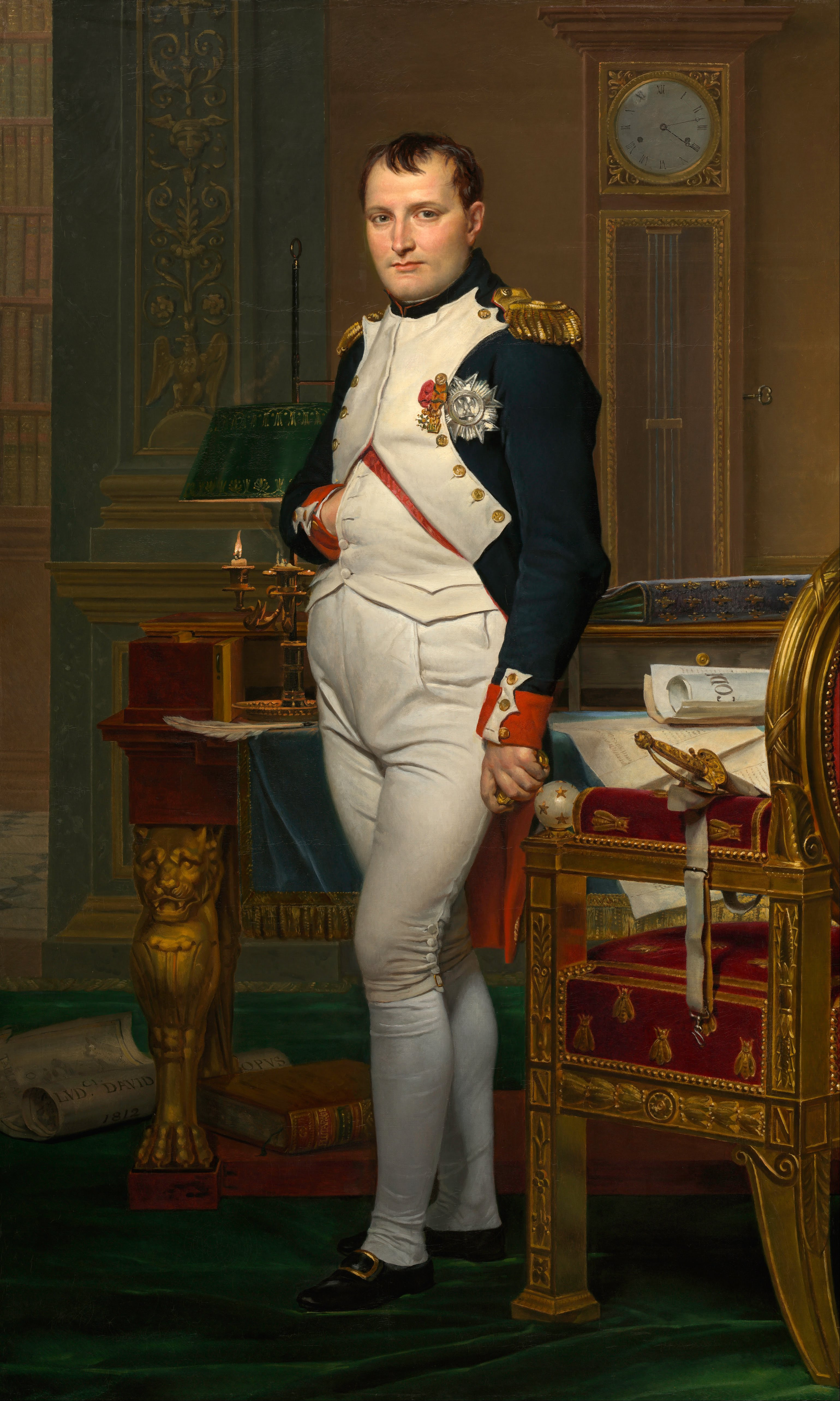
2021 jährt sich der Todestag von Napoleon Bonaparte zum 200sten Mal.

- 9. April: 200. Geburtstag des französischen Dichter der Moderne Charles Baudelaire
- 16. April: 100. Geburtstag des Schriftstellers, Schauspielers und Regisseurs Peter Ustinov
- 20. April: 200. Todestag des deutschen Physikers und Chemikers Franz Carl Achard
- 27. April: 100. Geburtstag des deutschen Schauspielers und Fernsehmoderators Hans-Joachim Kulenkampff
- 27. April: 500. Todestag des portugiesischen Seefahrers Ferdinand Magellan
- 5. Mai: 200. Todestag des französischen Kaisers Napoleon Bonaparte
- 5. Mai: 100. Geburtstag des US-amerikanischen Physikers Arthur L. Schawlow, Friedensnobelpreisträger
- 10. Mai: 500. Todestag des deutschen Humanisten und Autors Sebastian Brant
- 21. Mai: 100. Geburtstag des sowjetischen Atomwissenschaftlers Andrei Dmitrijewitsch Sacharow, Friedensnobelpreisträger

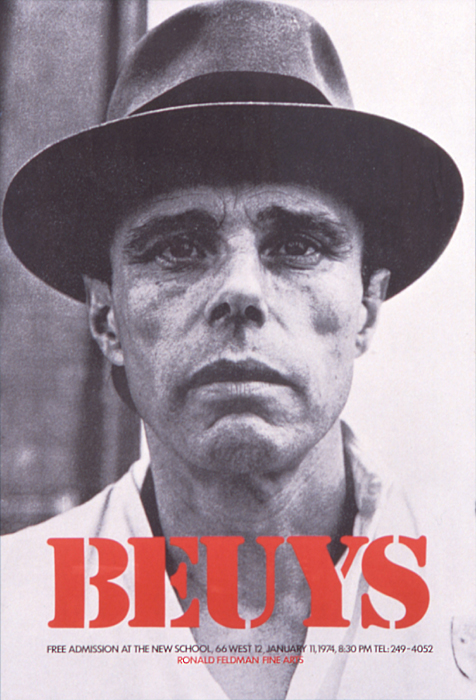
Er wurde nur 65 Jahre alt. 2021 wäre er hundert geworden. Joseph Beuys.

- Er wurde nur 65 Jahre alt. 2021 wäre er hundert geworden. Joseph Beuys.12. Mai: 100. Geburtstag des deutschen Künstlers Joseph Beuys
- 6. Juli: 100. Geburtstag der US-amerikanischen Schauspielerin und First Lady Nancy Reagan
- 11. Juli: 100. Geburtstag der deutschen Schauspielerin Ilse Werner
- 31. August: 200. Geburtstag des deutschen Physiologen und Physikers Hermann von Helmholtz
- 26. Mai: 600. Todestag des Sultan des Osmanischen Reiches Mehmed I.
- 8. Juni: 500. Todestag des Kaisers von China aus der Ming-Dynastie Zhengde
- 6. August: 800. Todestag des katholischen Heiligen Dominikus und Gründer des Predigerordens
- 19. August: 100. Geburtstag vom US-amerikanischen Drehbuchautor und Fernseh- und Filmproduzenten Gene Roddenberry
- 12. September: 100. Geburtstag des polnischen Philosophen, Essayist und Science-Fiction-Autors Stanisław Lem
- 14. September: 700. Todestag des italienischen Dichters und Philosophen Dante Alighieri
- 13. Oktober: 200. Geburtstag des deutschen Arztes, Pathologen und Politikers Rudolf Virchow
- 11. November: 200. Geburtstag des russischen Schriftstellers Fjodor Dostojewski
- 1. Dezember: 500. Todestag des italienischen Papstes Leo X.
- 12. Dezember: 200. Geburtstag des französischen Schriftstellers Gustave Flaubert
- 13. Dezember: 500. Todestag des portugiesischen Königs Manuel I.

### Jahrestage
- 3. Januar: 500. Gedenktag der Exkommunikation von Martin Luthers durch Papst Leo X. (Reichstag zu Worms (1521))

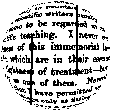
So sah das erste Wikipedia-Logo aus. 2021 wird die freie Online-Enzyklopädie 20.

- So sah das erste Wikipedia-Logo aus. 2021 wird die freie Online-Enzyklopädie 20.15. Januar: 20. Geburtstag der Wikipedia
- 18. Januar: 150. Jahrestag der Deutschen Reichsgründung
- 11. März: 10. Jahrestag der Nuklearkatastrophe von Fukushima
- Juli: 150. Jahrestag der Einführung der japanischen Währung Yen
- 22. Juli: 10. Jahrestag der Anschläge in Norwegen 2011
- 23. August: 75. Jahrestag der Gründung der Länder Nordrhein-Westfalen und Schleswig-Holstein
- 30. August: 75. Jahrestag der Gründung des Landes Rheinland-Pfalz
- September: 800. Jahresgedenktag des Ende des Kreuzzuges von Damiette in Ägypten
- 10. September: 300. Jahresgedenktages des Frieden von Nystad (Ende des Großen Nordischen Krieges)
- 11. September: 20. Jahrestag der Terroranschläge am 11. September 2001
- 21. September: 100. Jahrestag der Explosion des Oppauer Stickstoffwerkes
- 1. November: 75. Jahrestag der Gründung des Landes Niedersachsen

## Coronavirus
2021 blieb zu Beginn weiter stark von der im Vorjahr ausgebrochenen COVID-19-Pandemie geprägt. Anfang Januar gab es weltweit über 80 Millionen bestätigte Infektionsfälle, rund 1,8 Millionen Menschen waren im Zusammenhang mit einer COVID-19-Erkrankung gestorben. Zahlreiche Staaten weltweit, darunter auch Deutschland, konnten nach Zulassung neuentwickelter Impfstoffe zum Jahreswechsel mit Schutzimpfungen gegen die Krankheit beginnen. Während die Impfkampagnen mit unterschiedlichem Erfolg anliefen, kam es in den ersten Monaten des Jahres in Europa zu einer heftigen dritten Verbreitungswelle von COVID-19, darunter vor allem in Tschechien, Polen und Ungarn.

## Kulturelle Referenzen
- Im Jahr 2021 angesiedelt sind die Filme Vernetzt – Johnny Mnemonic, It’s All About Love und Moonfall.
- Die Handlung des Romans Träumen Androiden von elektrischen Schafen? von Philip K. Dick spielt im Jahr 2021. Das Buch wurde später unter dem Namen Blade Runner verfilmt.
- Auch der Roman Duplik Jonas 7 spielt im Jahr 2021.

## Geboren
- 4. Juni: Lilibet Mountbatten-Windsor

## Gestorben

### Januar
- 01. Januar: Floyd Little, US-amerikanischer American-Football-Spieler (* 1942)
- 02. Januar: Paul Westphal, US-amerikanischer Basketballspieler und -trainer (* 1950)
- 03. Januar: Renate Lasker-Harpprecht, deutsche Holocaustüberlebende, Autorin und Journalistin (* 1924)
- 03. Januar: Gerry Marsden, britischer Sänger und Musiker (* 1942)
- 04. Januar: Tanya Roberts, US-amerikanische Schauspielerin (* 1949)
- 04. Januar: Martinus J. G. Veltman, niederländischer Physiker und Nobelpreisträger (* 1931)
- 04. Januar: Karl-Heinz Vosgerau, deutscher Schauspieler (* 1927)
- 05. Januar: Arnim Basche, deutscher Sportjournalist und Moderator (* 1934)
- 07. Januar: Michael Apted, britischer Regisseur von Spiel- und Dokumentarfilmen (* 1941)
- 07. Januar: Thomas Gumpert, deutscher Schauspieler (* 1952)
- 07. Januar: Marion Ramsey, US-amerikanische Schauspielerin (* 1947)
- 10. Januar: Peter Blond, britischer Unternehmer und Autorennfahrer (* 1929)
- 11. Januar: Tomcat Courtney, US-amerikanischer Bluesmusiker (* 1929)
- 13. Januar: Siegfried Fischbacher, deutsch-amerikanischer Zauberkünstler (* 1939)
- 13. Januar: Bernd Kannenberg, deutscher Leichtathlet und Olympiasieger (* 1942)
- 19. Januar: Manfred Regitz, deutscher Chemiker (* 1935)
- 21. Januar: Cecilia Mangini, italienische Regisseurin, Drehbuchautorin und Fotografin (* 1927)
- 22. Januar: Hank Aaron, US-amerikanischer Baseballspieler (* 1934)
- 23. Januar: Hal Holbrook, US-amerikanischer Schauspieler und Autor (* 1925)
- 23. Januar: Larry King, US-amerikanischer Journalist (* 1933)
- 24. Januar: Arik Brauer, österreichischer Künstler (* 1929)
- 26. Januar: Sergei Eduardowitsch Prichodko, russischer Politiker und Diplomat (* 1957)
- 27. Januar: Cloris Leachman, US-amerikanische Schauspielerin (* 1926)
- 28. Januar: Paul J. Crutzen, niederländischer Meteorologe und Nobelpreisträger (* 1933)
- 28. Januar: Cicely Tyson, US-amerikanische Schauspielerin (* 1924)
- 30. Januar: Wilhelm Knabe, deutscher Politiker und Forstwissenschaftler (* 1923)

### Februar
- 02. Februar: Edward Babiuch, polnischer Politiker (* 1927)
- 02. Februar: Millie Hughes-Fulford, US-amerikanische Biochemikerin und Astronautin (* 1945)
- 02. Februar: Bettina Schön, deutsche Schauspielerin und Synchronsprecherin (* 1926)
- 05. Februar: Christopher Plummer, kanadischer Schauspieler (* 1929)
- 06. Februar: George P. Shultz, US-amerikanischer Politiker (* 1920)
- 08. Februar: Jean-Claude Carrière, französischer Drehbuchautor und Schriftsteller (* 1931)
- 08. Februar: Mary Wilson, US-amerikanische Sängerin (* 1944)
- 09. Februar: Chick Corea, US-amerikanischer Musiker (* 1941)
- 10. Februar: Larry Flynt, US-amerikanischer Verleger, Publizist und Autor (* 1942)
- 10. Februar: Heinz Schuster-Šewc, sorbischer Slawist und Hochschulprofessor (* 1927)
- 13. Februar: John Harris, britischer Autorennfahrer (* 1938)
- 13. Februar: Urs Jaeggi, Schweizer Soziologe, Schriftsteller und bildender Künstler (* 1931)
- 14. Februar: Carlos Menem, argentinischer Politiker, Präsident von 1989 bis 1999 (* 1930)
- 14. Februar: Doug Mountjoy, walisischer Snookerspieler (* 1942)
- 16. Februar: Bernard Lown, US-amerikanischer Kardiologe und Nobelpreisträger (* 1921)
- 17. Februar: Gene Summers, US-amerikanischer Rockabilly-Musiker (* 1939)
- 24. Februar: Philippe Jaccottet, Schweizer Autor (* 1925)
- 24. Februar: Alan Robert Murray, US-amerikanischer Tontechniker (* 1954)
- 24. Februar: Joseph N’singa Udjuu Ongwabeki Untubu, kongolesischer Politiker (* 1934)
- 25. Februar: Dieter Michael Feineis, deutscher römisch-katholischer Geistlicher und Kirchenhistoriker (* 1945)
- 25. Februar: Hannu Mikkola, finnischer Rallyefahrer (* 1942)
- 26. Februar: Harada Mitsusuke, japanischer Karate-Lehrmeister (* 1928)
- 26. Februar: Michael Somare, papua-neuguineischer Politiker (* 1936)

### März
- 02. März: Chris Barber, britischer Posaunist, Kontrabassist, Sänger und Jazz-Bandleader (* 1930)
- 02. März: Bunny Wailer, jamaikanischer Reggae-Musiker (* 1947)
- 05. März: Claus-Wilhelm Canaris, deutscher Rechtswissenschaftler (* 1937)
- 06. März: Katja Behrens, deutsche Schriftstellerin (* 1942)
- 09. März: James Levine, US-amerikanischer Dirigent und Pianist (* 1943)
- 09. März: John Polkinghorne, britischer Teilchenphysiker, anglikanischer Pfarrer und Autor (* 1930)
- 10. März: Hamed Bakayoko, ivorischer Politiker (* 1965)
- 11. März: Ray Campi, US-amerikanischer Rockabilly-Sänger und Kontrabassspieler (* 1934)
- 11. März: Peter Patzak, österreichischer Filmregisseur (* 1945)
- 12. März: Goodwill Zwelithini kaBhekuzulu, südafrikanischer Zulukönig (* 1948)
- 13. März: Marvelous Marvin Hagler, US-amerikanischer Boxer (* 1954)
- 13. März: Murray Walker, britischer Reporter und TV-Kommentator (* 1923)
- 16. März: Sabine Schmitz, deutsche Autorennfahrerin und Fernsehmoderatorin (* 1969)
- 17. März: John Magufuli, Präsident von Tansania (* 1959)
- 18. März: Michael Stolleis, deutscher Jurist und Rechtshistoriker (* 1941)
- 21. März: Nawal El Saadawi, ägyptische Schriftstellerin und Menschenrechtlerin (* 1931)
- 22. März: Elgin Baylor, US-amerikanischer Basketballspieler (* 1934)
- 22. März: Antje Hadler, deutsche Organisationspsychologin (* 1958)
- 23. März: George Segal, US-amerikanischer Schauspieler (* 1934)
- 25. März: Uta Ranke-Heinemann, deutsche Theologin und Autorin (* 1927)
- 25. März: Bertrand Tavernier, französischer Filmregisseur (* 1941)
- 28. März: Didier Ratsiraka, madagassischer Politiker (* 1936)
- 29. März: Robert Opron, französischer Architekt und Automobildesigner (* 1932)
- 31. März: Kamal al-Ganzuri, ägyptischer Politiker (* 1933)
- 31. März: Günter Pappenheim, deutscher Widerstandskämpfer und Politiker (* 1925)

### April
- 01. April: Isamu Akasaki, japanischer Ingenieurwissenschaftler und Nobelpreisträger (* 1929)
- 01. April: Hugo Portisch, österreichischer Journalist (* 1927)
- 03. April: Christian Wiyghan Tumi, kamerunischer Geistlicher (* 1930)
- 04. April: Robert Mundell, kanadischer Volkswirt und Nobelpreisträger (* 1932)
- 05. April: Marshall Sahlins, US-amerikanischer Anthropologe (* 1930)
- 06. April: Hans Küng, Schweizer Theologe (* 1928)
- 07. April: Edwin Kelm, bessarabiendeutscher Bauunternehmer (* 1928)
- 08. April: Jovan Divjak, bosnischer General (* 1937)
- 08. April: Ismael Ivo, brasilianischer Tänzer und Choreograf (* 1955)
- 09. April: DMX, US-amerikanischer Rapper und Schauspieler (* 1970)
- 09. April: Philip, Duke of Edinburgh, britischer Prinzgemahl (* 1921)
- 13. April: Walter Prior, österreichischer Politiker (* 1947)
- 14. April: Yıldırım Akbulut, türkischer Politiker (* 1935)
- 14. April: Bernard L. Madoff, US-amerikanischer Börsenmakler und Anlagebetrüger (* 1938)
- 16. April: Horst Richter, deutscher Ökonom (* 1931)
- 16. April: Charles Geschke, US-amerikanischer Softwareentwickler und Unternehmer (* 1939)
- 16. April: Barry Mason, britischer Songschreiber (* 1935)
- 16. April: Helen McCrory, britische Schauspielerin (* 1968)
- 17. April: Paul Helminger, luxemburgischer Politiker (* 1940)
- 18. April: Anna Justice, deutsche Filmregisseurin und Drehbuchautorin (* 1962)
- 19. April: Walter Mondale, US-amerikanischer Politiker (* 1928)
- 19. April: Jim Steinman, US-amerikanischer Rock- und Musical-Komponist und Musikproduzent (* 1947)
- 20. April: Idriss Déby, Präsident des Tschad (* 1952)
- 20. April: Willi Herren, deutscher Entertainer, Schauspieler und Schlagersänger (* 1975)
- 21. April: Thomas Fritsch, deutscher Schauspieler und Synchronsprecher (* 1944)
- 23. April: Milva, italienische Sängerin und Schauspielerin (* 1939)
- 24. April: Christa Ludwig, deutsche Opern- und Konzertsängerin (* 1928)
- 26. April: Tamara Press, sowjetische Kugelstoßerin und Diskuswerferin (* 1937)
- 28. April: Michael Collins, US-amerikanischer Astronaut (* 1930)
- 28. April: El Risitas, spanischer Komiker und Schauspieler (* 1956)

### Mai
- 01. Mai: Olympia Dukakis, US-amerikanische Schauspielerin (* 1931)
- 01. Mai: Helen Free, US-amerikanische Chemikerin (* 1923)
- 02. Mai: Carlos Romero Barceló, puerto-ricanischer Politiker (* 1932)
- 04. Mai: Jan Hahn, deutscher Radio- und Fernsehmoderator und Schauspieler (* 1973)
- 04. Mai: Nick Kamen, britischer Sänger (* 1962)
- 08. Mai: Helmut Jahn, deutscher Architekt (* 1940)
- 09. Mai: Karl-Günther von Hase, deutscher Offizier, Diplomat und Intendant (* 1917)
- 11. Mai: Norman Lloyd, US-amerikanischer Schauspieler, Regisseur und Filmproduzent (* 1914)
- 12. Mai: Peter Kimmel, deutscher Jurist (* 1938)
- 18. Mai: Franco Battiato, italienischer Komponist, Maler und Regisseur (* 1945)
- 19. Mai: Lee Evans, US-amerikanischer Leichtathlet (* 1947)
- 20. Mai: Sándor Puhl, ungarischer Fußballschiedsrichter (* 1955)
- 21. Mai: Roman Kent, polnisch-US-amerikanischer Holocaust-Überlebender (* 1929)
- 23. Mai: Eric Carle, deutsch-US-amerikanischer Kinderbuchautor (* 1929)
- 23. Mai: Max Mosley, britischer Sportfunktionär (* 1940)
- 25. Mai: John Warner, US-amerikanischer Politiker (* 1927)
- 26. Mai: Tarcisio Burgnich, italienischer Fußballspieler und -trainer (* 1939)
- 27. Mai: Poul Schlüter, dänischer Politiker (* 1929)
- 30. Mai: Jason Dupasquier, Schweizer Motorradrennfahrer (* 2001)

### Juni
- 01. Juni: Amadeus von Savoyen, italienischer Unternehmer (* 1943)
- 02. Juni: Fritz Hollenbeck, deutscher Schauspieler (* 1929)
- 03. Juni: Anerood Jugnauth, mauritischer Politiker (* 1930)
- 04. Juni: Richard R. Ernst, Schweizer Chemiker und Nobelpreisträger (* 1933)
- 04. Juni: Friederike Mayröcker, österreichische Schriftstellerin (* 1924)
- 06. Juni: Ei-ichi Negishi, japanischer Chemiker und Nobelpreisträger (* 1935)
- 07. Juni: Ali Akbar Mohtaschami, iranisch-schiitischer Kleriker, Gründer der Hisbollah (* 1947)
- 07. Juni: Horst Pillau, deutscher Dramatiker, Romancier, Hörspiel- und Drehbuchautor (* 1932)
- 09. Juni: Gottfried Böhm, deutscher Architekt (* 1920)
- 09. Juni: Philipp Mickenbecker, deutscher YouTuber (* 1997)
- 09. Juni: Libuše Šafránková, tschechische Schauspielerin (* 1953)
- 11. Juni: Jürgen Liminski, deutscher Journalist und Publizist (* 1950)
- 11. Juni: Lucinda Riley, nordirische Schriftstellerin (* 1965)
- 13. Juni: Ned Beatty, US-amerikanischer Schauspieler (* 1937)
- 14. Juni: Enrique Bolaños Geyer, nicaraguanischer Präsident (* 1928)
- 14. Juni: Gustava Mösler, deutsche Journalistin (* 1920)
- 17. Juni: Kenneth Kaunda, sambischer Präsident (* 1924)
- 23. Juni: John McAfee, britisch-US-amerikanischer Programmierer (* 1945)
- 24. Juni: Benigno Aquino III., philippinischer Präsident (* 1960)
- 25. Juni: Wes Madiko, kamerunischer Sänger (* 1964)
- 29. Juni: John Lawton, britischer Rocksänger (* 1946)
- 29. Juni: Donald Rumsfeld, US-amerikanischer Politiker (* 1932)

### Juli
- 02. Juli: Bill Ramsey, US-amerikanisch-deutscher Jazz- und Schlagersänger (* 1931)
- 04. Juli: Richard Lewontin, US-amerikanischer Evolutionsbiologe und Genetiker (* 1929)
- 05. Juli: Raffaella Carrà, italienische Schauspielerin und Sängerin (* 1943)
- 05. Juli: Richard Donner, US-amerikanischer Regisseur und Schauspieler (* 1930)
- 06. Juli: Patrick John, dominicanischer Politiker (* 1938)
- 07. Juli: Ahmad Dschibril, palästinensischer Politiker (* 1938)
- 07. Juli: Jovenel Moïse, haitianischer Präsident (* 1968)
- 07. Juli: Carlos Reutemann, argentinischer Automobilrennfahrer (* 1942)
- 09. Juli: Gian Franco Kasper, Schweizer Sportfunktionär (* 1944)
- 09. Juli: Dschihan as-Sadat, ägyptische First Lady und Bürgerrechtlerin (* 1933)
- 10. Juli: Esther Bejarano, deutsche Holocaust-Überlebende, Antifaschistin und Sängerin (* 1924)
- 14. Juli: Mamnoon Hussain, pakistanischer Geschäftsmann und Politiker (* 1940)
- 14. Juli: Kurt Westergaard, dänischer Karikaturist (* 1935)
- 15. Juli: Peter R. de Vries, niederländischer Journalist (* 1956)
- 15. Juli: William F. Nolan, US-amerikanischer Schriftsteller (* 1928)
- 17. Juli: Graham Vick, britischer Opernregisseur (* 1953)
- 20. Juli: Christoph Demke, deutscher Theologe und Bischof (* 1935)
- 21. Juli: Hartwig Steusloff, deutscher Informatiker und Hochschullehrer (* 1937)
- 23. Juli: Alfred Biolek, deutscher Fernsehunterhaltungskünstler, Talkmaster, Jurist, Kochbuchautor und Fernsehproduzent (* 1934)
- 23. Juli: Martin Brecht, deutscher Theologe und Kirchenhistoriker (* 1932)
- 23. Juli: Toshihide Masukawa, japanischer Physiker und Nobelpreisträger (* 1940)
- 23. Juli: Steven Weinberg, US-amerikanischer Physiker und Nobelpreisträger (* 1933)
- 24. Juli: Herbert Köfer, deutscher Schauspieler, Moderator, Hörspiel- und Synchronsprecher (* 1921)
- 25. Juli: Otelo Saraiva de Carvalho, portugiesischer Offizier (* 1936)
- 26. Juli: Joey Jordison, US-amerikanischer Schlagzeuger (* 1975)
- 27. Juli: Dusty Hill, US-amerikanischer Bluesrockmusiker (* 1949)

### August
- 05. August: Jewhen Martschuk, ukrainischer Politiker (* 1941)
- 09. August: Joey Ambrose, US-amerikanischer Saxophonist (* 1934)
- 09. August: Sergei Adamowitsch Kowaljow, sowjetischer bzw. russischer Menschenrechtler (* 1930)
- 12. August: Kurt Biedenkopf, deutscher Politiker (* 1930)
- 14. August: Carlos Correia, guinea-bissauischer Politiker (* 1933)
- 15. August: Abdelhamid Brahimi, algerischer Politiker (* 1936)
- 15. August: Gerd Müller, deutscher Fußballspieler (* 1945)
- 19. August: Wolfgang Scholz, deutscher Feuerwehrmann (* 1932)
- 21. August: Don Everly, US-amerikanischer Sänger und Gitarrist (* 1937)
- 24. August: Kyle Anderson, australischer Dartspieler (* 1987)
- 24. August: Hissène Habré, tschadischer Politiker (* 1942)
- 24. August: Charlie Watts, britischer Schlagzeuger (* 1941)
- 25. August: Muhsin Ahmad al-Aini, jemenitischer Politiker und Diplomat (* 1932)
- 25. August: Ludger Stratmann, deutscher Arzt und Kabarettist (* 1948)
- 27. August: Edmond Henri Fischer, schweizerisch-US-amerikanischer Biochemiker und Nobelpreisträger (* 1920)
- 27. August: Heide Keller, deutsche Schauspielerin und Drehbuchautorin (* 1939)
- 27. August: Wolf-Dieter Poschmann, deutscher Sportmoderator (* 1951)
- 29. August: Ed Asner, US-amerikanischer Schauspieler (* 1929)
- 29. August: Lee Scratch Perry, jamaikanischer Musikproduzent und Musiker (* 1936)
- 29. August: Jacques Rogge, belgischer Sportfunktionär und Chirurg (* 1942)
- 30. August: Maggie Mae, deutsche Schlagersängerin und Schauspielerin (* 1960)
- 31. August: Piet van Breemen, niederländischer Jesuitenpater, Gymnasiallehrer, Referent und Autor (* 1927)

### September
- 02. September: Mikis Theodorakis, griechischer Komponist, Schriftsteller und Politiker (* 1925)
- 04. September: Ludwig Haas, deutscher Schauspieler (* 1933)
- 04. September: Jörg Schlaich, deutscher Bauingenieur (* 1934)
- 05. September: Sarah Harding, britische Sängerin und Model (* 1981)
- 06. September: Jean-Paul Belmondo, französischer Film- und Theaterschauspieler (* 1933)
- 10. September: Charles Konan Banny, ivorischer Politiker (* 1942)
- 10. September: Yacef Saadi, algerischer Widerstandskämpfer (* 1928)
- 10. September: Jorge Sampaio, portugiesischer Politiker (* 1939)
- 13. September: Antony Hewish, britischer Radioastronom und Nobelpreisträger (* 1924)
- 13. September: Borisav Jović, serbischer bzw. jugoslawischer Politiker (* 1928)
- 14. September: Norm MacDonald, kanadischer Schauspieler und Drehbuchautor (* 1959)
- 14. September: Jurij Sjedych, sowjetischer bzw. ukrainischer Leichtathlet (* 1955)
- 17. September: Abd al-Aziz Bouteflika, algerischer Politiker (* 1937)
- 18. September: Wilfried Dziallas, deutscher Schauspieler, Hörspielsprecher und Regisseur (* 1944)
- 20. September: Sarah Dash, US-amerikanische Soulsängerin (* 1945)
- 21. September: Gerold Reutter, deutscher Architekt und Maler (* 1924)
- 21. September: Mohammed Hussein Tantawi, ägyptischer Militär und Politiker (* 1935)
- 22. September: Abdelkader Bensalah, algerischer Politiker (* 1941)
- 26. September: Alan Lancaster, britischer Rockmusiker (* 1949)
- 27. September: Heinz Lieven, deutscher Schauspieler (* 1928)
- 28. September: Barry Ryan, britischer Sänger (* 1948)

### Oktober
- 03. Oktober: Bernard Tapie, französischer Unternehmer, Politiker und Schauspieler (* 1943)
- 05. Oktober: Jürgen Goslar, deutscher Schauspieler, Regisseur und Synchronsprecher (* 1927)
- 07. Oktober: Rainer Holzschuh, deutscher Journalist (* 1944)
- 07. Oktober: Myriam Sarachik, US-amerikanische Physikerin (* 1933)
- 09. Oktober: Abolhassan Banisadr, iranischer Präsident (* 1933)
- 10. Oktober: Abdul Kadir Khan, pakistanischer Ingenieur (* 1936)
- 12. Oktober: Raúl Baduel, venezolanischer Politiker und Militär (* 1955)
- 15. Oktober: Reinhold Roth, deutscher Motorradrennfahrer (* 1953)
- 15. Oktober: Gerd Ruge, deutscher Journalist (* 1928)
- 18. Oktober: Edita Gruberová, slowakische Opernsängerin (* 1946)
- 18. Oktober: William Lucking, US-amerikanischer Film- und Theaterschauspieler (* 1941)
- 18. Oktober: Colin Powell, US-amerikanischer Politiker und Außenminister der Vereinigten Staaten (* 1937)
- 21. Oktober: Bernard Haitink, niederländischer Dirigent (* 1929)
- 24. Oktober: Indira Nath, indische Immunologin (* 1938)
- 24. Oktober: Werner Sonntag, deutscher Journalist, Buchautor und Langstreckenläufer (* 1926)
- 24. Oktober: Erna de Vries, deutsche Holocaustüberlebende (* 1923)
- 24. Oktober: Ruth Zacharias, deutsche Pastorin und Leiterin des Taubblindendienstes der EKD (* 1940)
- 26. Oktober: Roh Tae-woo, südkoreanischer General und Politiker (* 1932)
- 27. Oktober: Bettina Gaus, deutsche Journalistin (* 1956)
- 27. Oktober: Bernd Nickel, deutscher Fußballspieler (* 1949)
- 27. Oktober: Paul Smart, britischer Motorradrennfahrer (* 1943)
- 30. Oktober: Holger Obermann, deutscher Fußballtorhüter und Fernsehreporter (* 1936)
- 31. Oktober: Doğan Akhanlı, deutscher Schriftsteller (* 1957)

### November
- 01. November: Aaron T. Beck, US-amerikanischer Psychiater und Psychotherapeut (* 1921)
- 02. November: Raimund Krone, deutscher Schauspieler und Synchronsprecher (* 1946)
- 04. November: Tamara Trampe, deutsche Filmemacherin (* 1942)
- 04. November: Roger Zatkoff, US-amerikanischer American-Football-Spieler (* 1931)
- 06. November: Walter Niklaus, deutscher Schauspieler, Hörspiel- und Synchronsprecher (* 1925)
- 06. November: Cissé Mariam Kaïdama Sidibé, malische Politikerin (* 1948)
- 11. November: Frederik Willem de Klerk, südafrikanischer Politiker und Friedensnobelpreisträger (* 1936)
- 12. November: Matthew Festing, britischer Großmeister des Malteserordens (* 1949)
- 12. November: Paul Gludovatz, österreichischer Fußballtrainer (* 1946)
- 17. November: Christine Laszar, deutsche Schauspielerin (* 1931)
- 18. November: Ardeschir Zahedi, iranischer Diplomat und Politiker (* 1928)
- 20. November: Ted Herold, deutscher Sänger (* 1942)
- 21. November: Kostas Papanastasiou, griechischer Schauspieler (* 1937)
- 22. November: Noah Gordon, US-amerikanischer Schriftsteller (* 1926)
- 22. November: Volker Lechtenbrink, deutscher Schauspieler, Synchronsprecher und Regisseur (* 1944)
- 22. November: Marie Versini, französische Schauspielerin (* 1940)
- 23. November: Chun Doo-hwan, südkoreanischer Politiker (* 1931)
- 26. November: Stephen Sondheim, US-amerikanischer Musicalkomponist- und Texter (* 1930)
- 28. November: Norodom Ranariddh, kambodschanischer Politiker (* 1944)
- 28. November: Frank Williams, britischer Unternehmer und ehemaliger Formel-1-Teamchef (* 1942)
- 29. November: Arlene Dahl, US-amerikanische Schauspielerin (* 1925)
- 29. November: C.J. Hunter, US-amerikanischer Kugelstoßer (* 1968)
- 30. November: Trude Unruh, deutsche Politikerin (* 1925)

### Dezember
- 01. Dezember: Konrad Porzner, deutscher Politiker und BND-Präsident (* 1935)
- 03. Dezember: Lamine Diack, senegalesischer Sportfunktionär (* 1933)
- 03. Dezember: Horst Eckel, deutscher Fußballspieler (* 1932)
- 03. Dezember: Mirco Nontschew, deutscher Komiker (* 1969)
- 05. Dezember: Bob Dole, US-amerikanischer Politiker, Senator und Präsidentschaftskandidat der Republikanischen Partei (* 1923)
- 05. Dezember: Roland Dressel, deutscher Kameramann (* 1932)
- 05. Dezember: John Miles, britischer Musiker (* 1949)
- 06. Dezember: Kåre Willoch, norwegischer Politiker (* 1928)
- 08. Dezember: Rémy Pochauvin, französischer Autorennfahrer (* 1961)
- 09. Dezember: Lina Wertmüller, italienische Filmemacherin (* 1928)
- 10. Dezember: Günther Rühle, deutscher Theaterkritiker und -intendant (* 1924)
- 10. Dezember: Michael Nesmith, US-amerikanischer Musiker und Schauspieler (* 1942)
- 10. Dezember: Christl Wiemer, deutsche Animationsfilmerin (* 1929)
- 11. Dezember: Manuel Santana, spanischer Tennisspieler (* 1938)
- 17. Dezember: Klaus Wagenbach, deutscher Verleger und Autor (* 1930)
- 18. Dezember: Richard Rogers, britischer Architekt (* 1933)
- 19. Dezember: Sepp Forcher, österreichischer Radio- und Fernsehmoderator (* 1930)
- 19. Dezember: Robert Grubbs, US-amerikanischer Chemiker und Nobelpreisträger (* 1942)
- 23. Dezember: Georg Aigner, deutscher Ingenieur und Politiker (* 1934)
- 23. Dezember: Joan Didion, US-amerikanische Schriftstellerin (* 1934)
- 25. Dezember: Jean-Marc Vallée, kanadischer Regisseur, Drehbuchautor, Filmeditor, Schauspieler und Filmproduzent (* 1963)
- 26. Dezember: Karolos Papoulias, griechischer Politiker (* 1929)
- 26. Dezember: Desmond Tutu, südafrikanischer anglikanischer Geistlicher und Friedensnobelpreisträger (* 1931)
- 26. Dezember: Edward O. Wilson, US-amerikanischer Entomologe und Biologe (* 1929)
- 28. Dezember: John Madden, US-amerikanischer American-Football-Spieler, -Trainer und -Kommentator (* 1936)
- 28. Dezember: Sabine Weiss, schweizerisch-französische Fotografin (* 1924)
- 30. Dezember: Ponkie, deutsche Journalistin und Filmkritikerin (* 1926)
- 31. Dezember: Gert Kohlmann, deutscher Generalmajor (* 1919)
- 31. Dezember: Betty White, US-amerikanische Schauspielerin, Komikerin, Synchronsprecherin und Moderatorin (* 1922)

### Galerie der Verstorbenen
(Die Jahreszahlen beziehen sich auf das Aufnahmejahr)

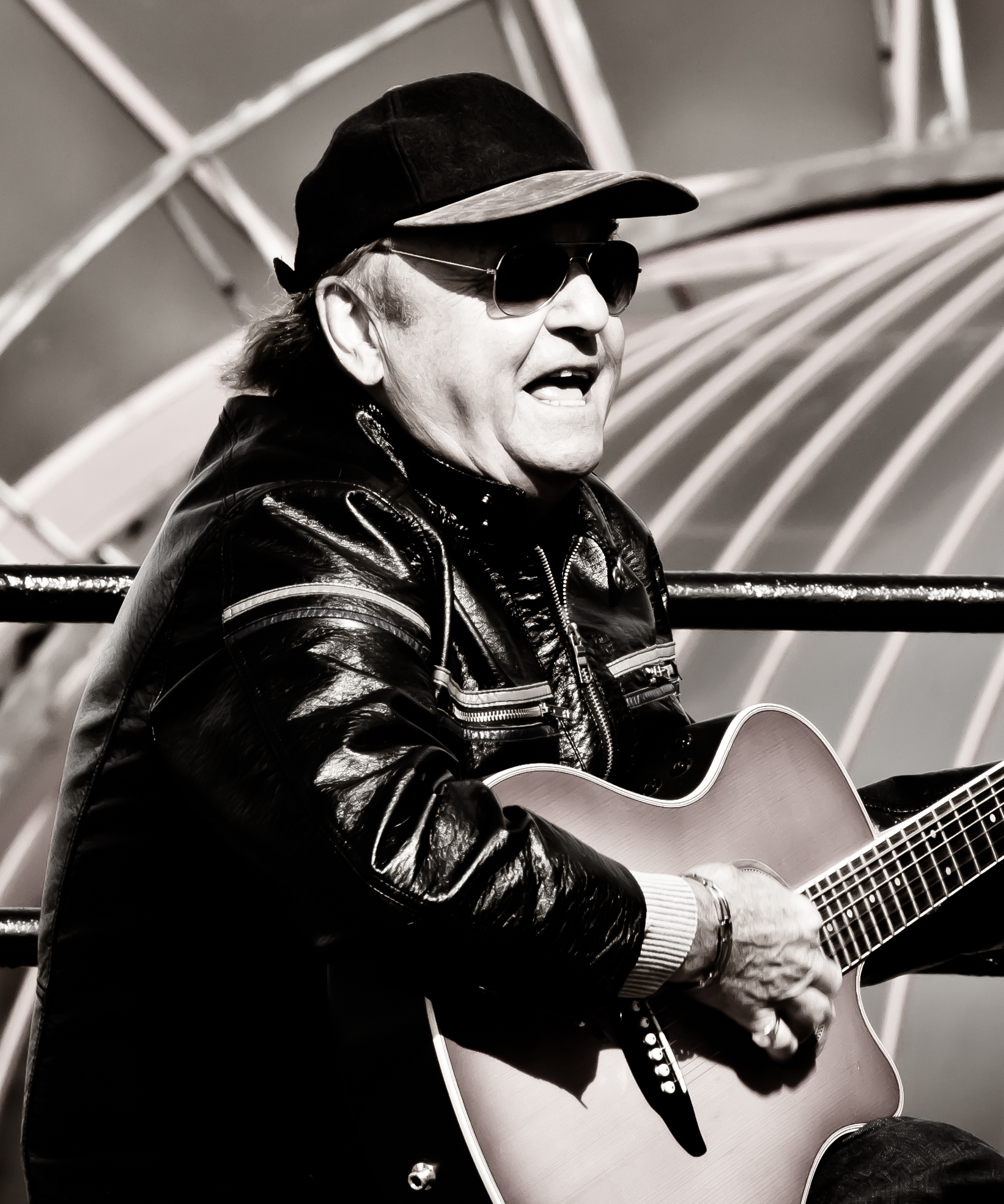
3. Januar: Gerry Marsden (2011) (78)
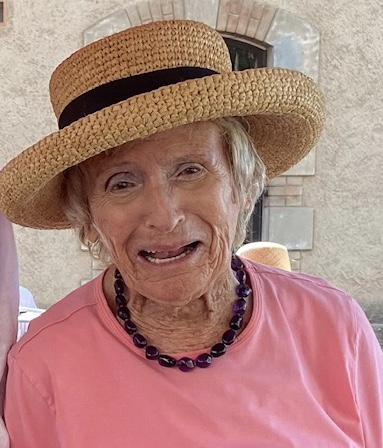
3. Januar: Renate Lasker-Harpprecht (2020) (96)
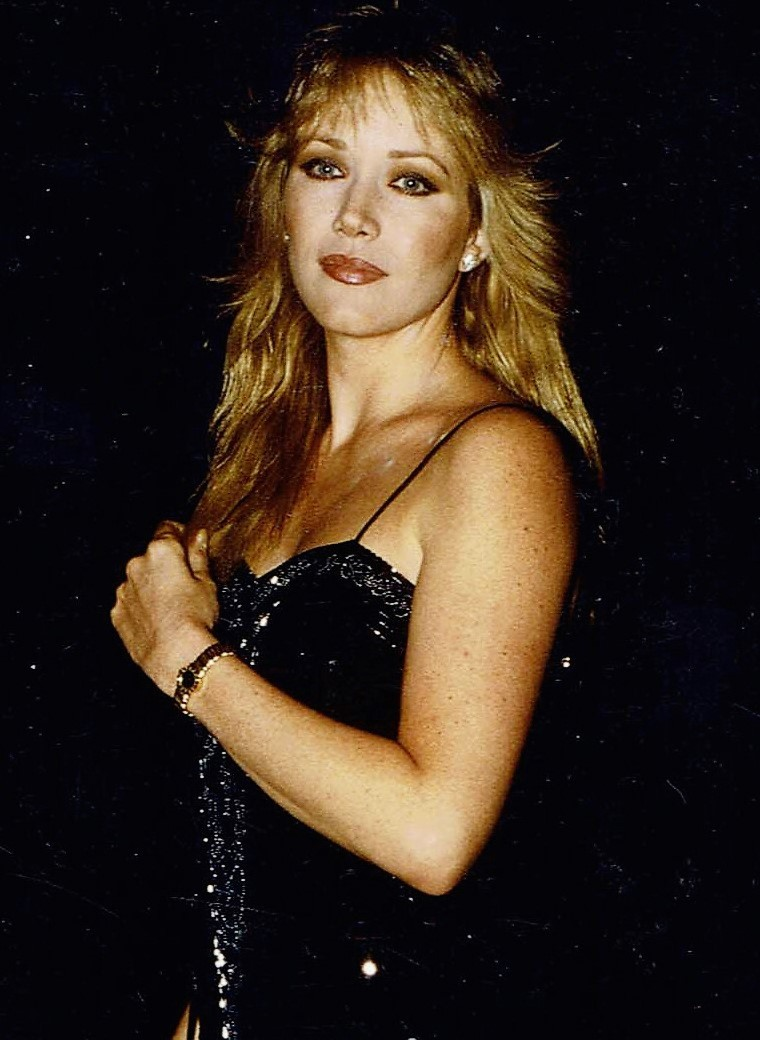
4. Januar: Tanya Roberts (1982) (71)
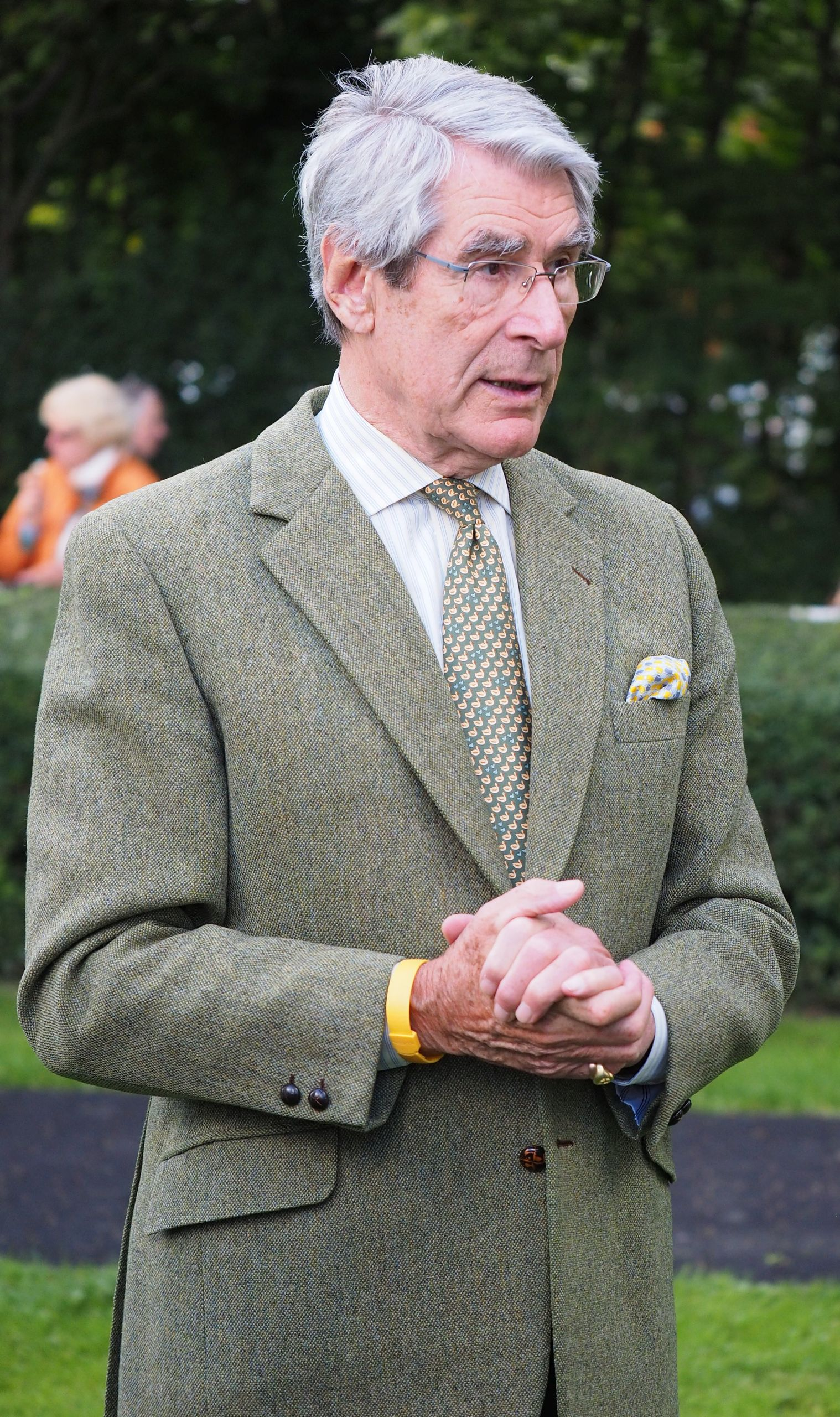
5. Januar: Arnim Basche (2015) (86)
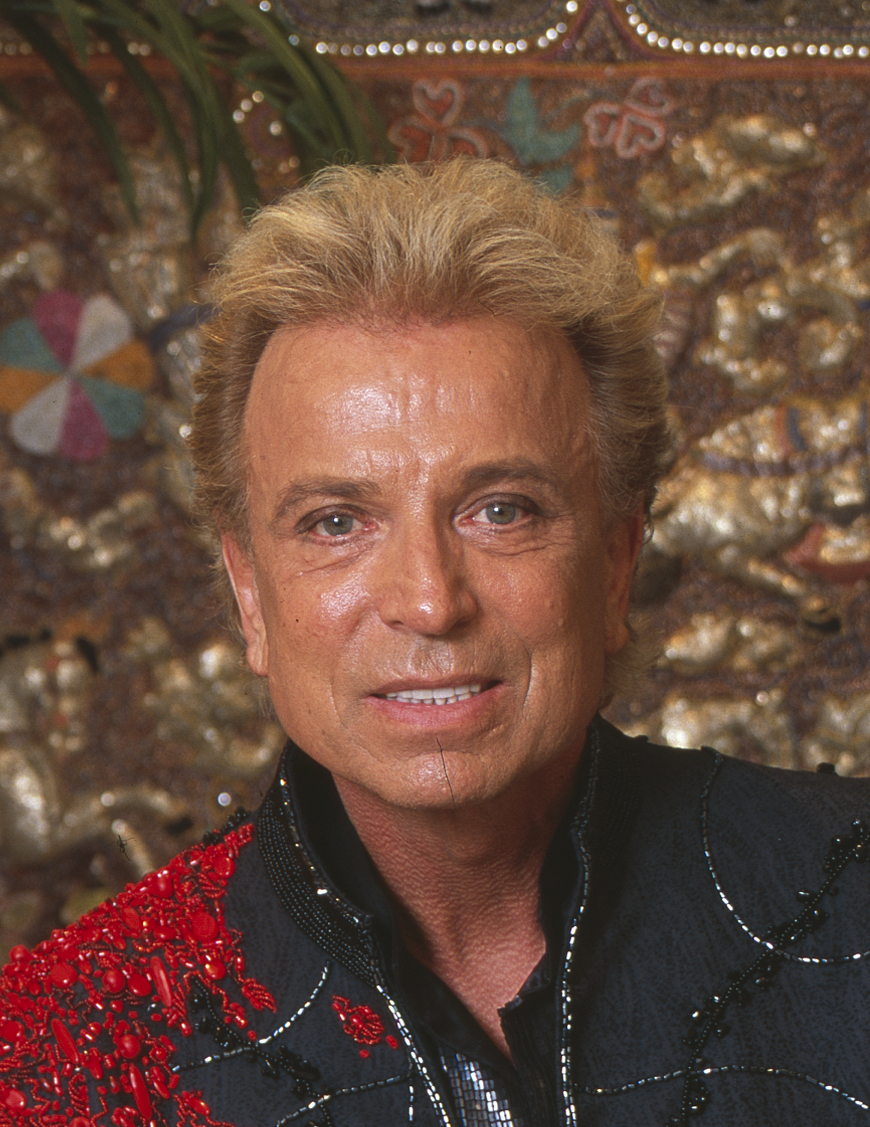
13. Januar: Siegfried Fischbacher (Jahr unbekannt) (81)
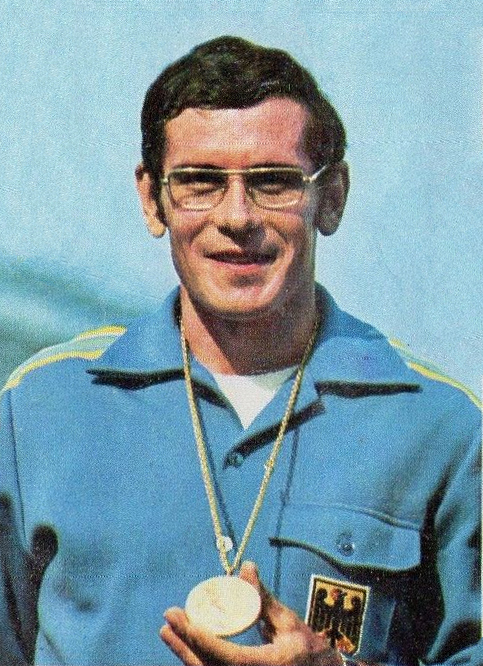
13. Januar: Bernd Kannenberg (1972) (78)
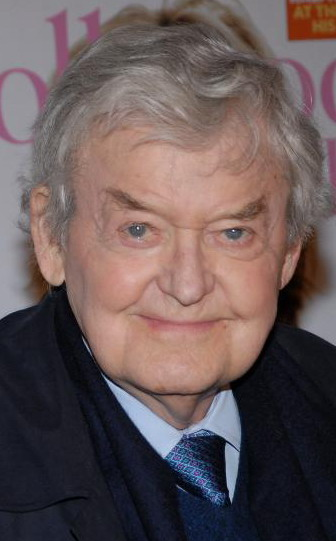
23. Januar: Hal Holbrook (2007) (95)
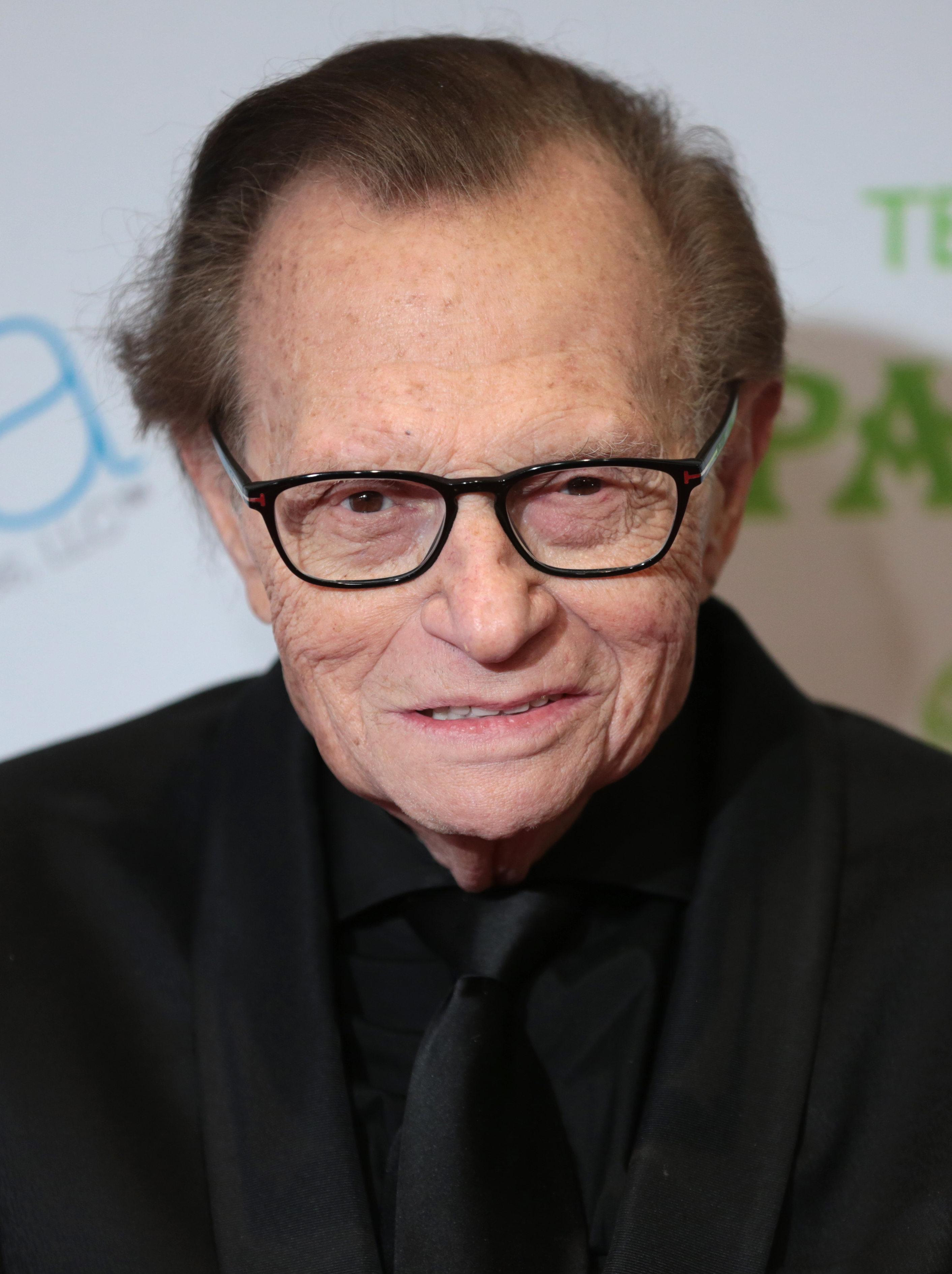
23. Januar: Larry King (2006) (87)
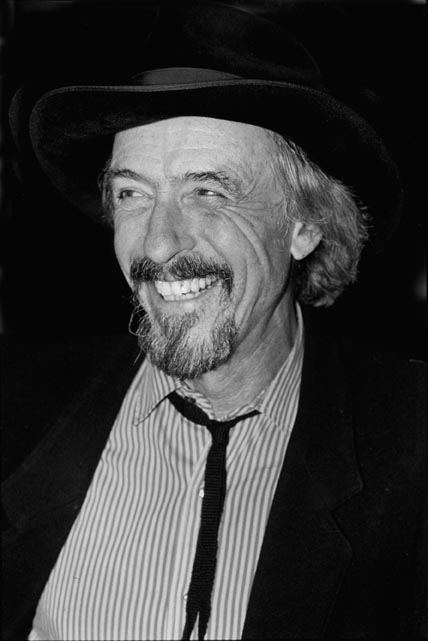
24. Januar: Arik Brauer (1991) (92)
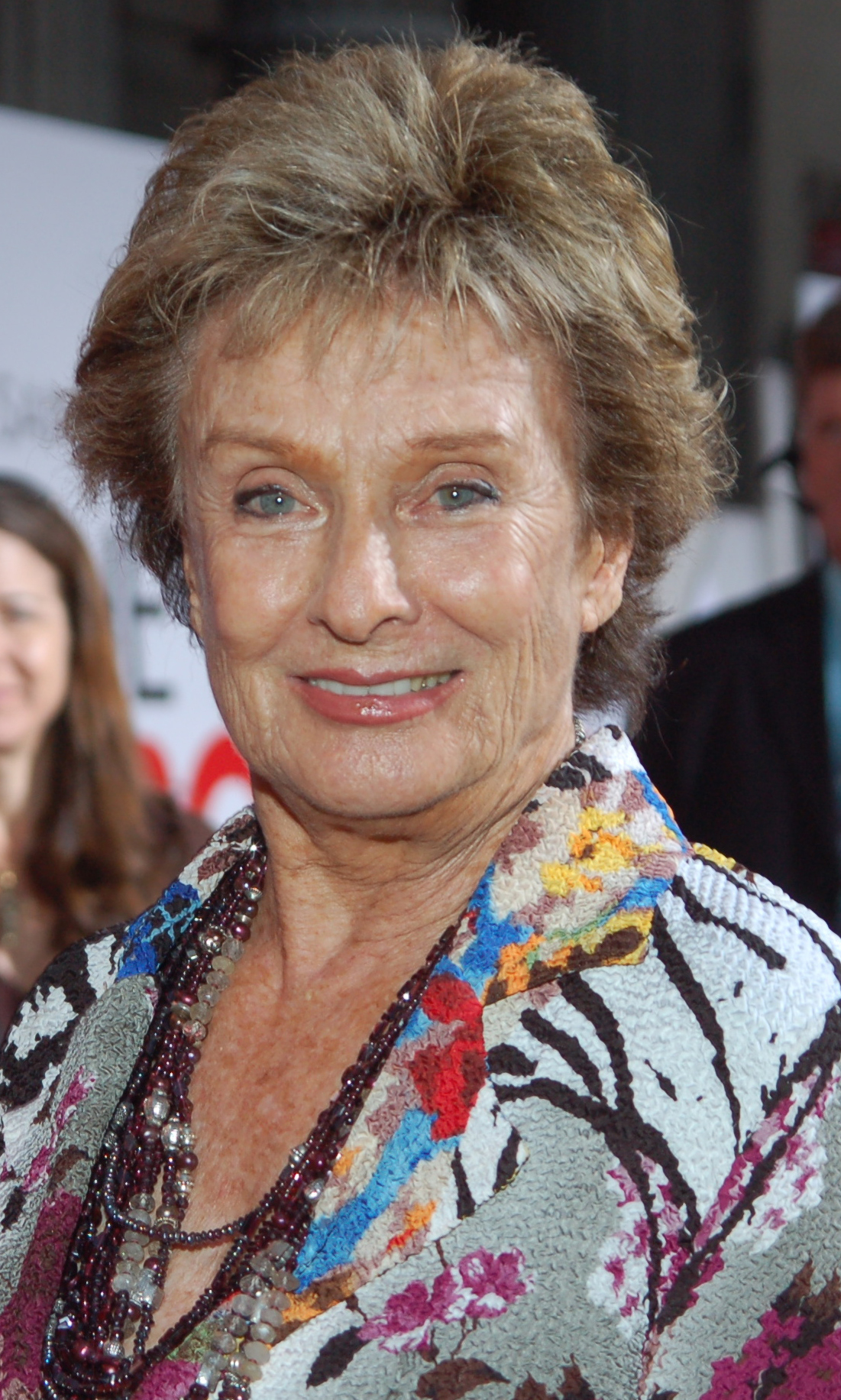
26. Januar: Cloris Leachman (2009) (94)
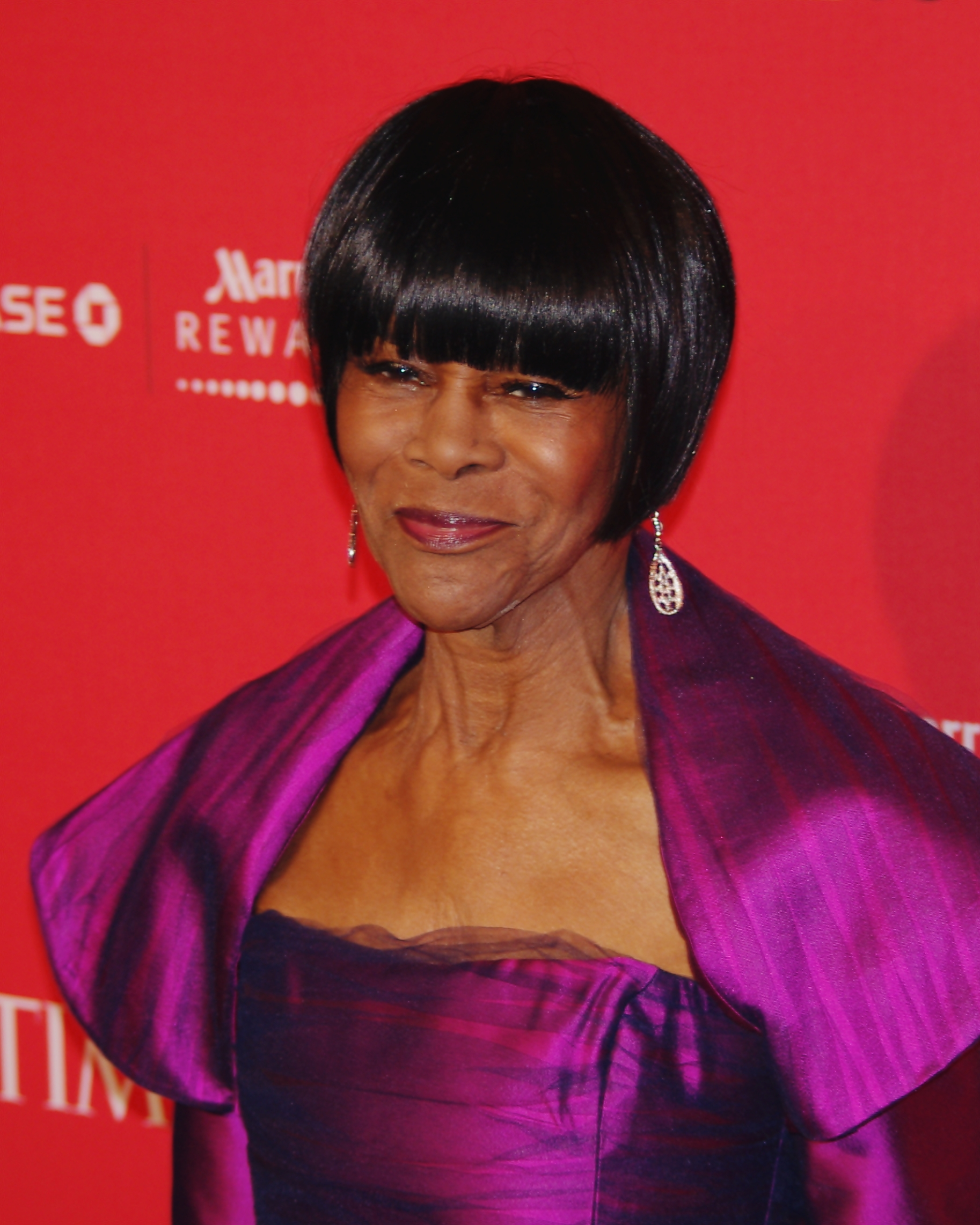
28. Januar: Cicely Tyson (2012) (96)
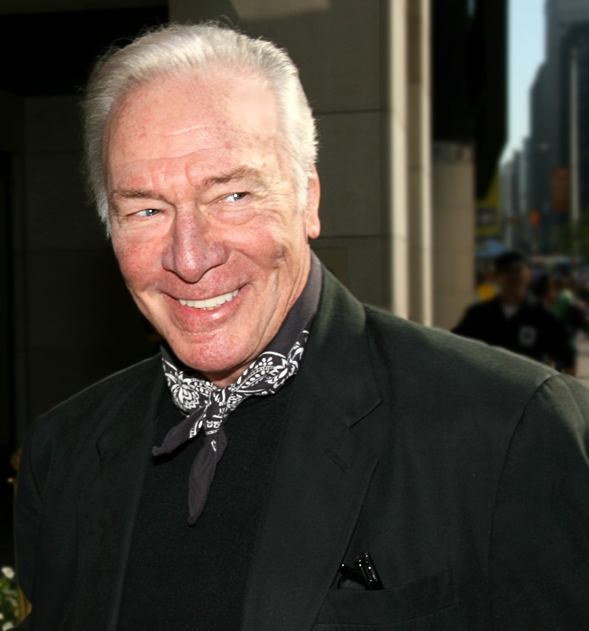
5. Februar: Christopher Plummer (2007) (91)
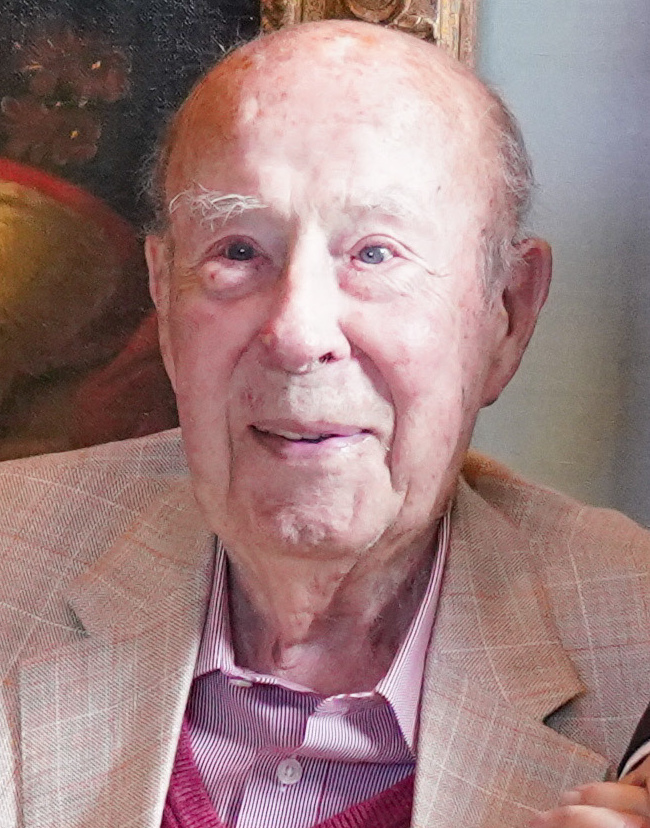
6. Februar: George P. Shultz (2020) (100)
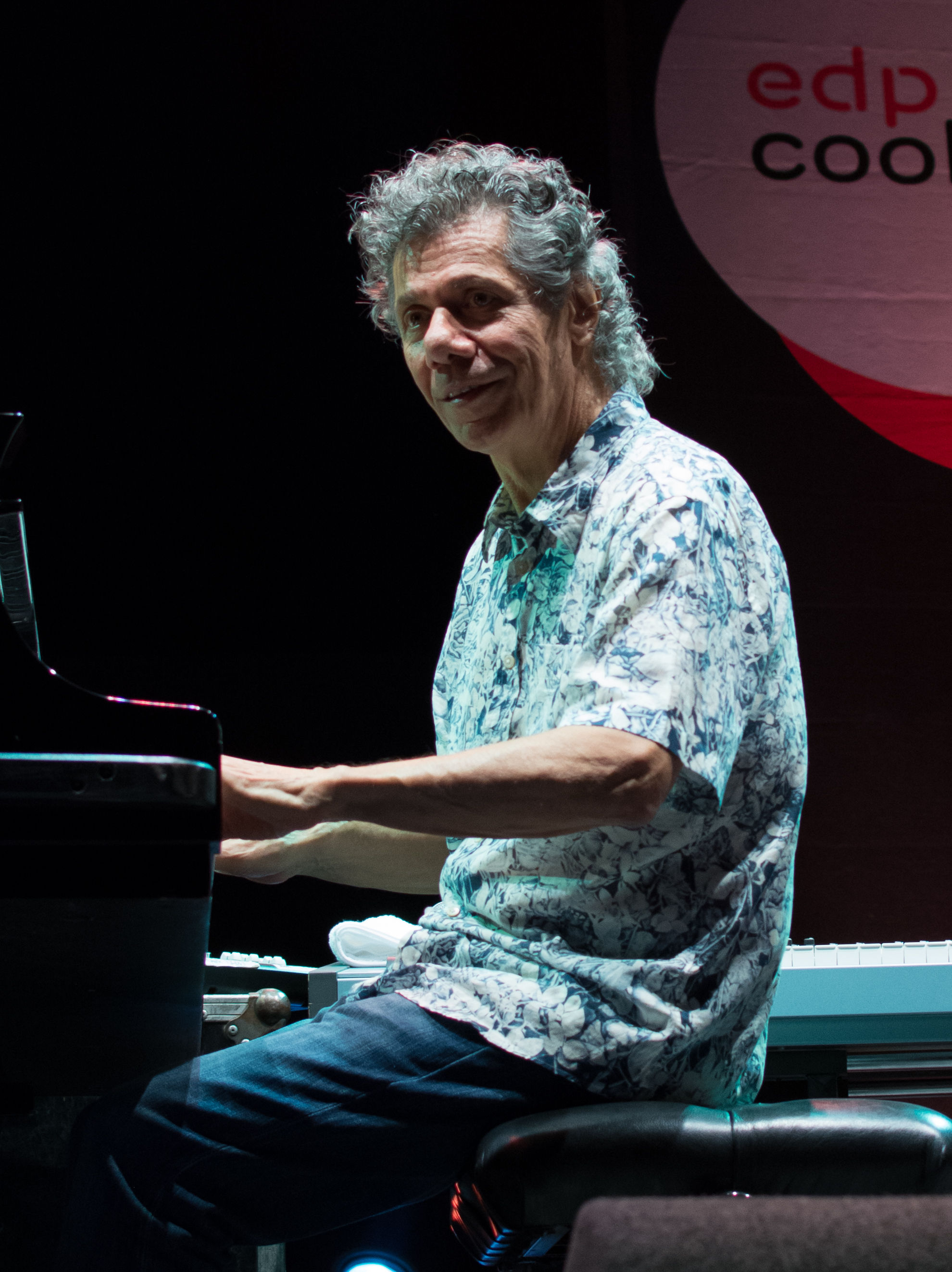
9. Februar: Chick Corea (2015) (79)
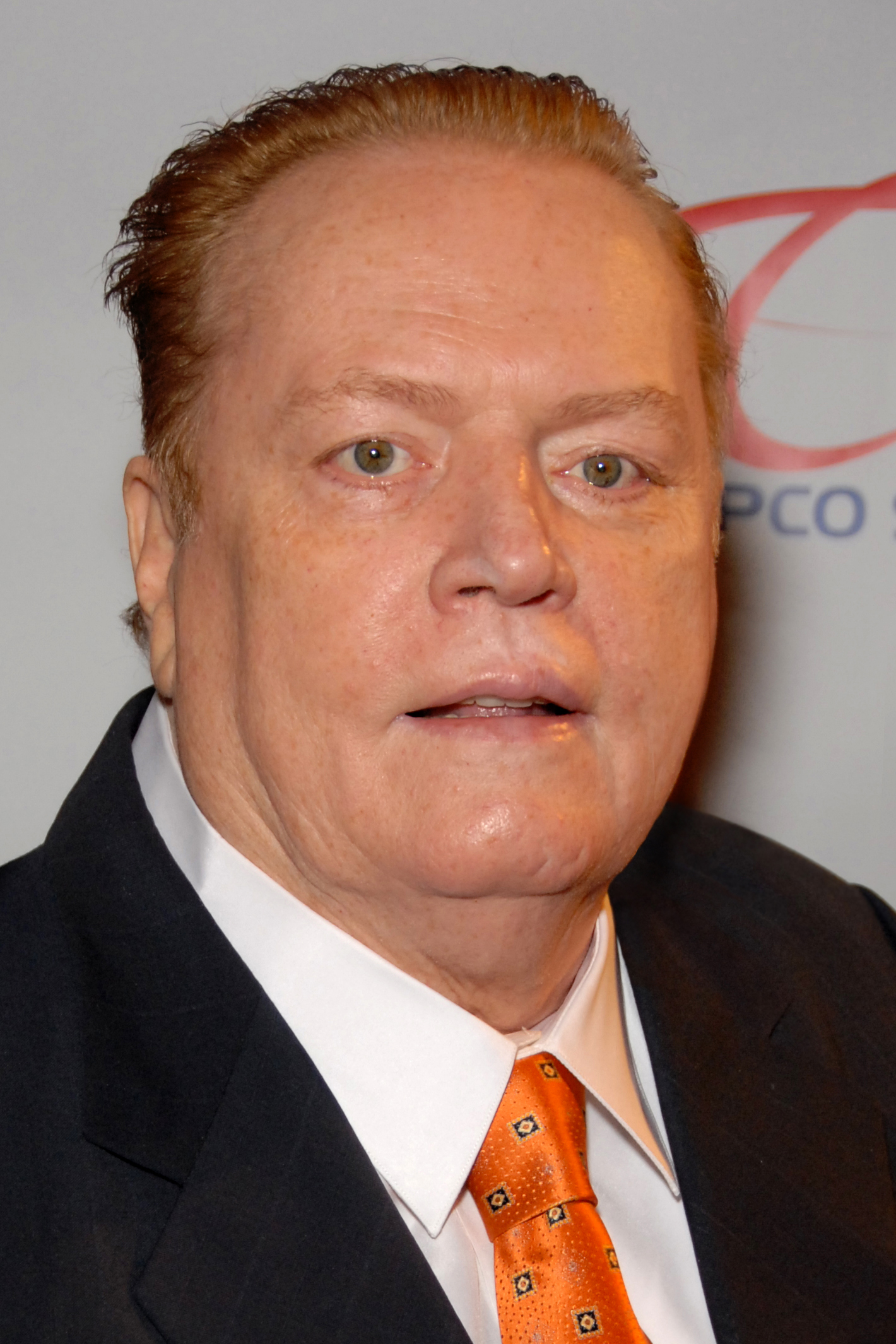
10. Februar: Larry Flynt (2009) (78)
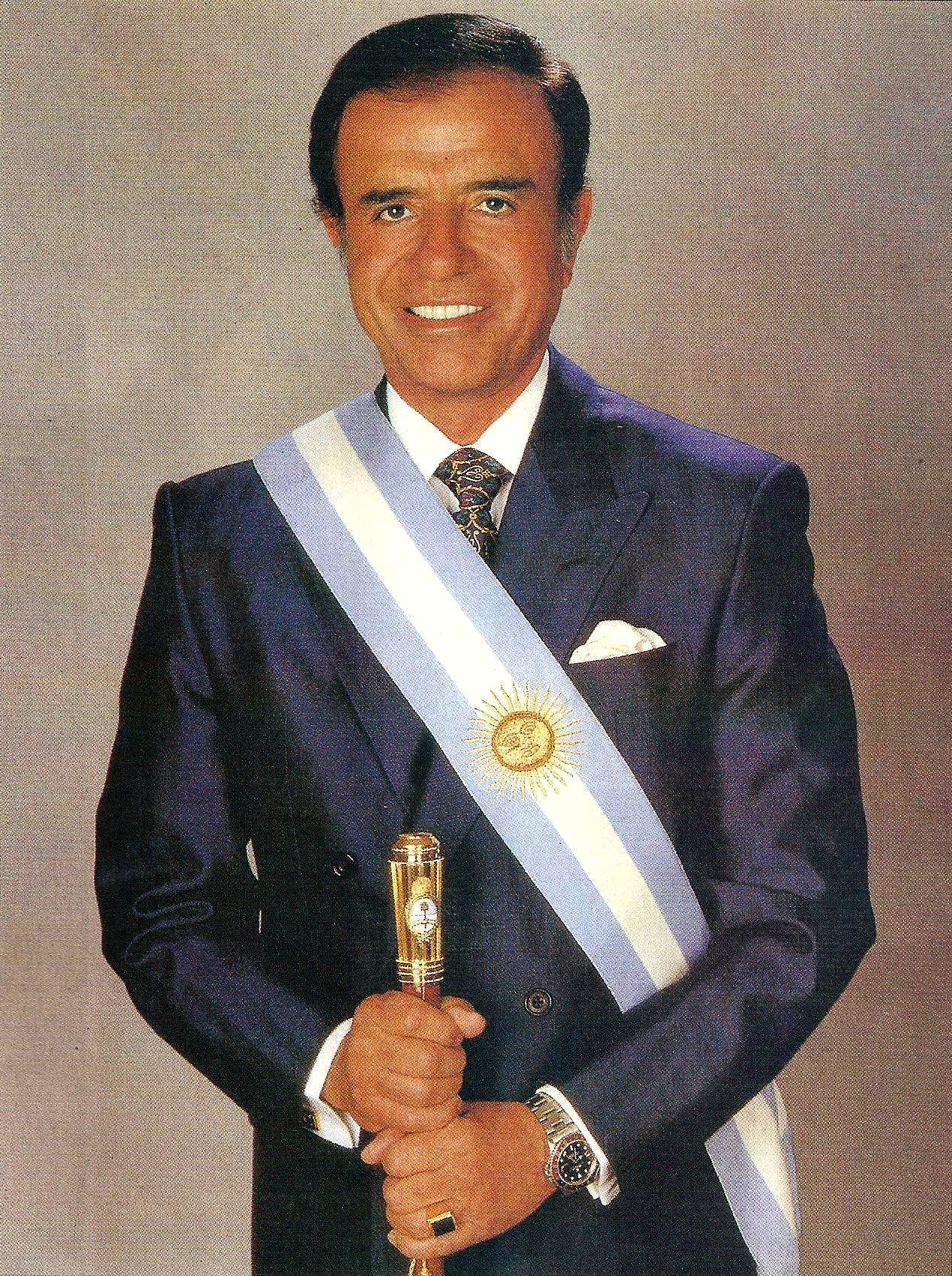
14. Februar: Carlos Menem (1995) (90)
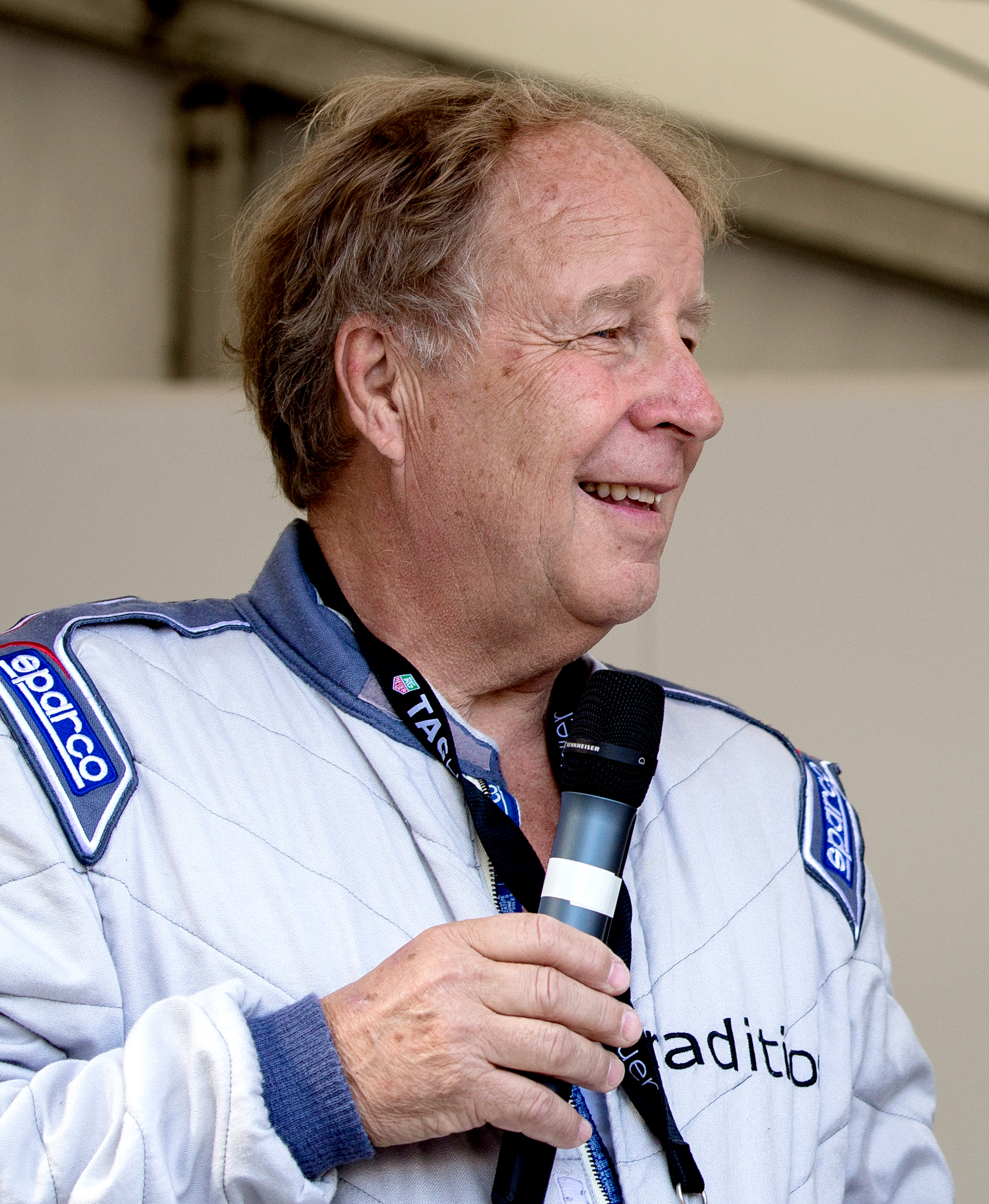
26. Februar: Hannu Mikkola (2014) (78)
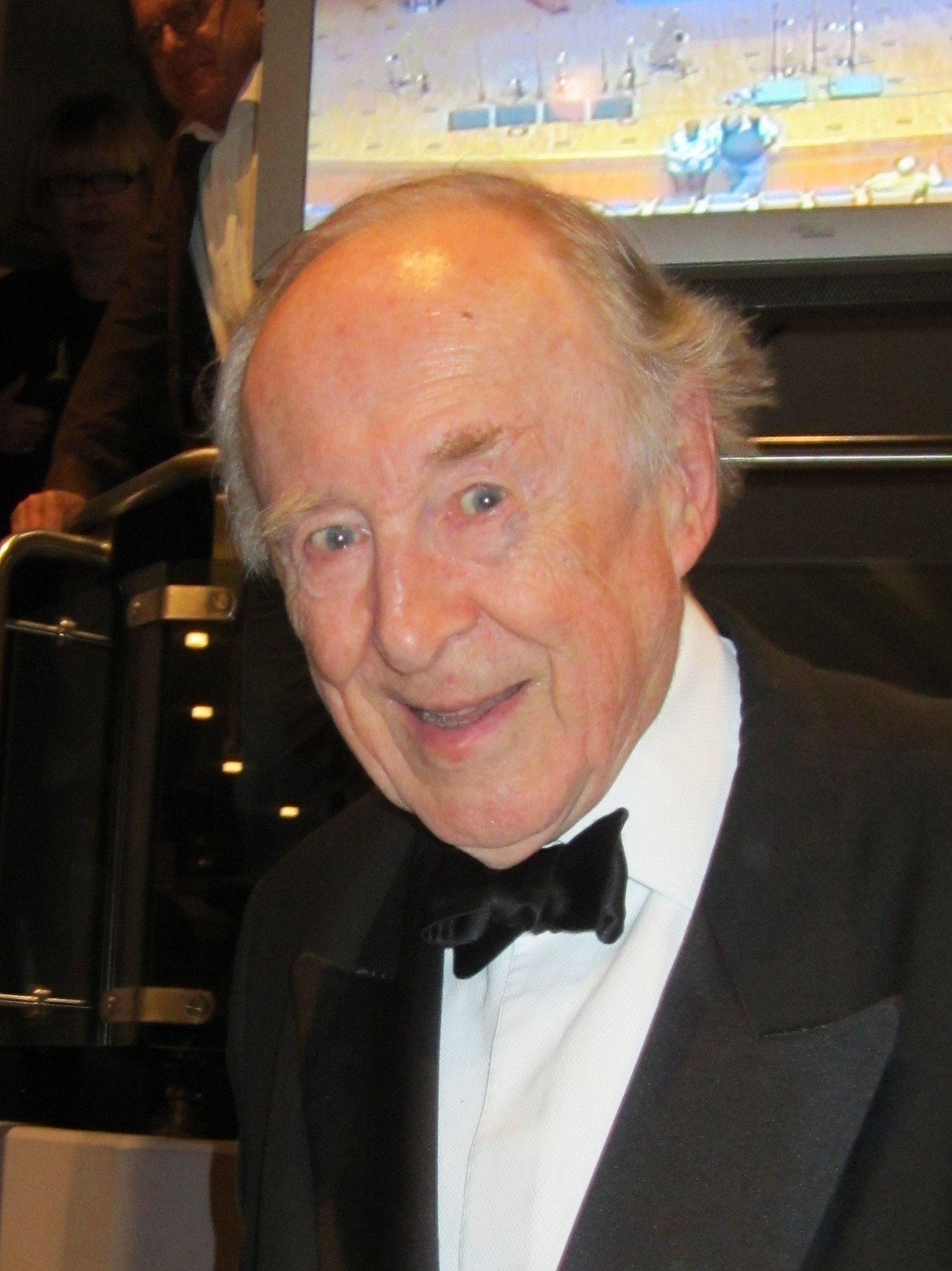
2. März: Chris Barber (2014) (90)
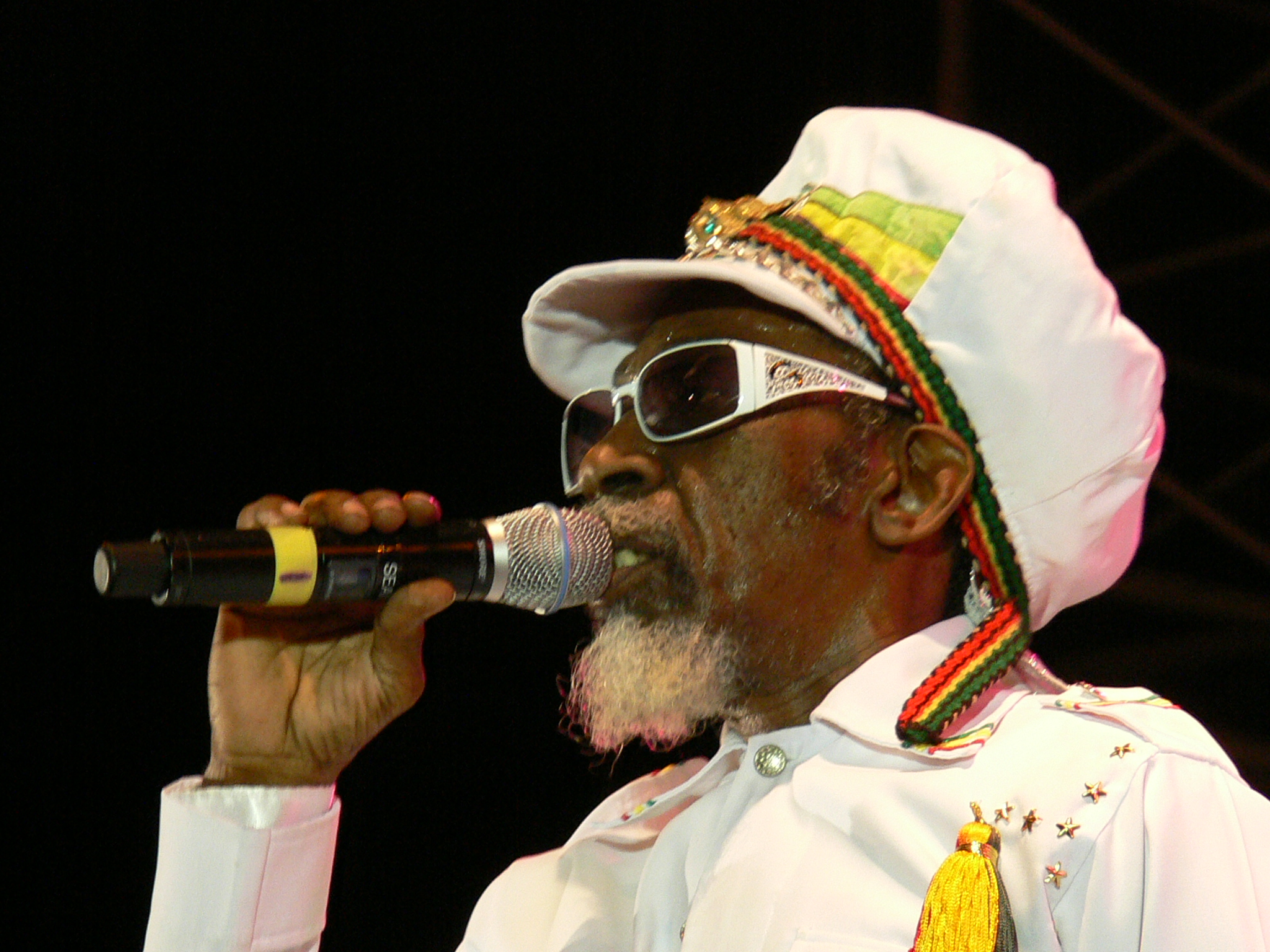
2. März: Bunny Wailer (2008) (73)
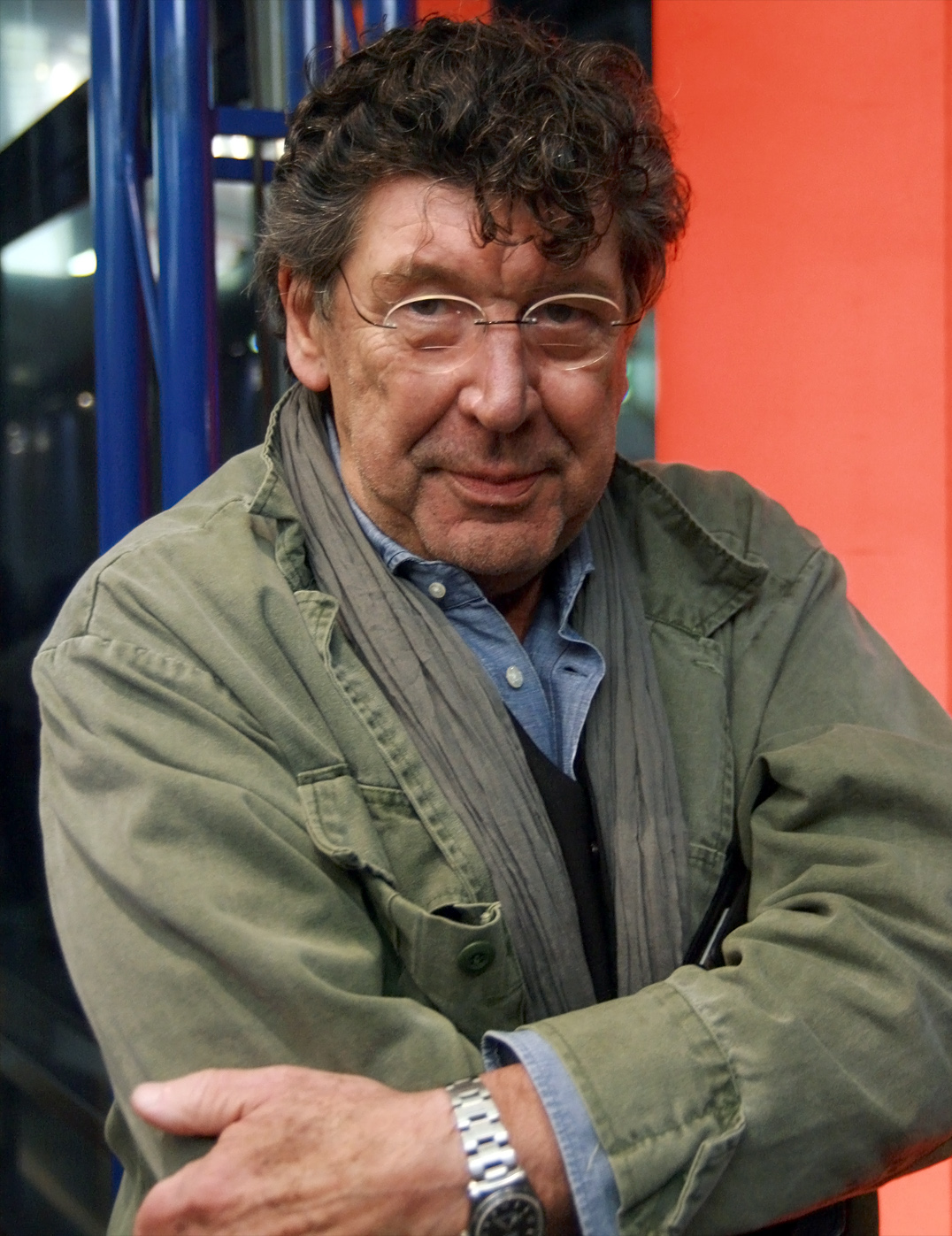
11. März: Peter Patzak (2012) (76)
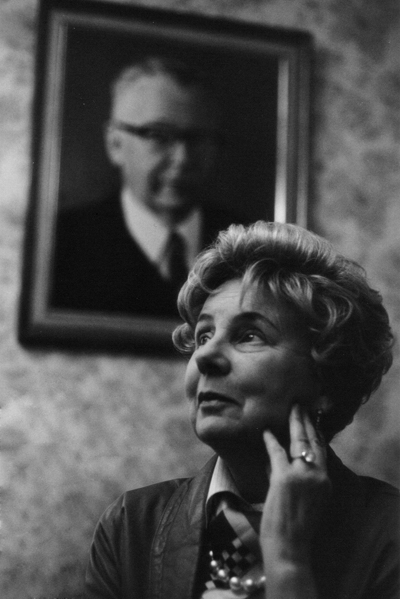
25. März: Uta Ranke-Heinemann (Jahr unbekannt) (93)
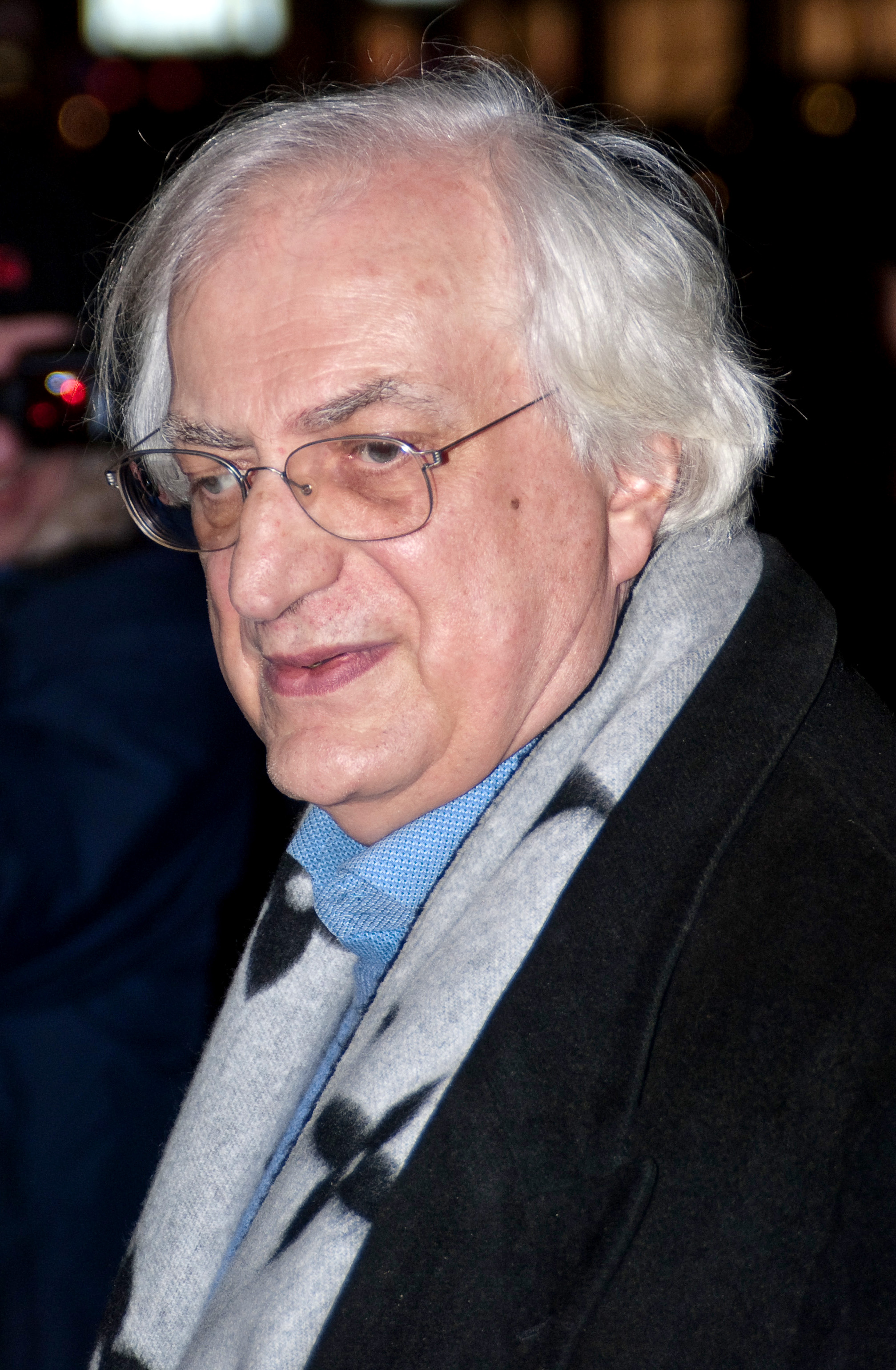
25. März: Bertrand Tavernier (2009) (79)
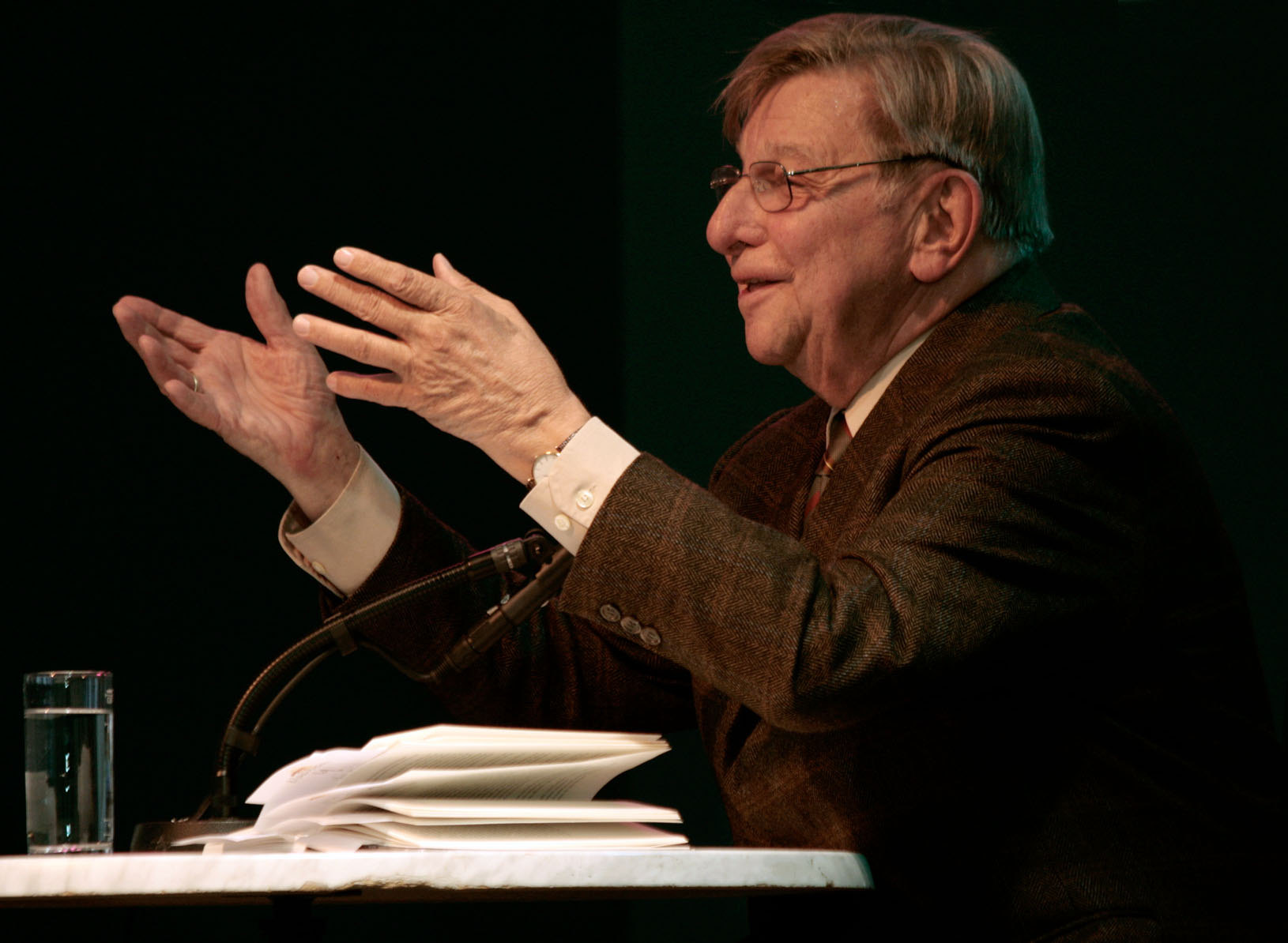
1. April: Hugo Portisch (2009) (94)
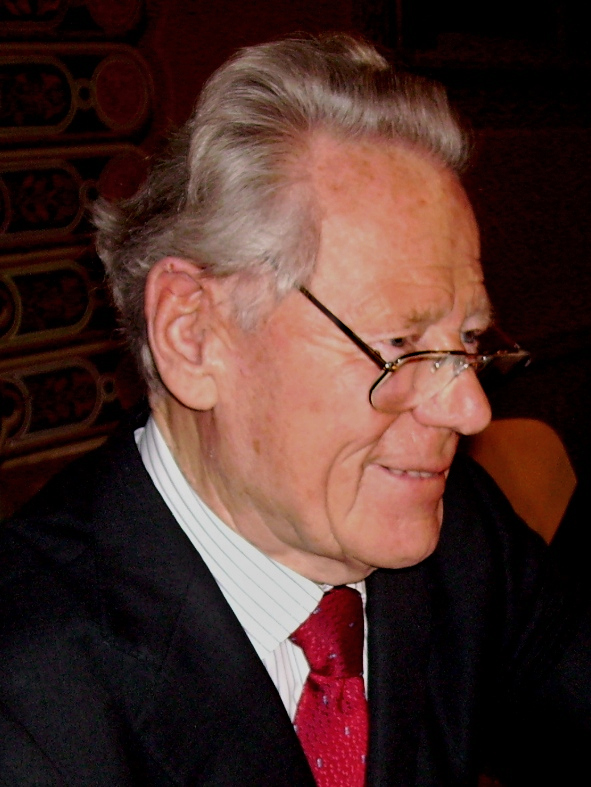
6. April: Hans Küng (2009) (93)
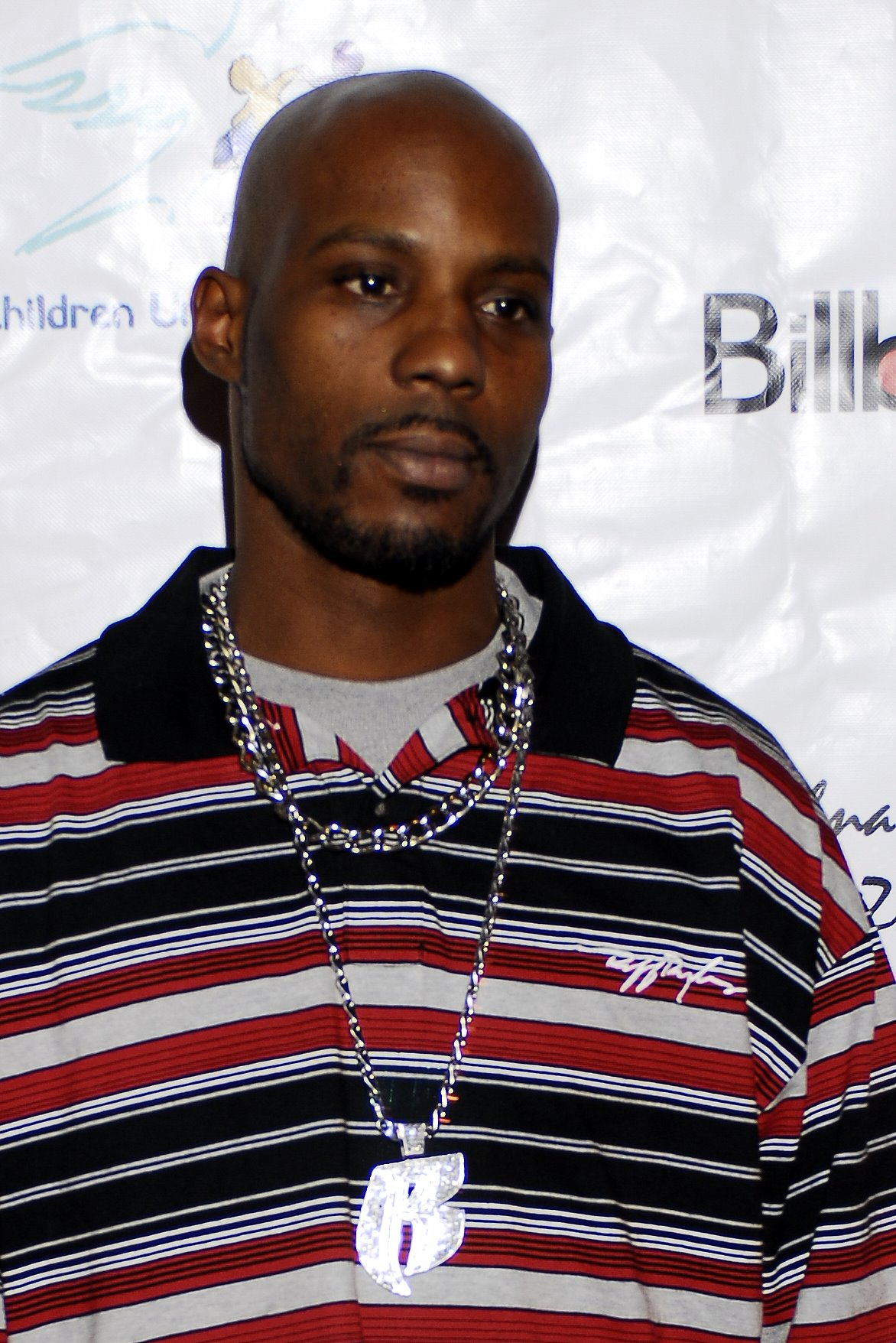
9. April: DMX (2007) (50)
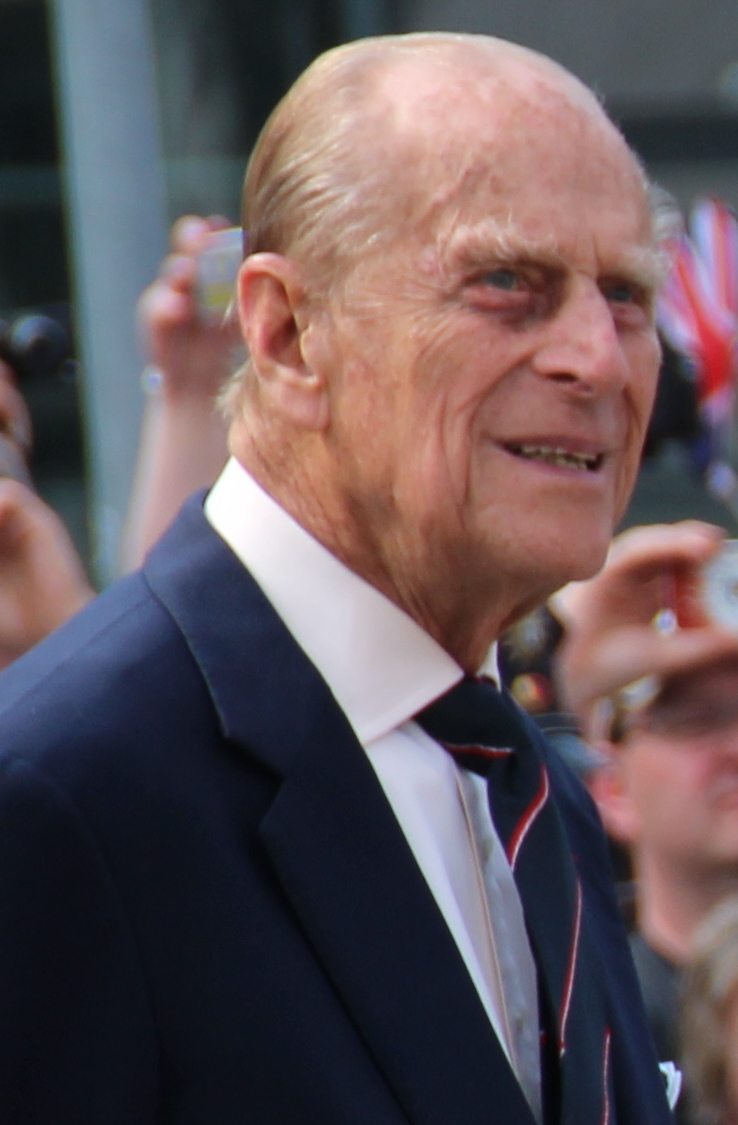
9. April: Philip, Duke of Edinburgh (2015) (99)
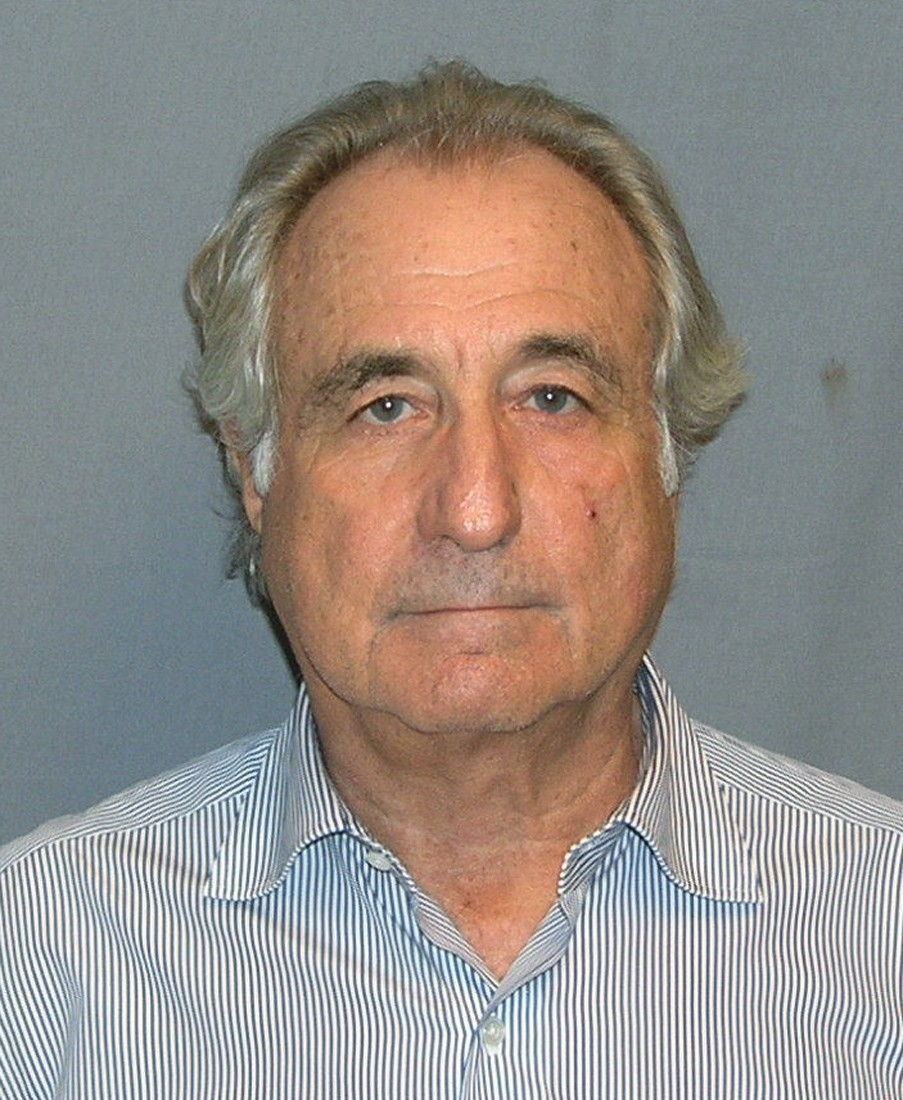
14. April: Bernard L. Madoff (2008) (82)
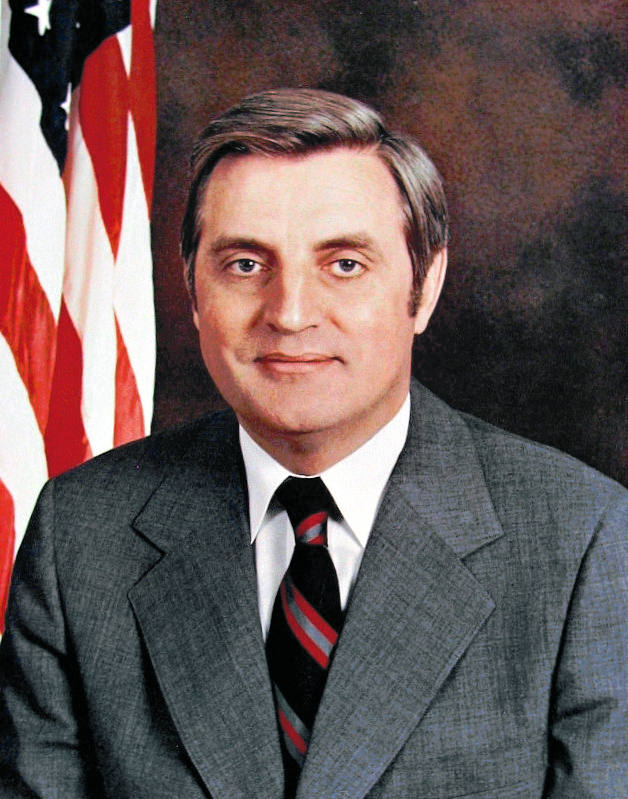
19. April: Walter Mondale (1977) (93)
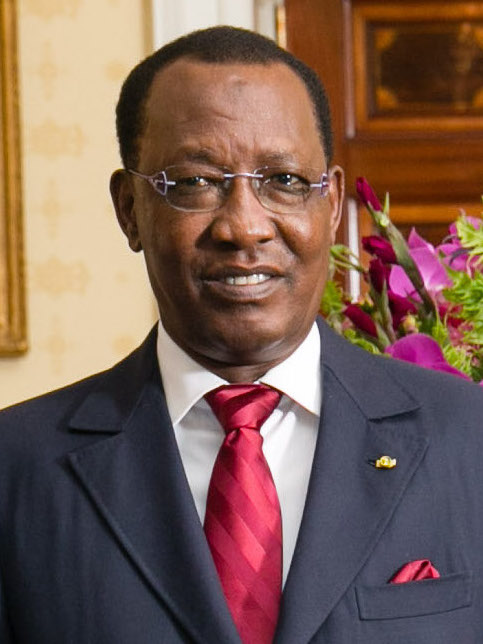
20. April: Idriss Déby (2014) (68)
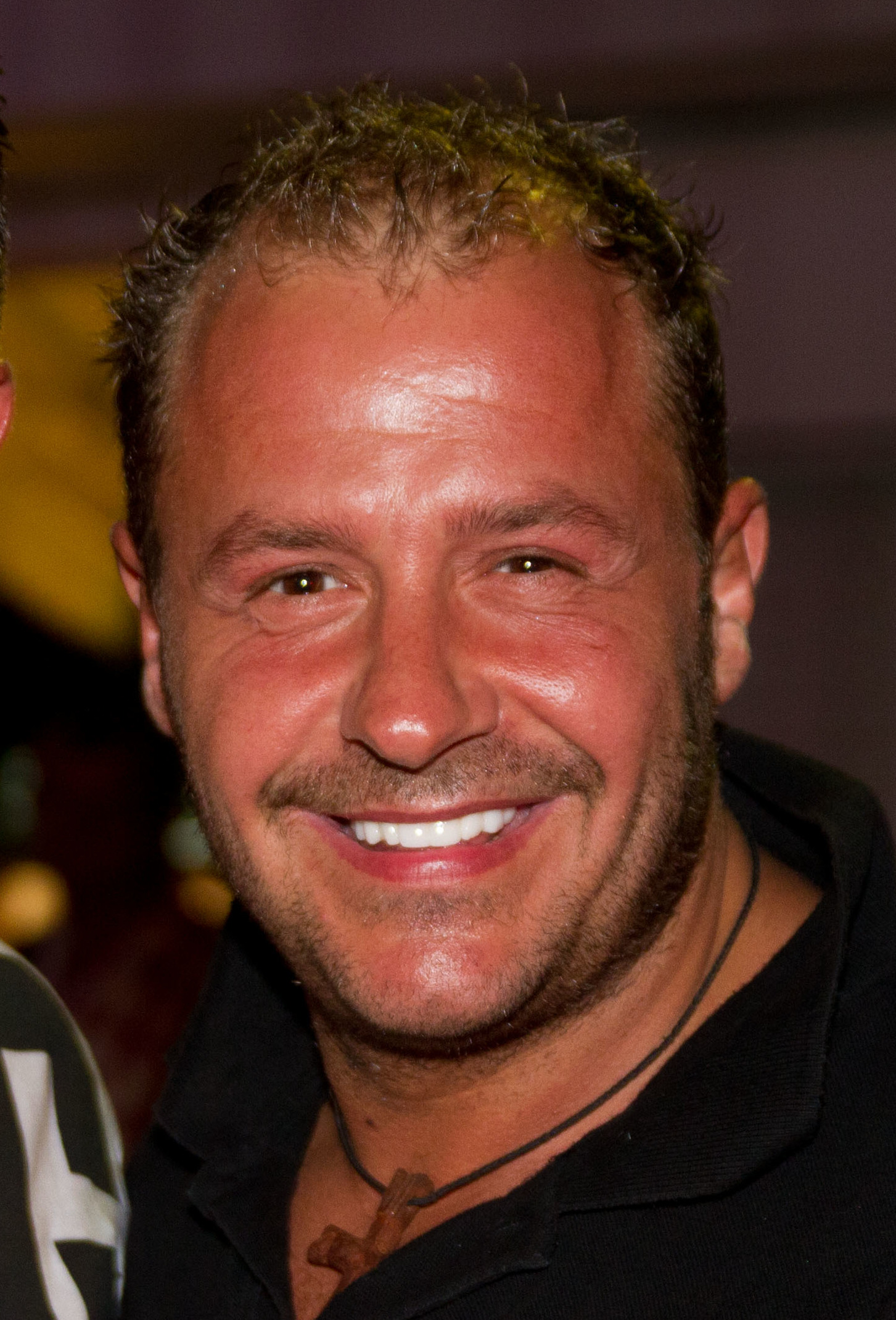
20. April: Willi Herren (2011) (45)
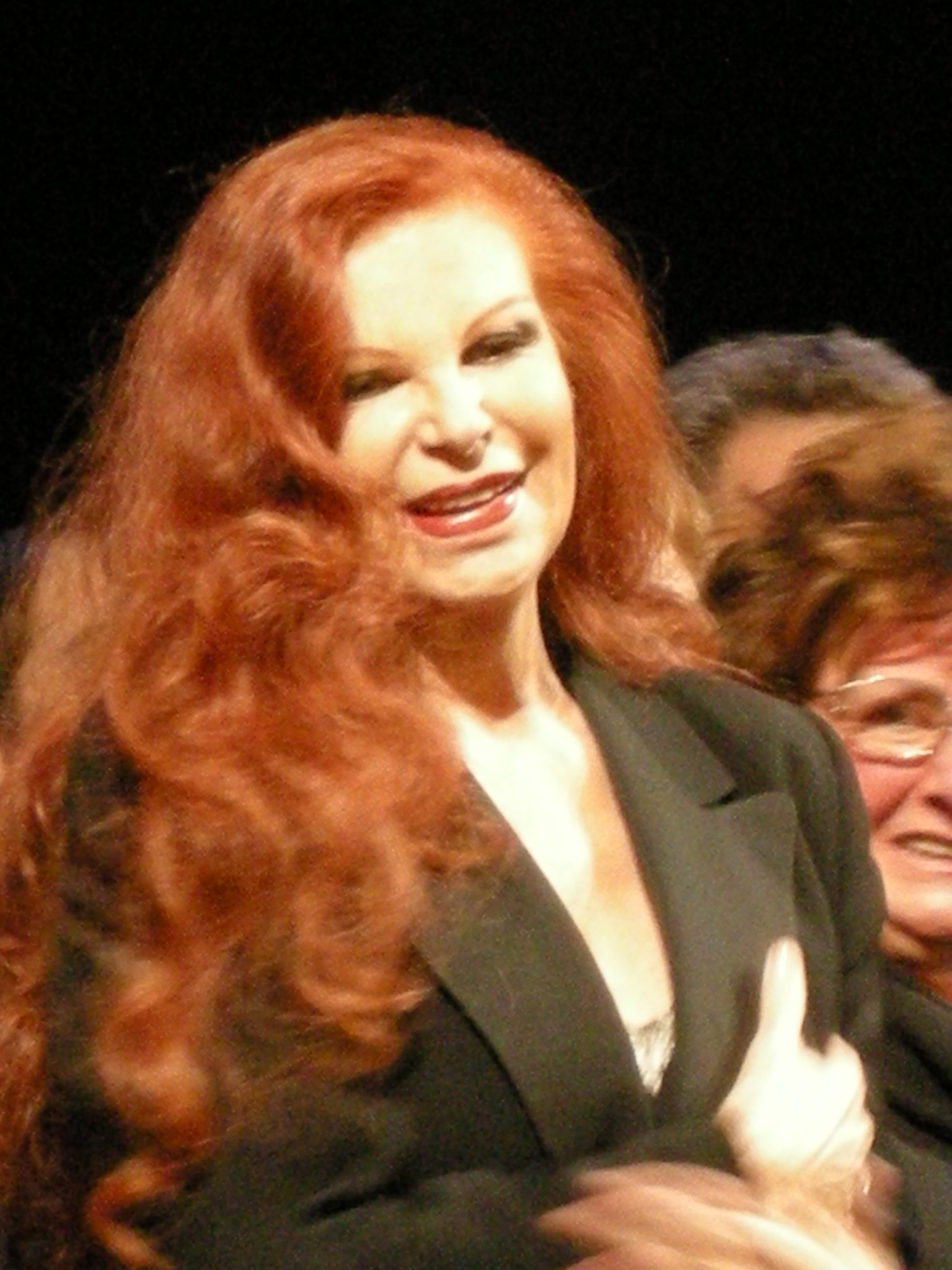
23. April: Milva (2009) (81)
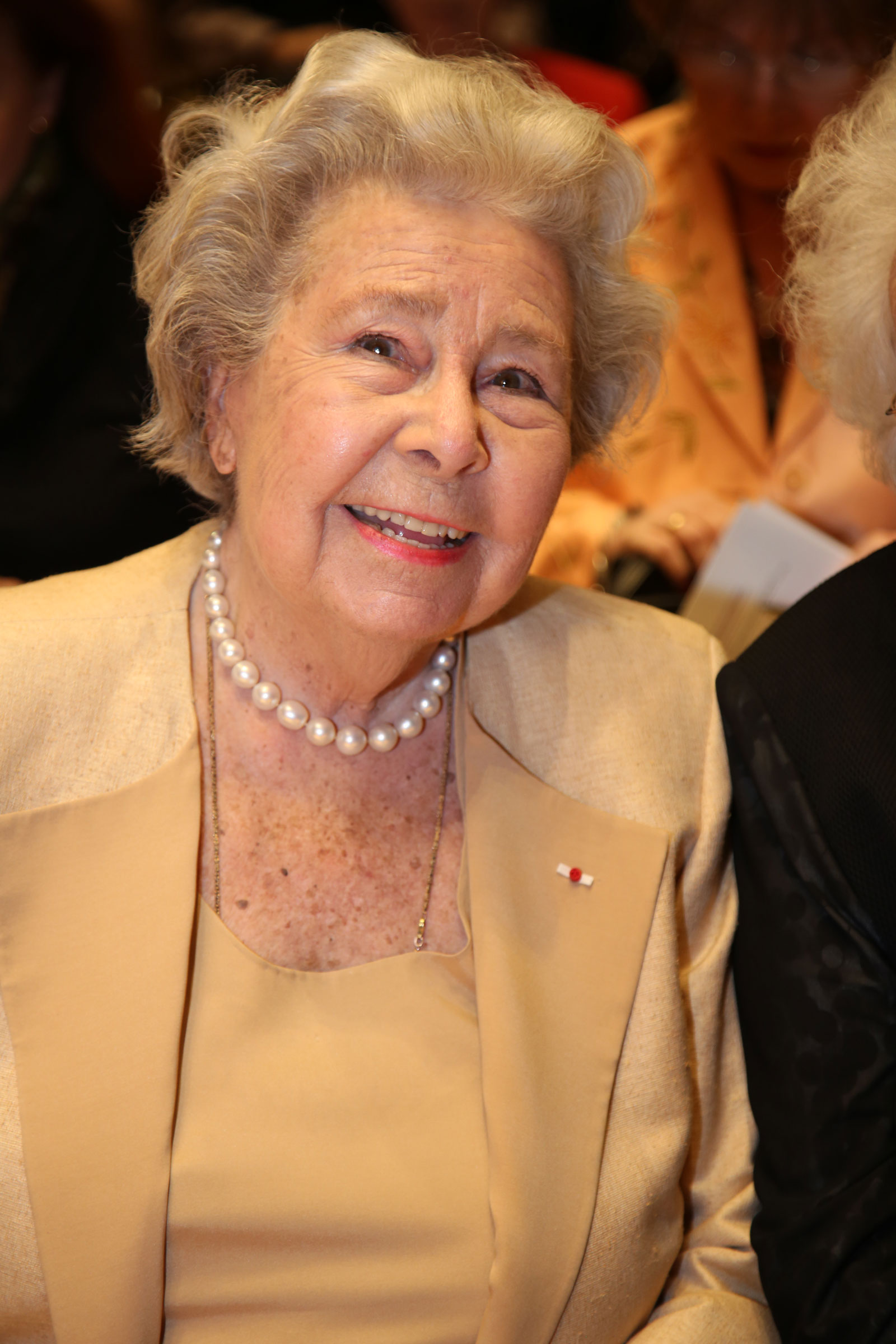
24. April: Christa Ludwig (2015) (93)
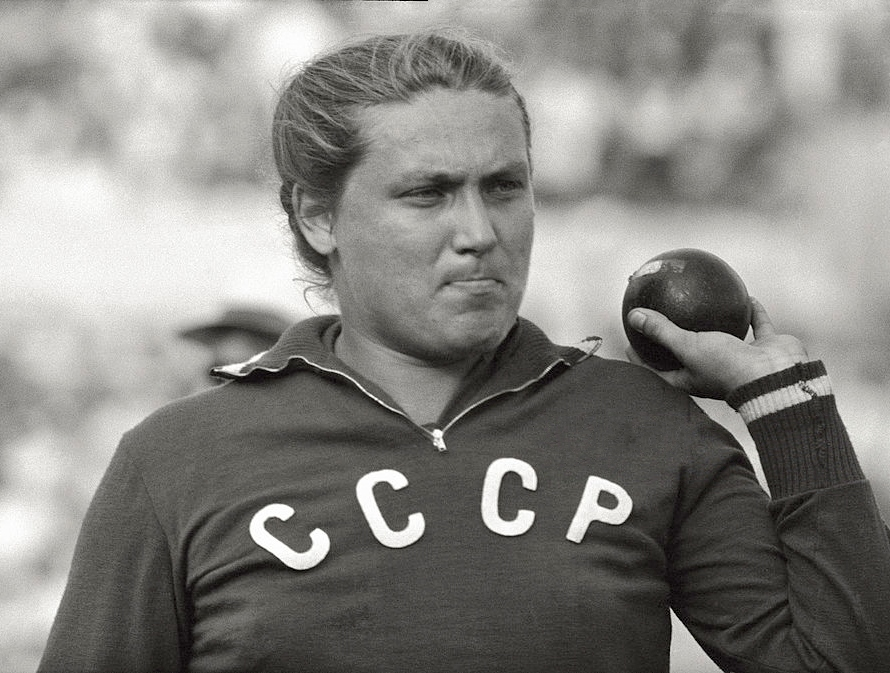
26. April: Tamara Press (1960) (83)
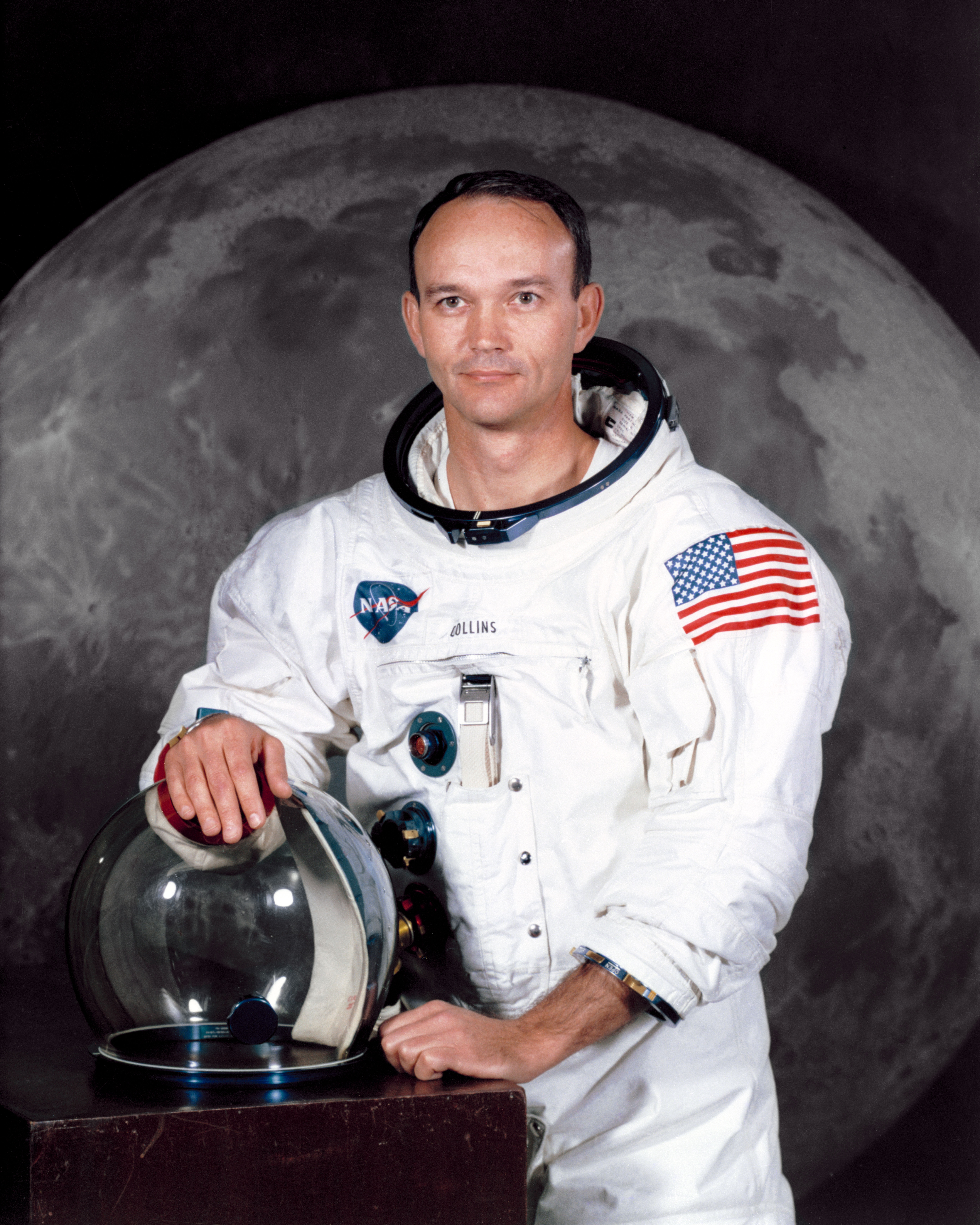
28. April: Michael Collins (1969) (90)
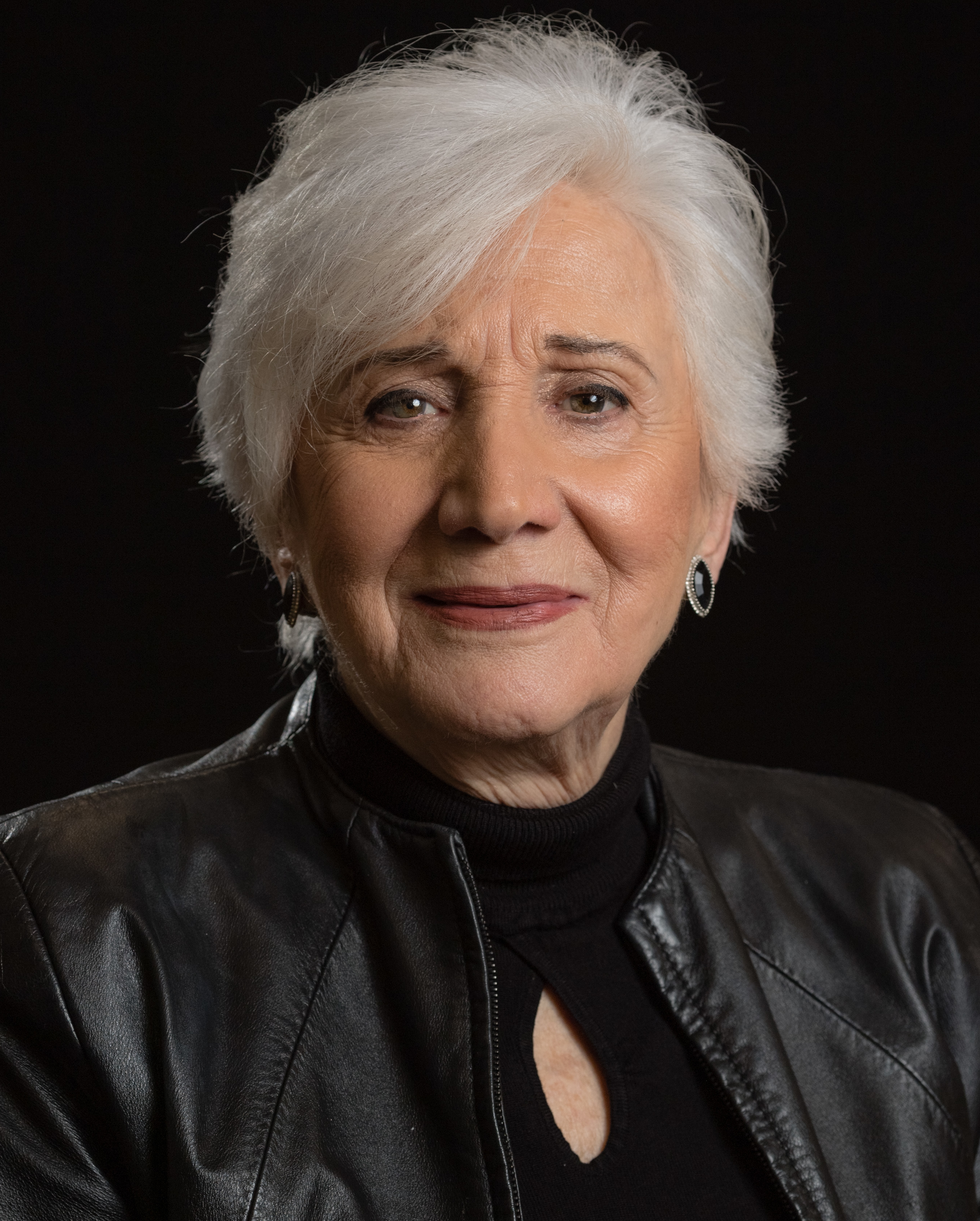
1. Mai: Olympia Dukakis (2019) (89)
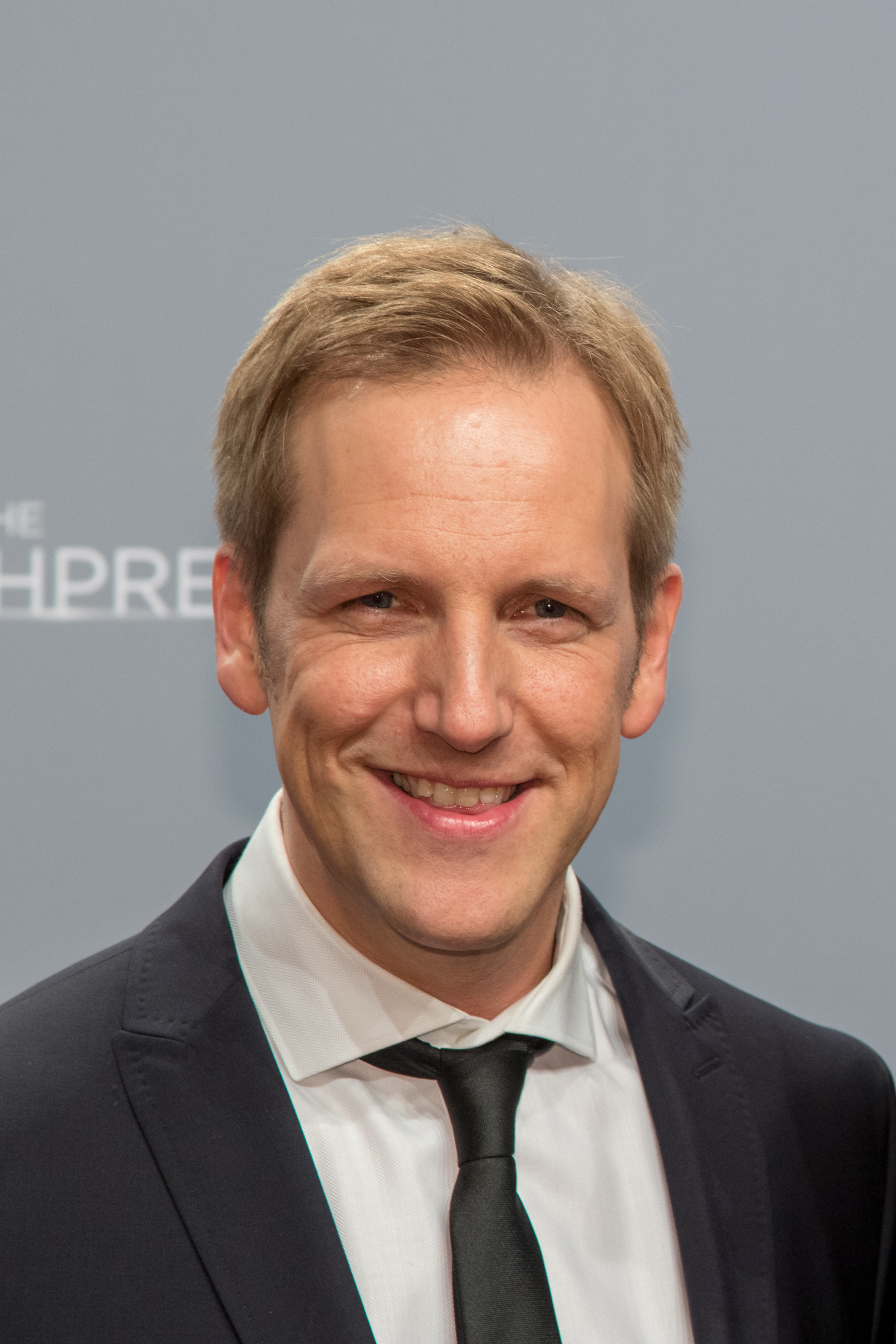
4. Mai: Jan Hahn (2018) (47)
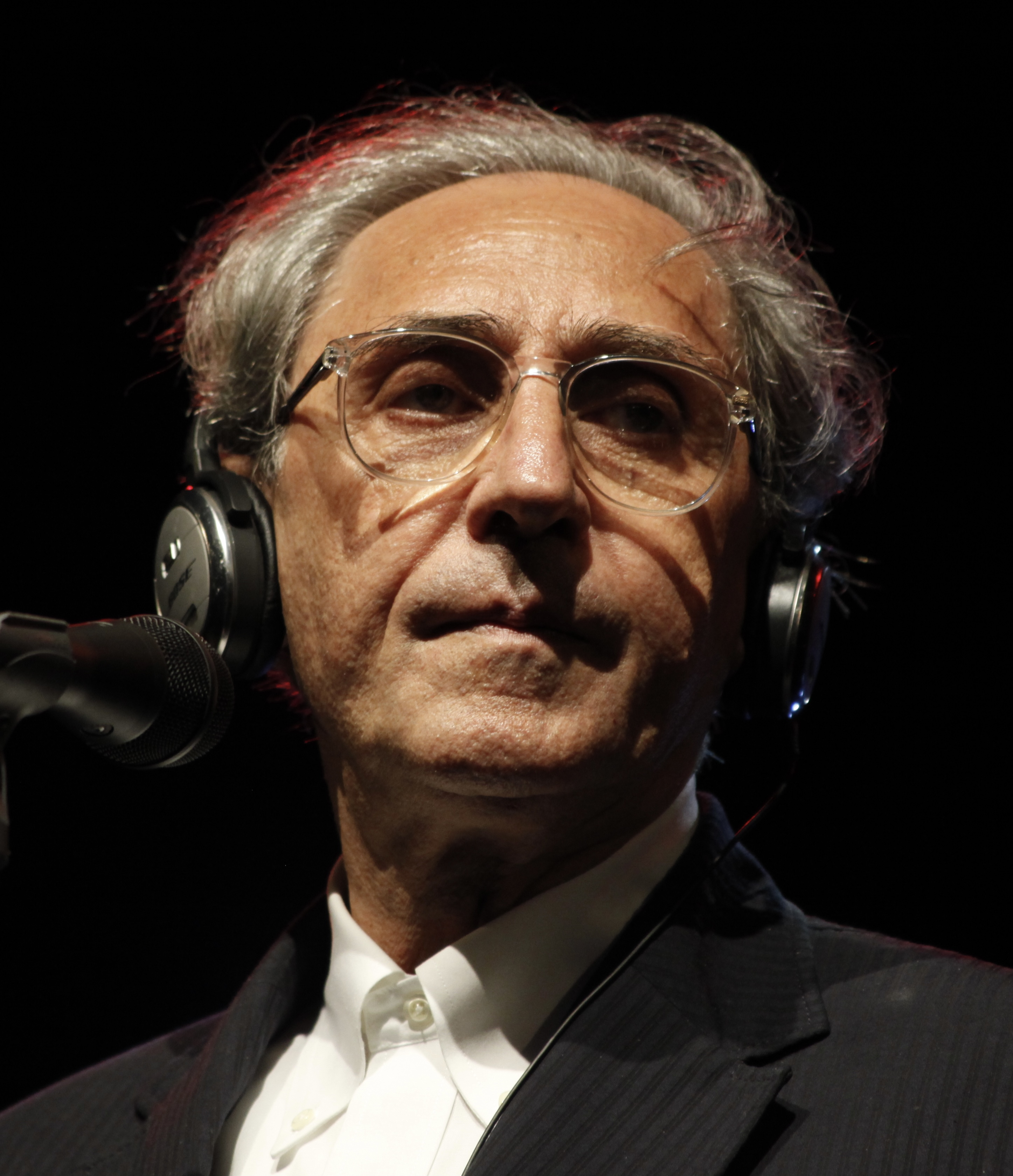
18. Mai: Franco Battiato (2010) (76)
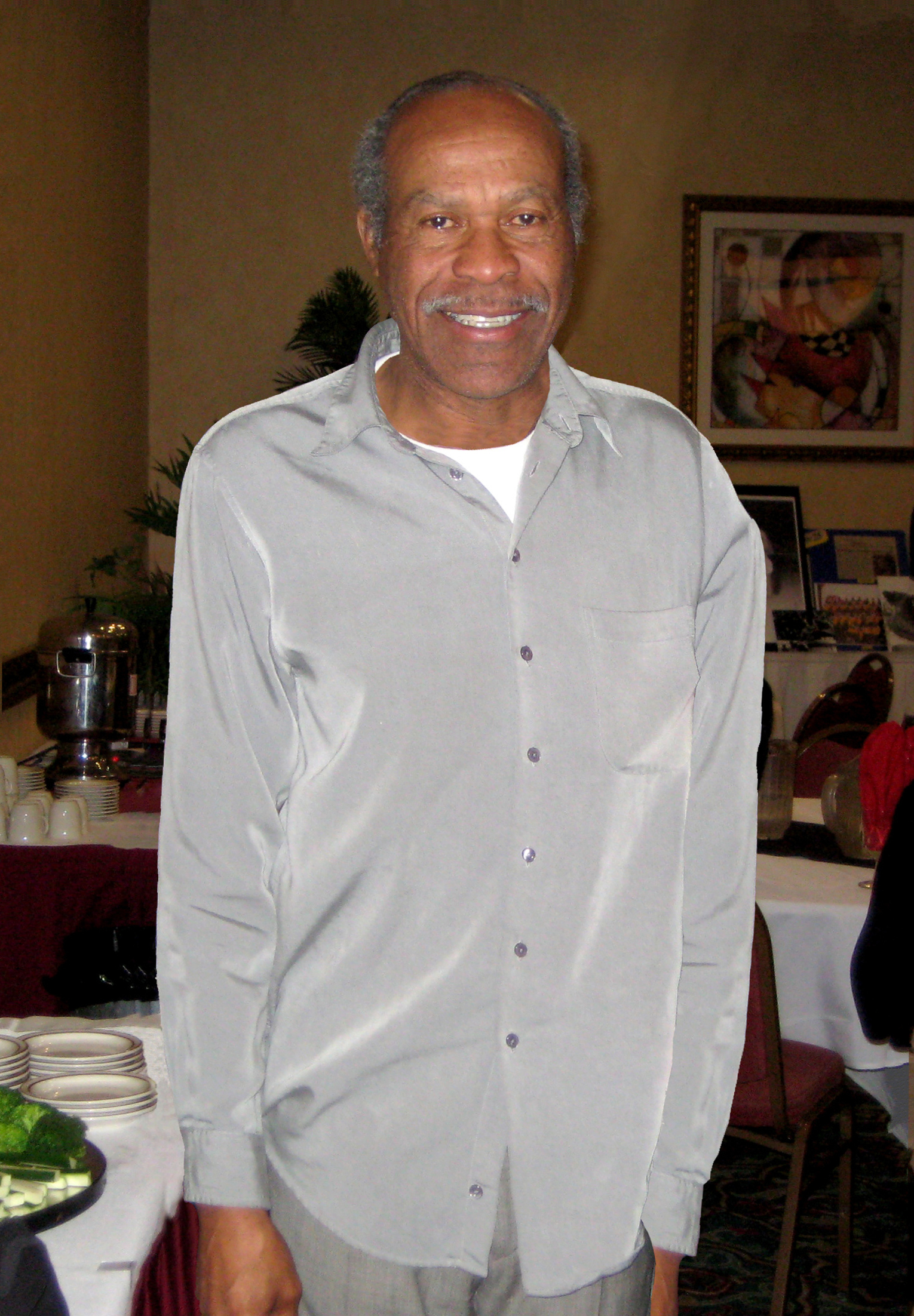
19. Mai: Lee Evans (2008) (74)
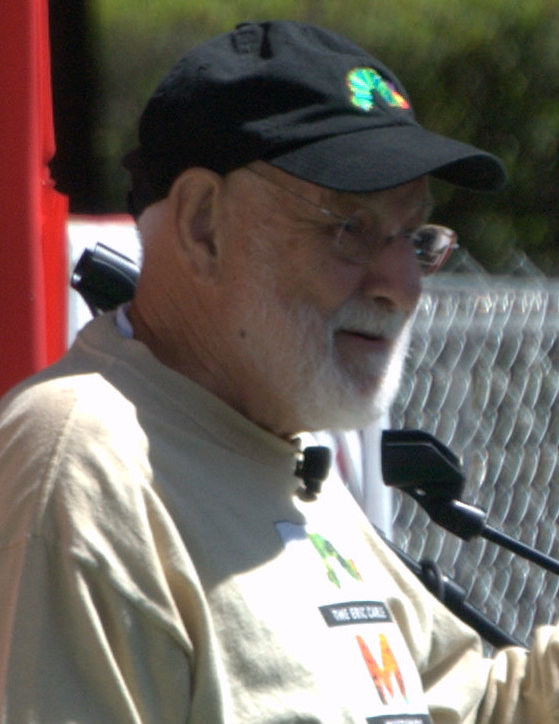
23. Mai: Eric Carle (2009) (91)
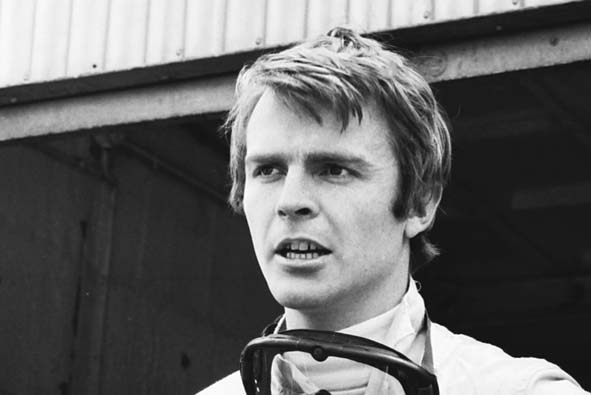
23. Mai: Max Mosley (1969) (81)
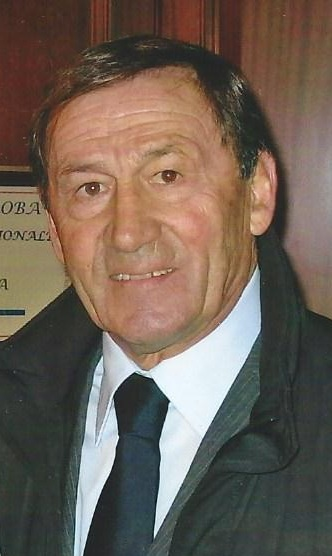
26. Mai: Tarcisio Burgnich (2008) (82)
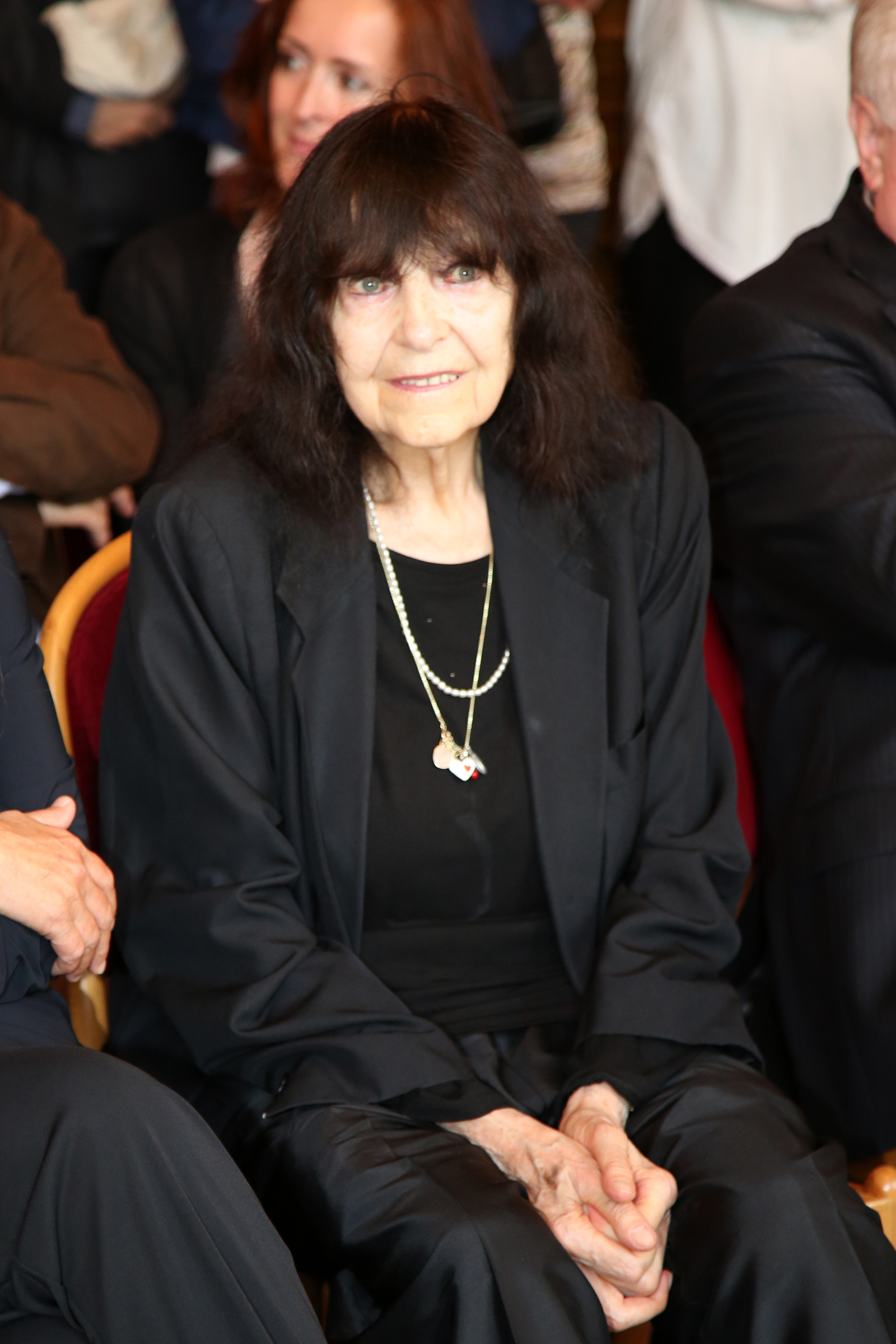
4. Juni: Friederike Mayröcker (2015) (96)
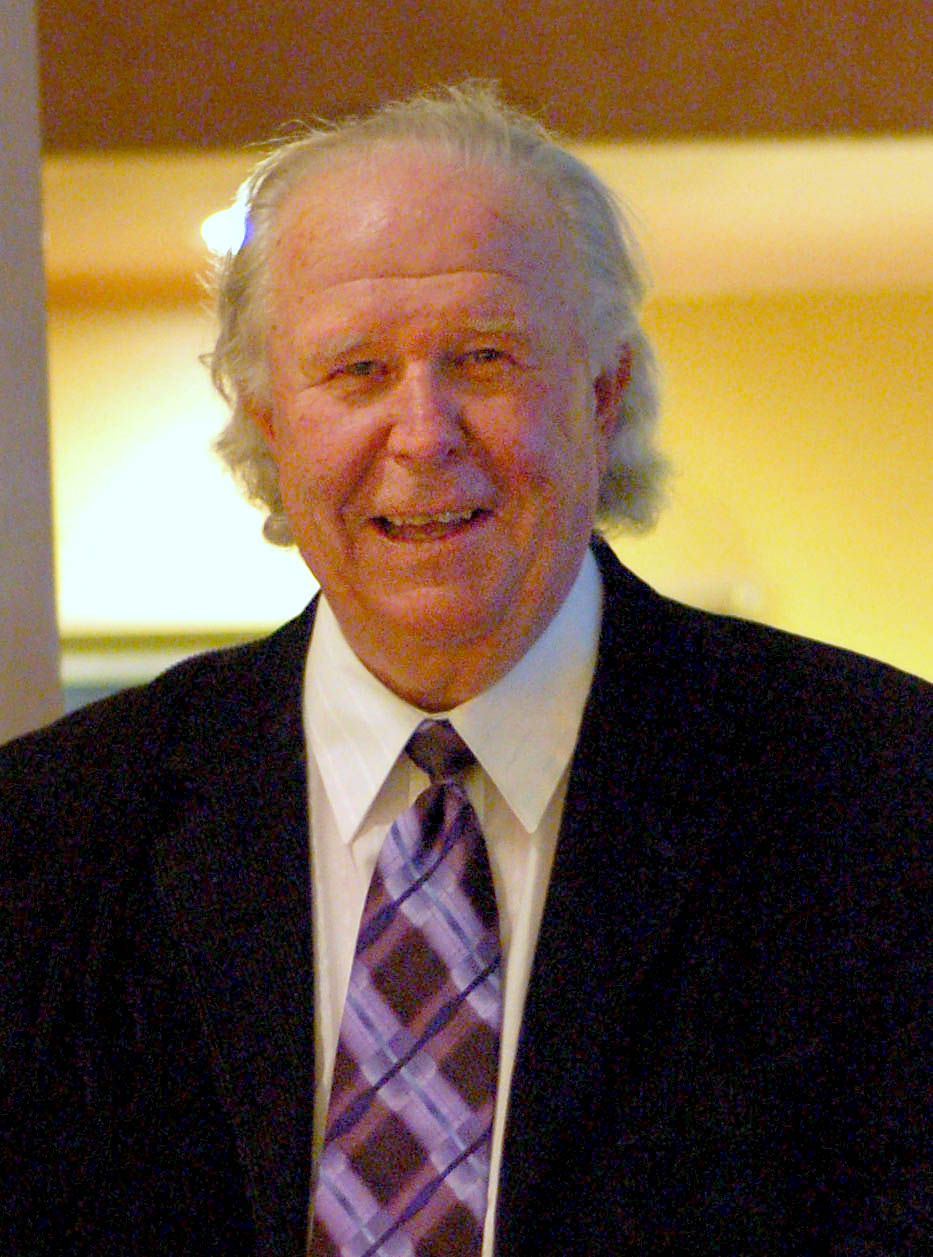
13. Juni: Ned Beatty (2006) (83)
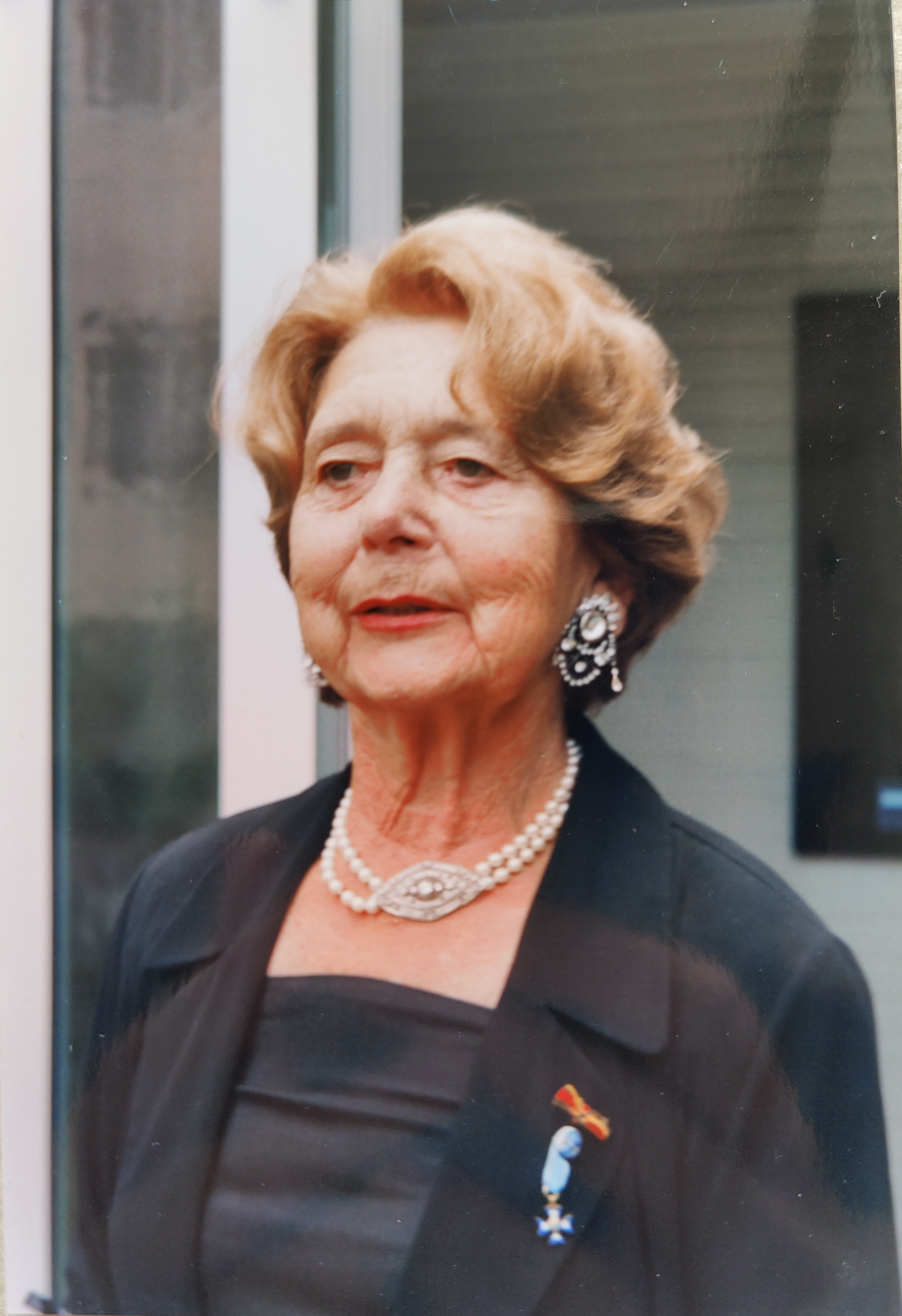
14. Juni: Gustava Mösler (2021) (100)
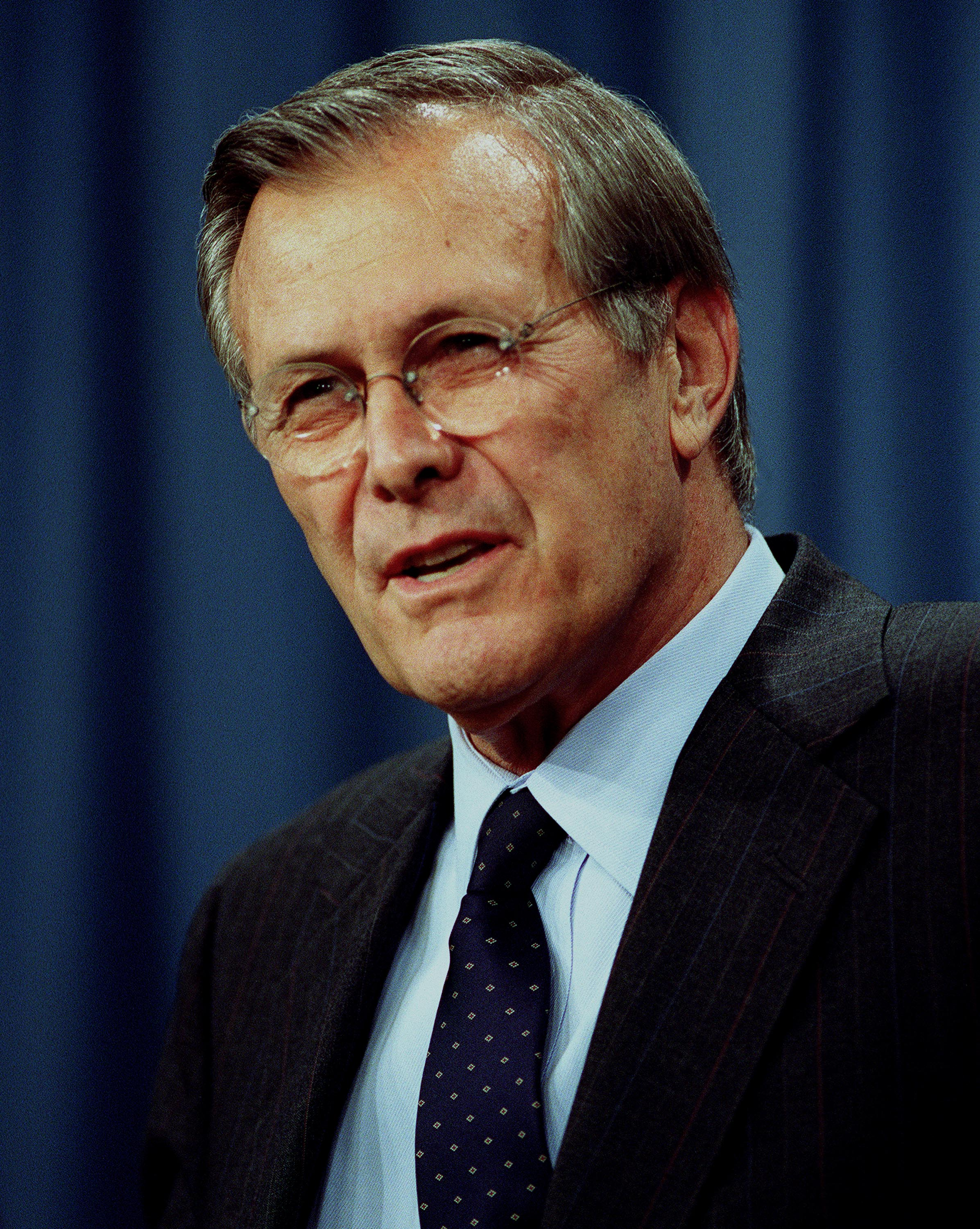
29. Juni: Donald Rumsfeld (2001) (88)
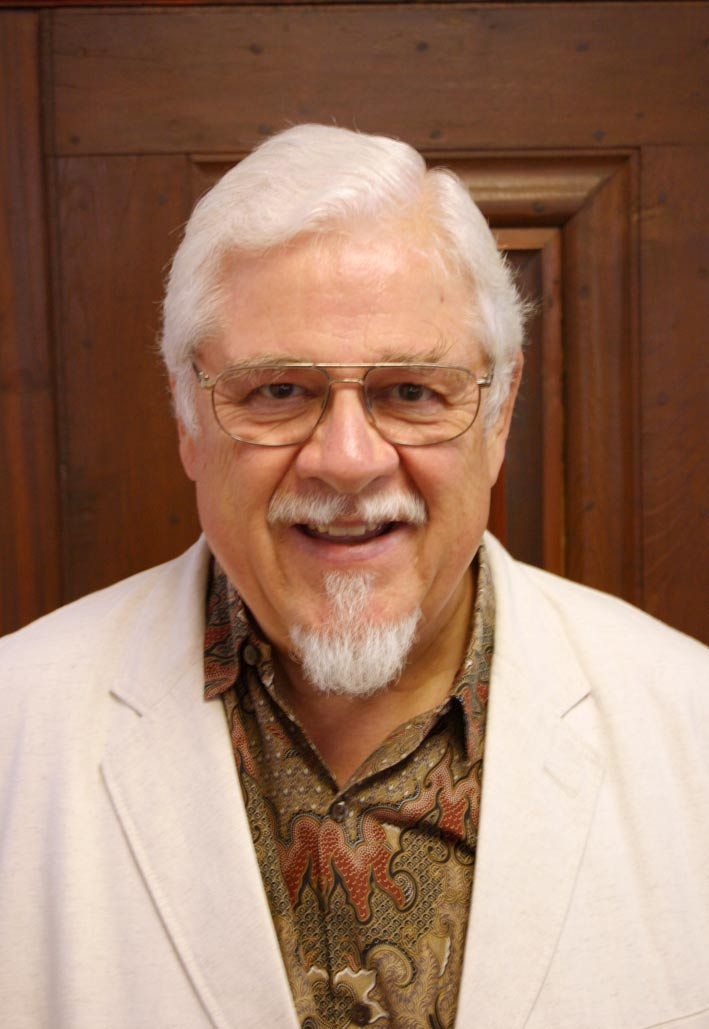
2. Juli: Bill Ramsey (2005) (90)
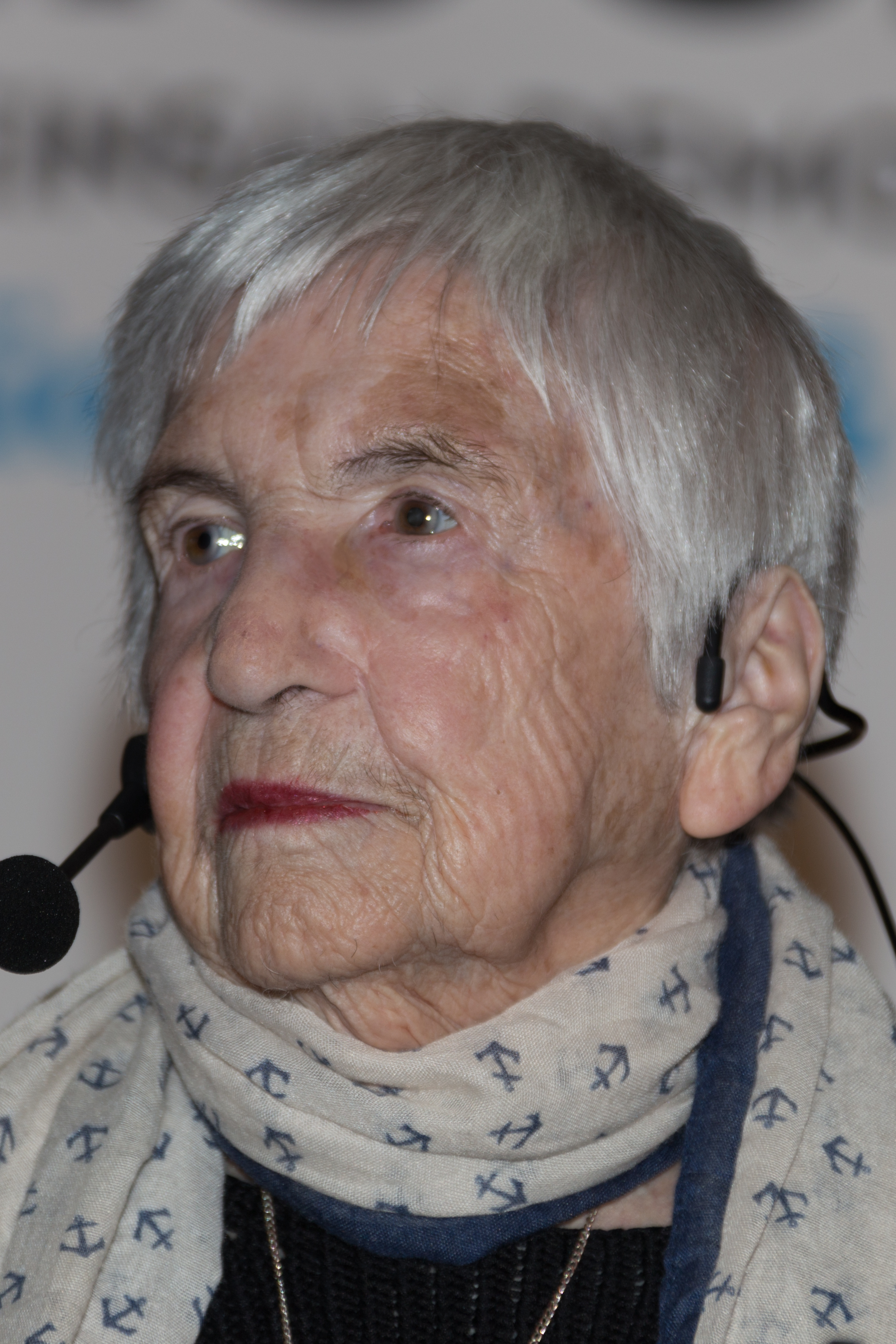
10. Juli: Esther Bejarano (2018) (96)
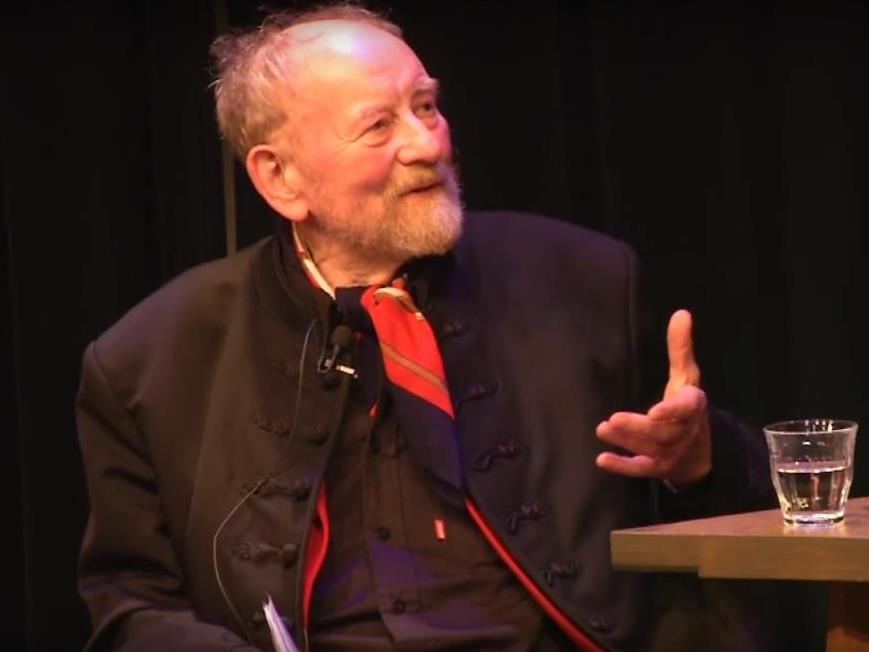
14. Juli: Kurt Westergaard (2015) (86)
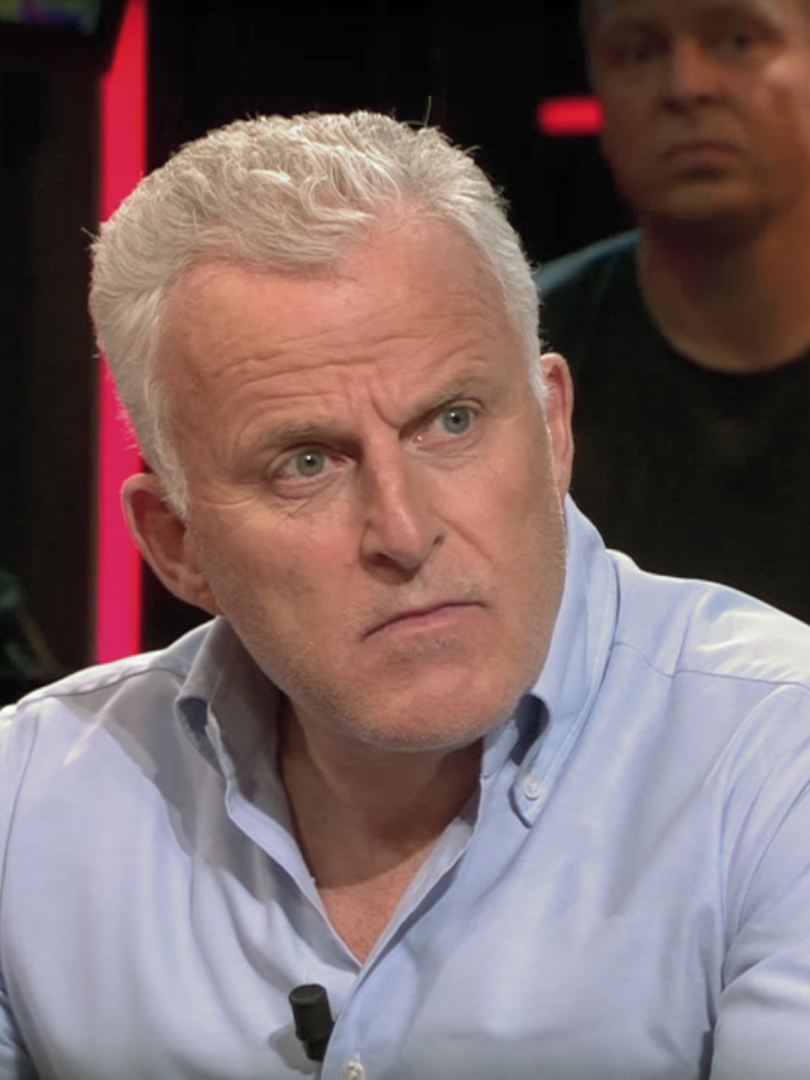
15. Juli: Peter R. de Vries (2017) (64)
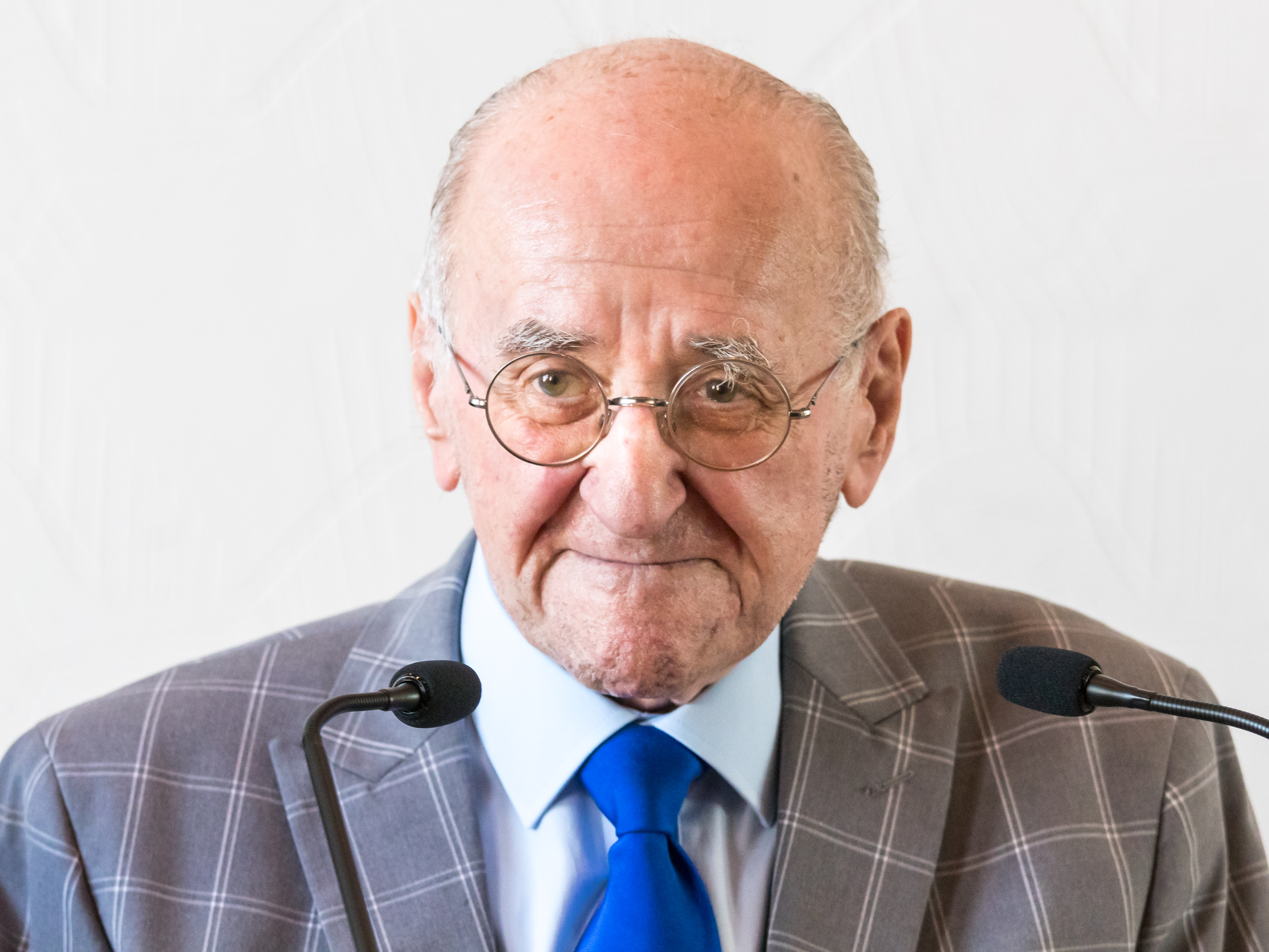
23. Juli: Alfred Biolek (2019) (87)
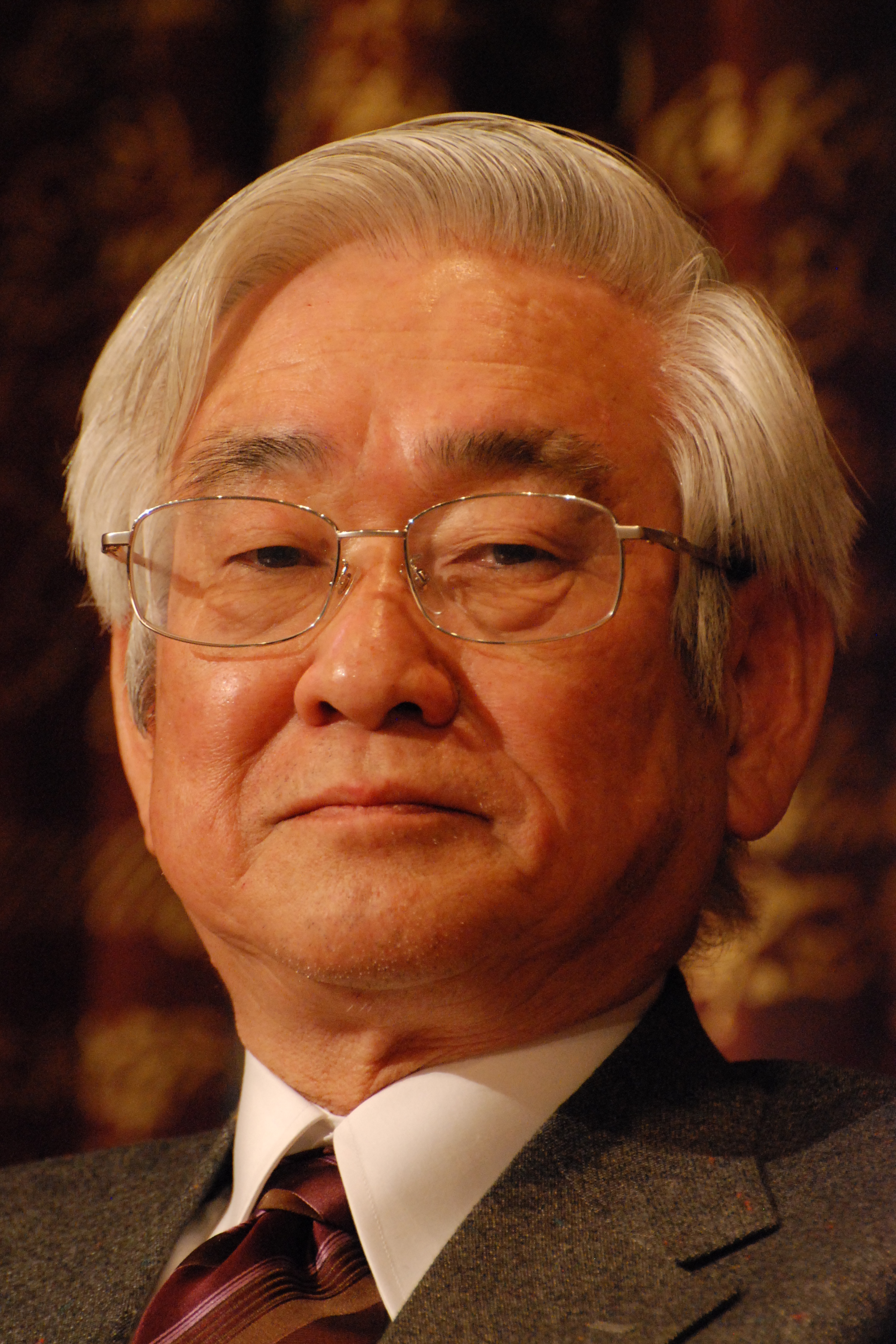
23. Juli: Toshihide Masukawa (2008) (81)
23. Juli: Steven Weinberg (2010) (88)
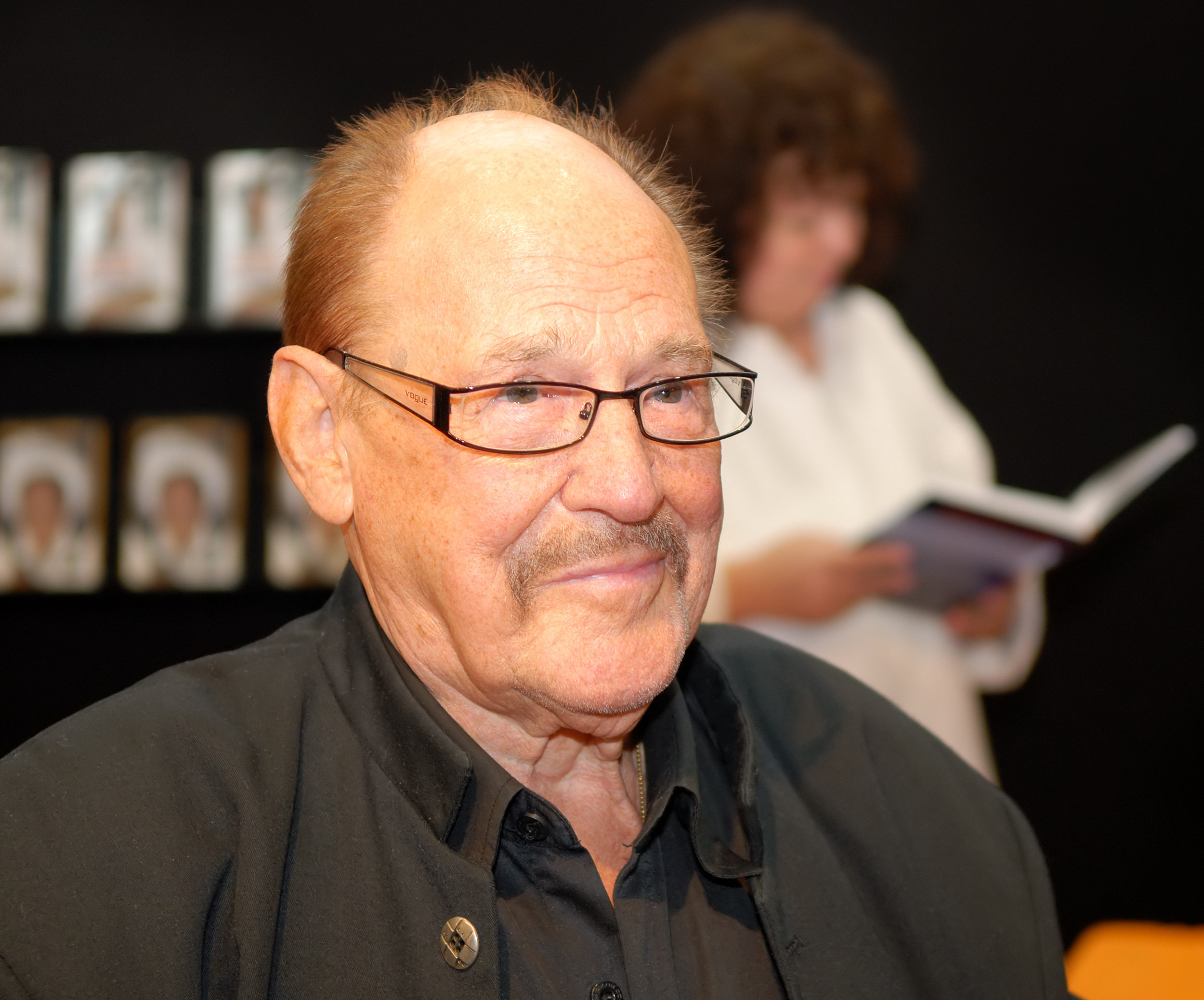
24. Juli: Herbert Köfer (2008) (100)
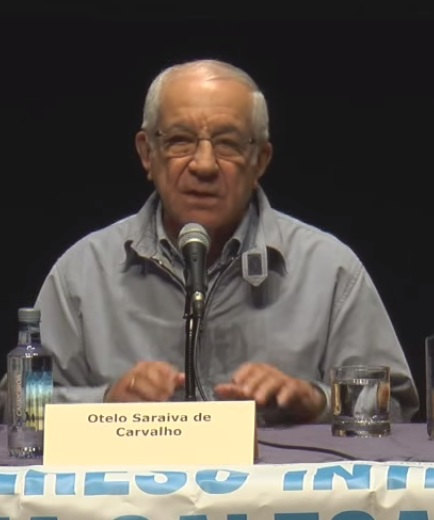
25. Juli: Otelo Saraiva de Carvalho (2014) (84)
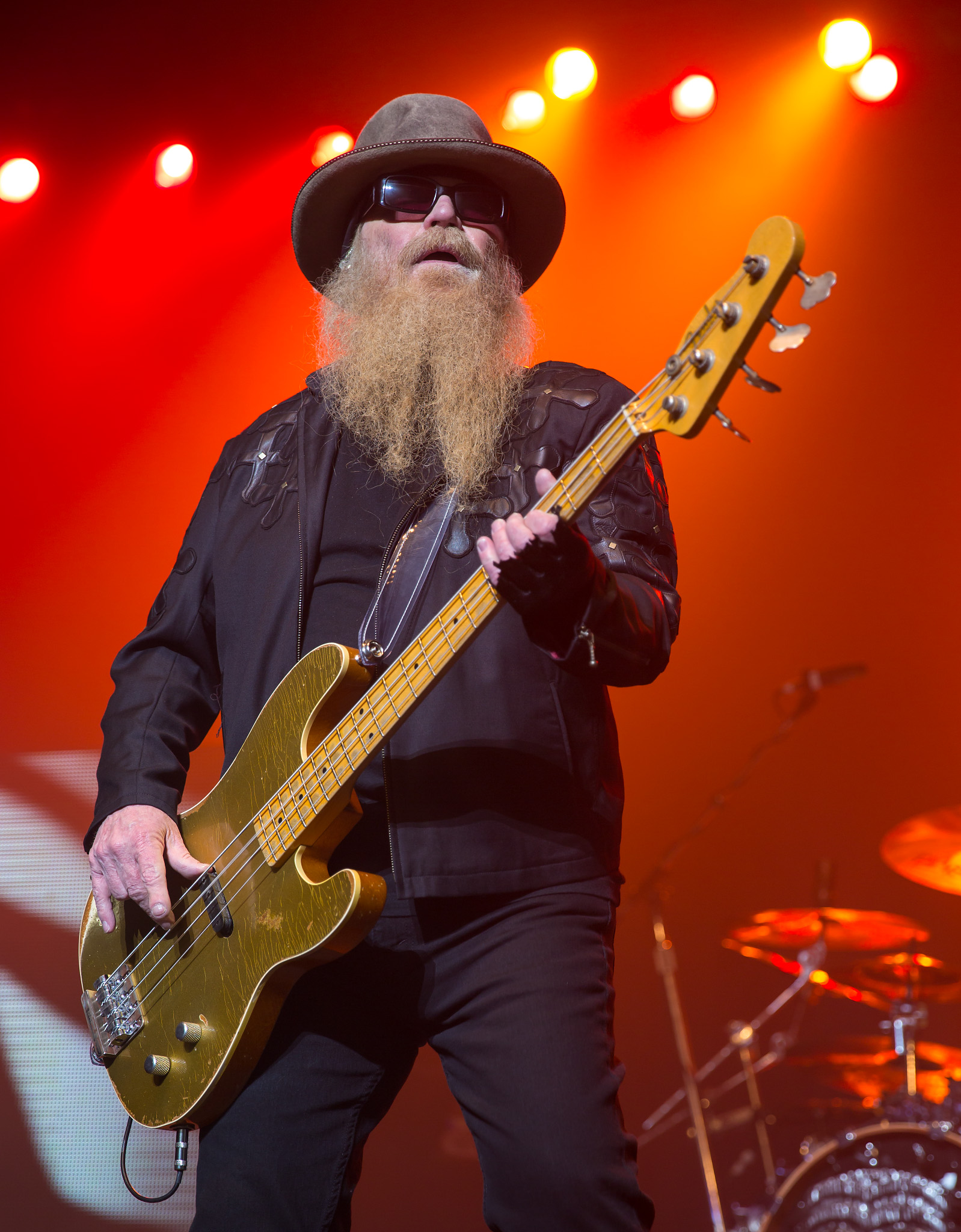
27. Juli: Dusty Hill (2015) (72)
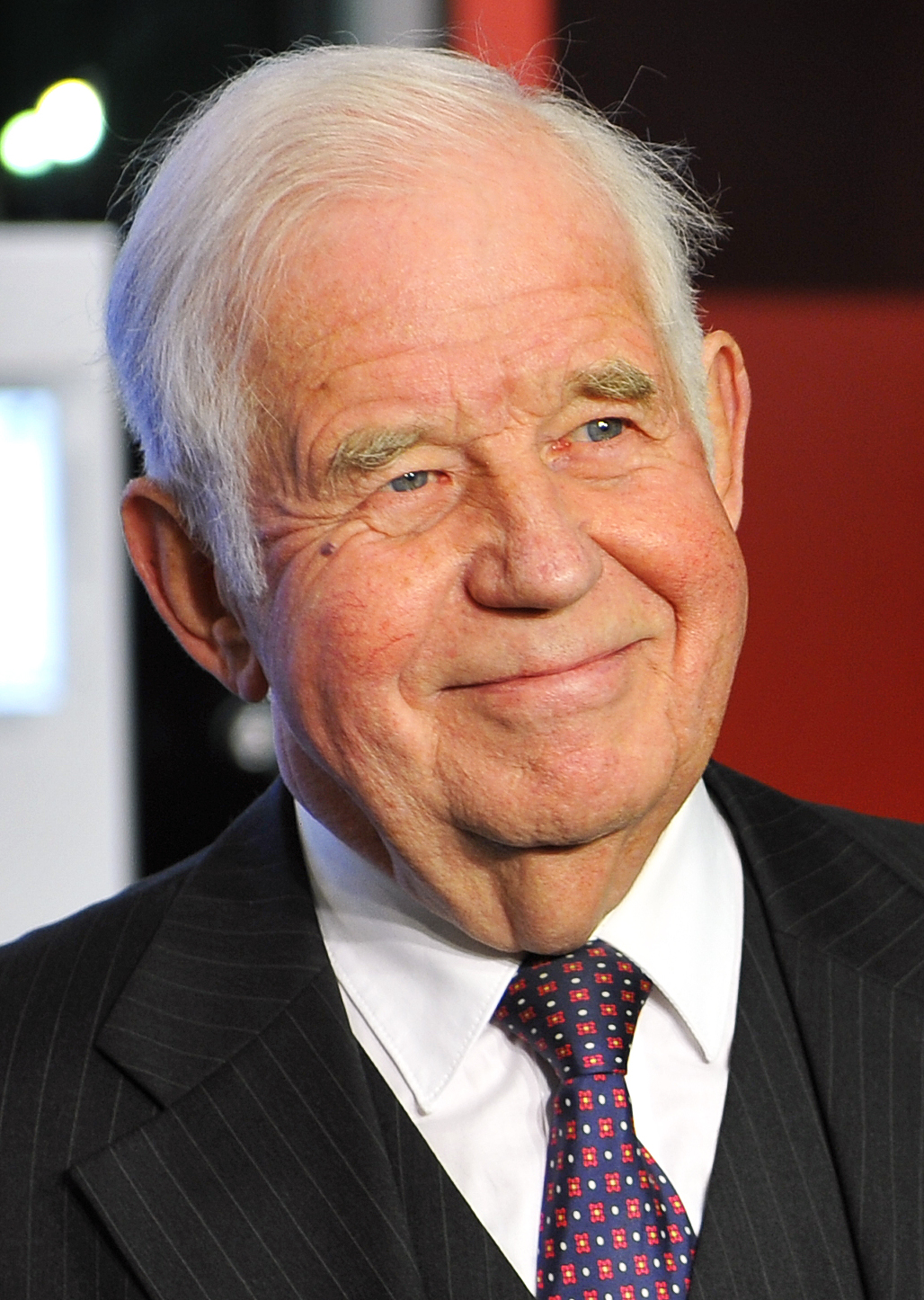
12. August: Kurt Biedenkopf (2010) (91)
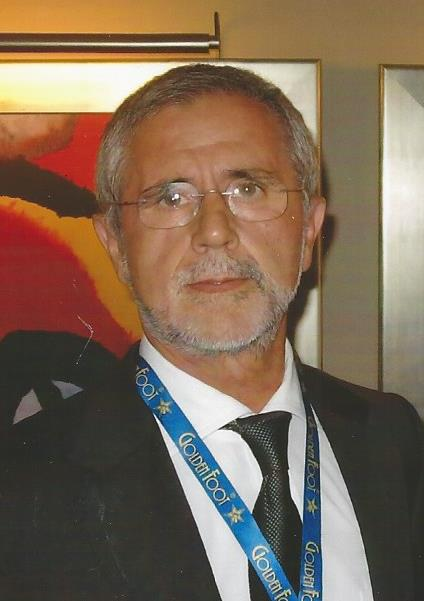
15. August: Gerd Müller (2007) (75)
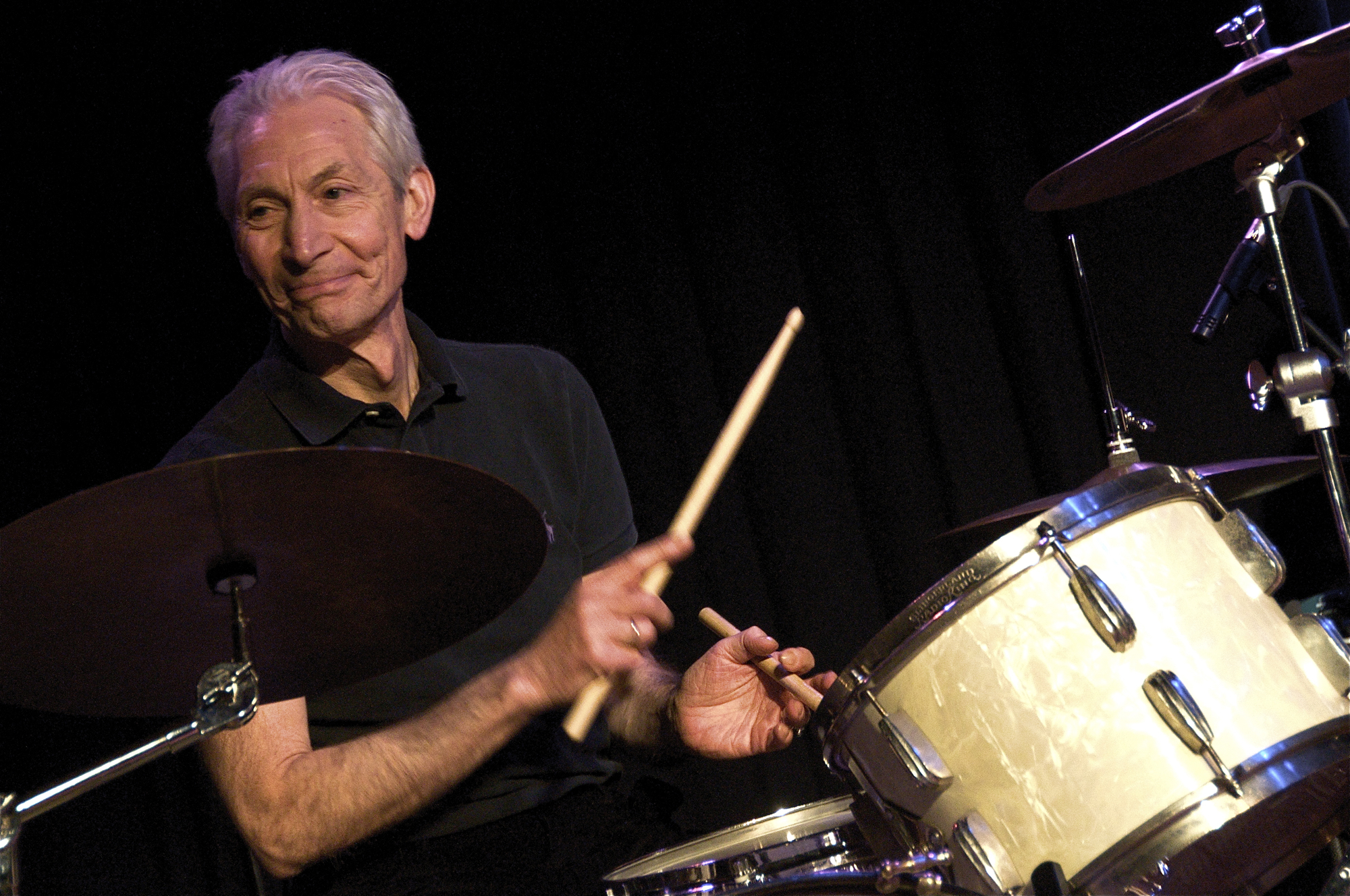
24. August: Charlie Watts (2010) (80)
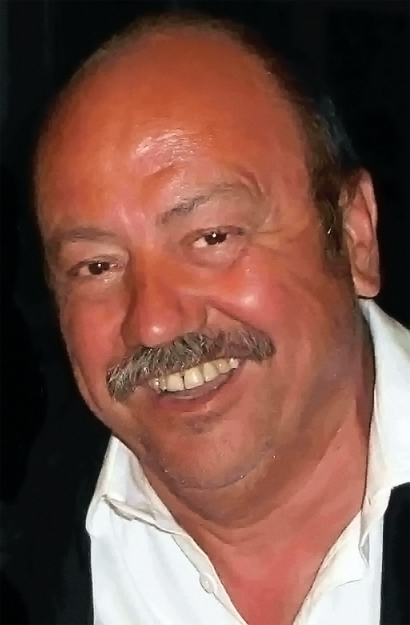
25. August: Ludger Stratmann (2006) (73)
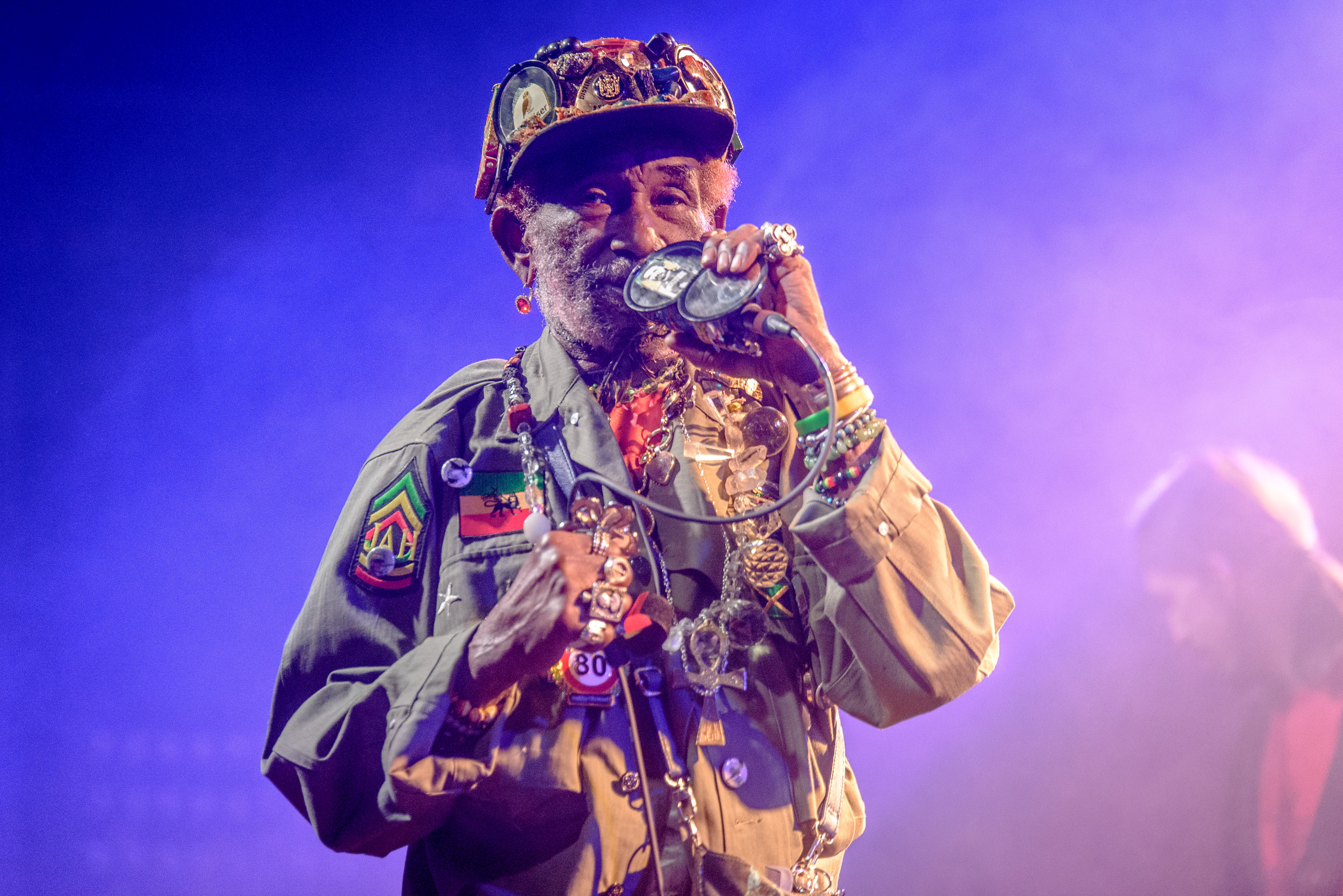
29. August: Lee „Scratch“ Perry (2016) (85)
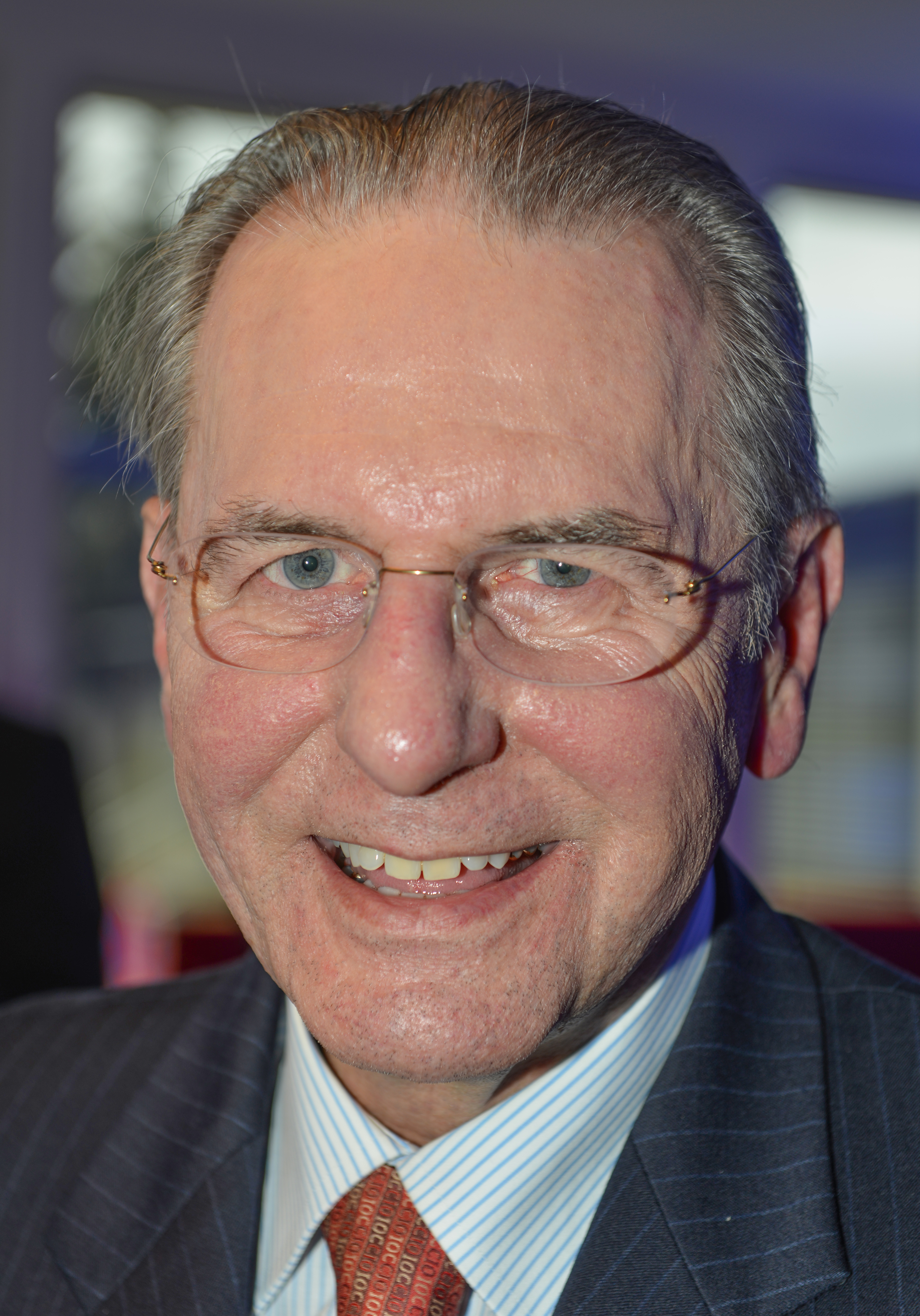
29. August: Jacques Rogge (2014) (79)
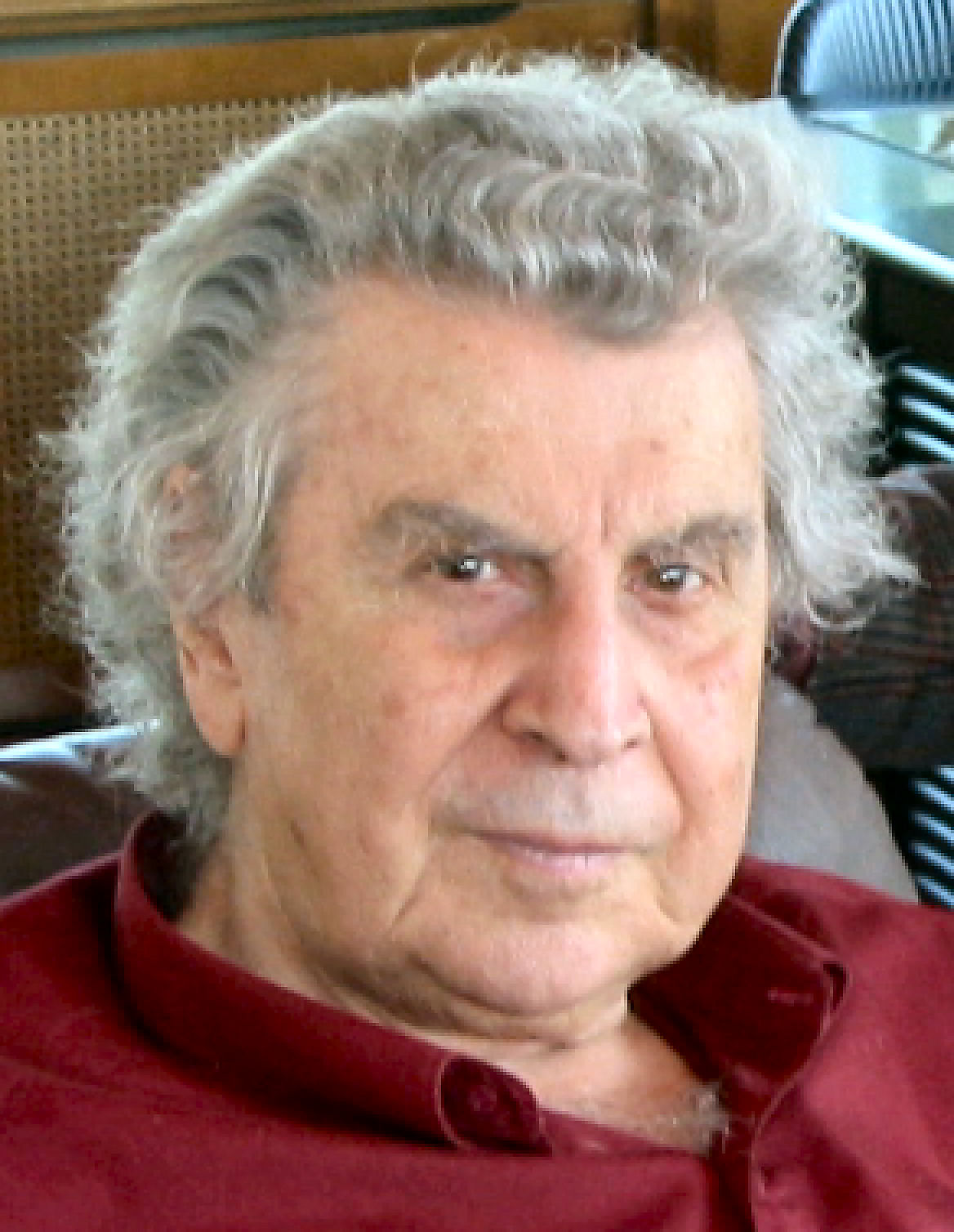
2. September: Mikis Theodorakis (2004) (96)
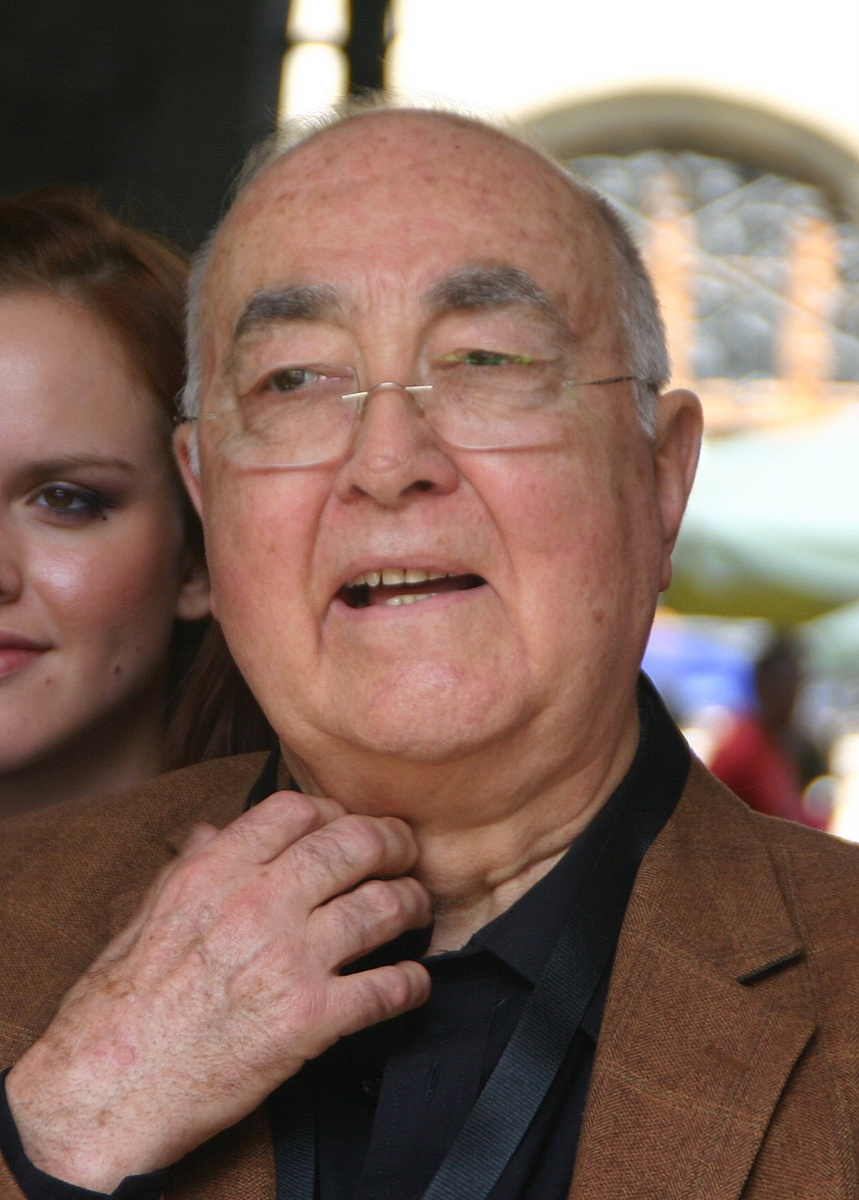
4. September: Ludwig Haas (2008) (88)
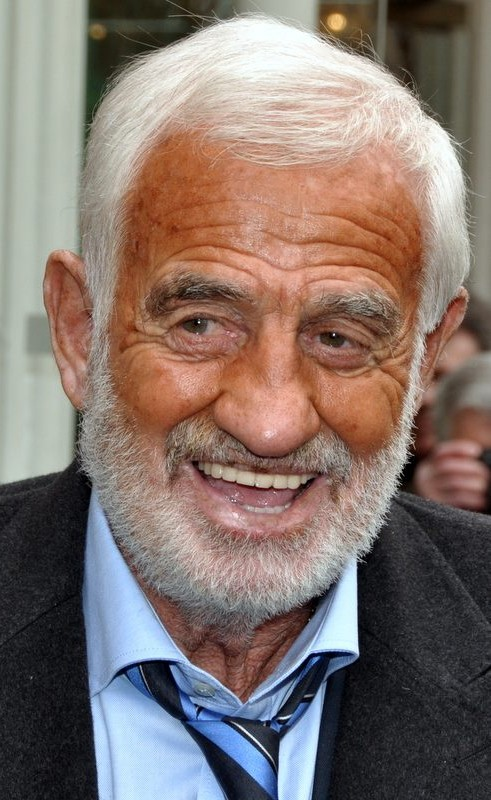
6. September: Jean-Paul Belmondo (2013) (88)
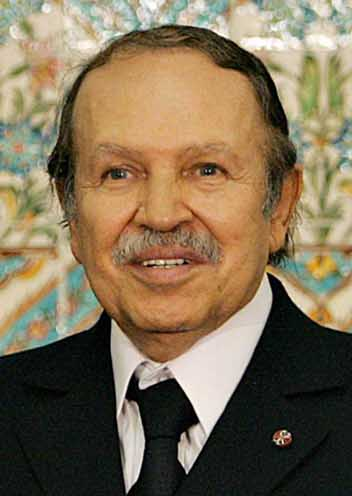
17. September: Abd al-Aziz Bouteflika (2006) (84)
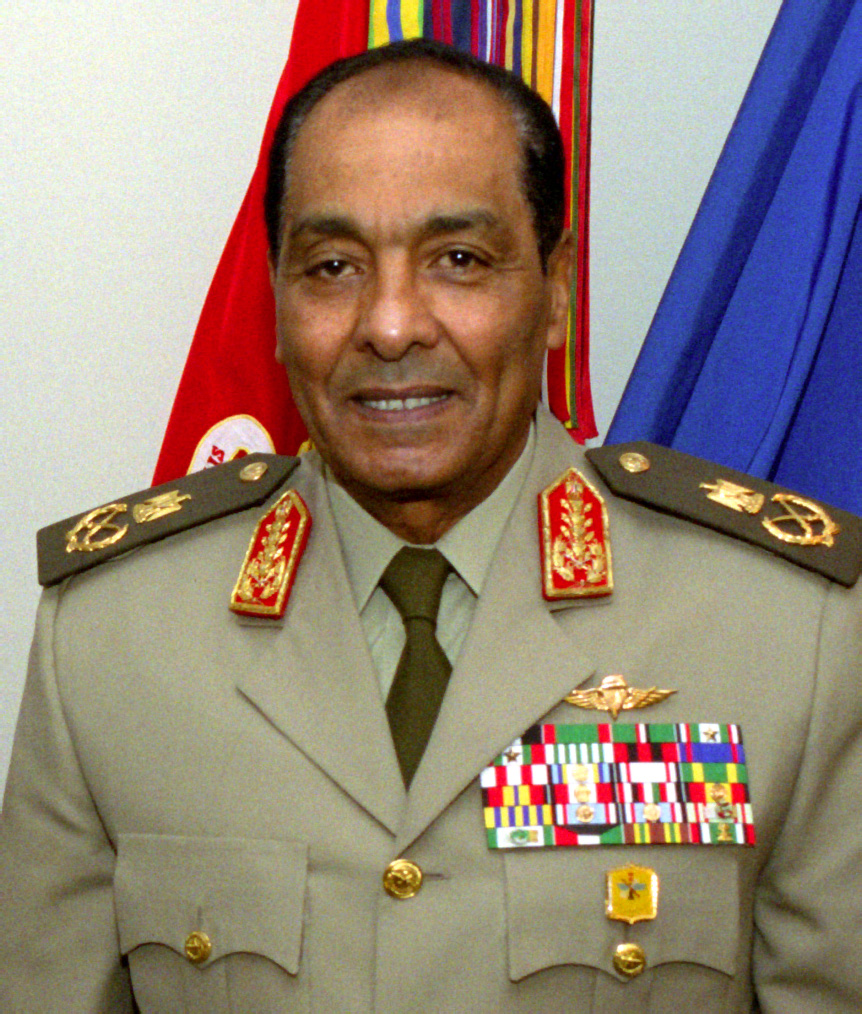
21. September: Mohammed Hussein Tantawi (2002) (85)
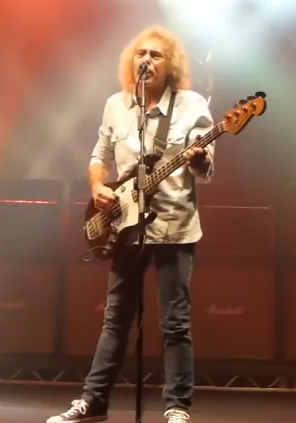
26. September: Alan Lancaster (2013) (72)
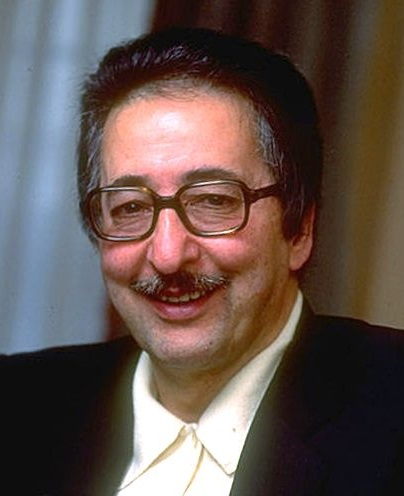
9. Oktober: Abolhassan Banisadr (1980) (88)
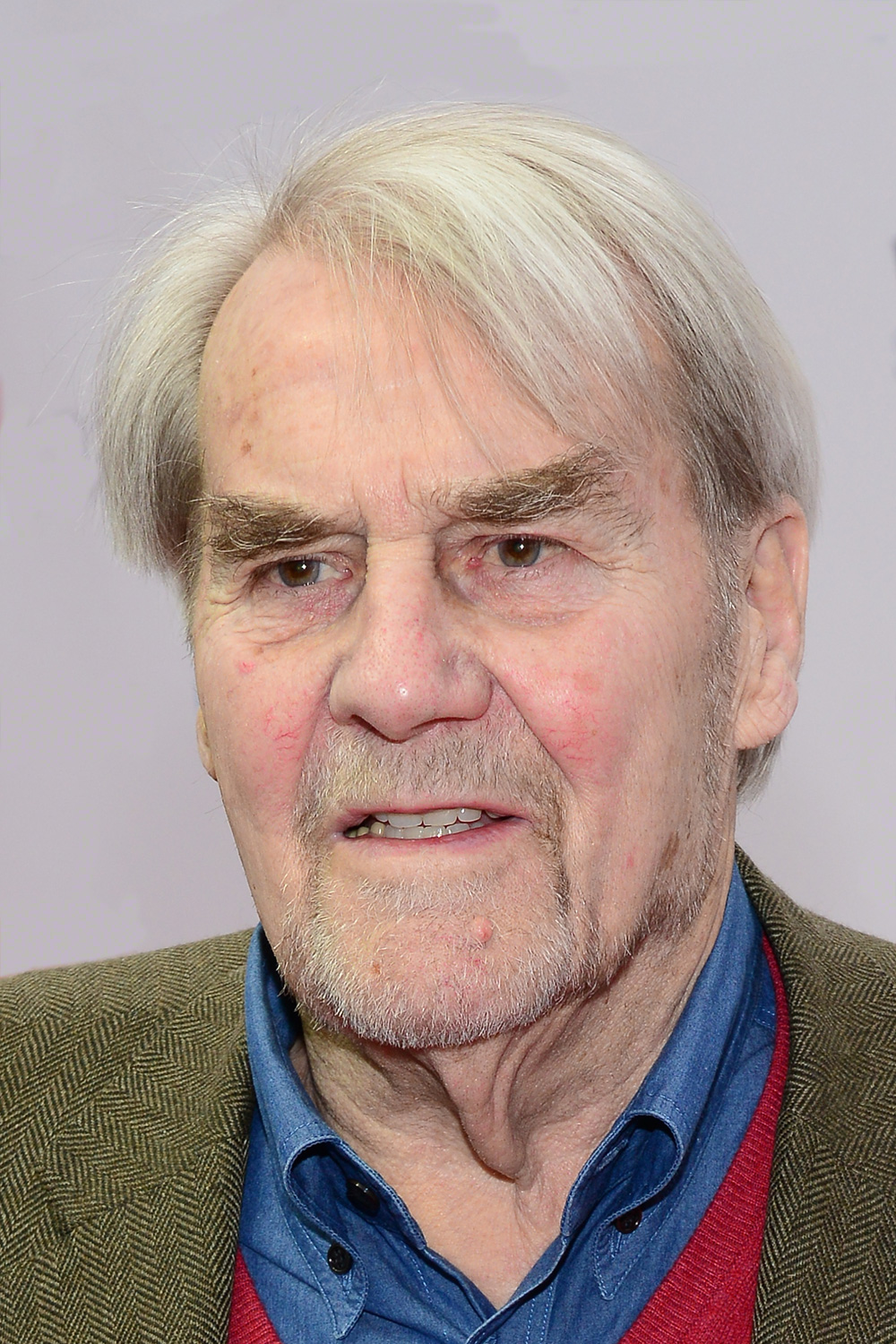
15. Oktober: Gerd Ruge (2014) (93)
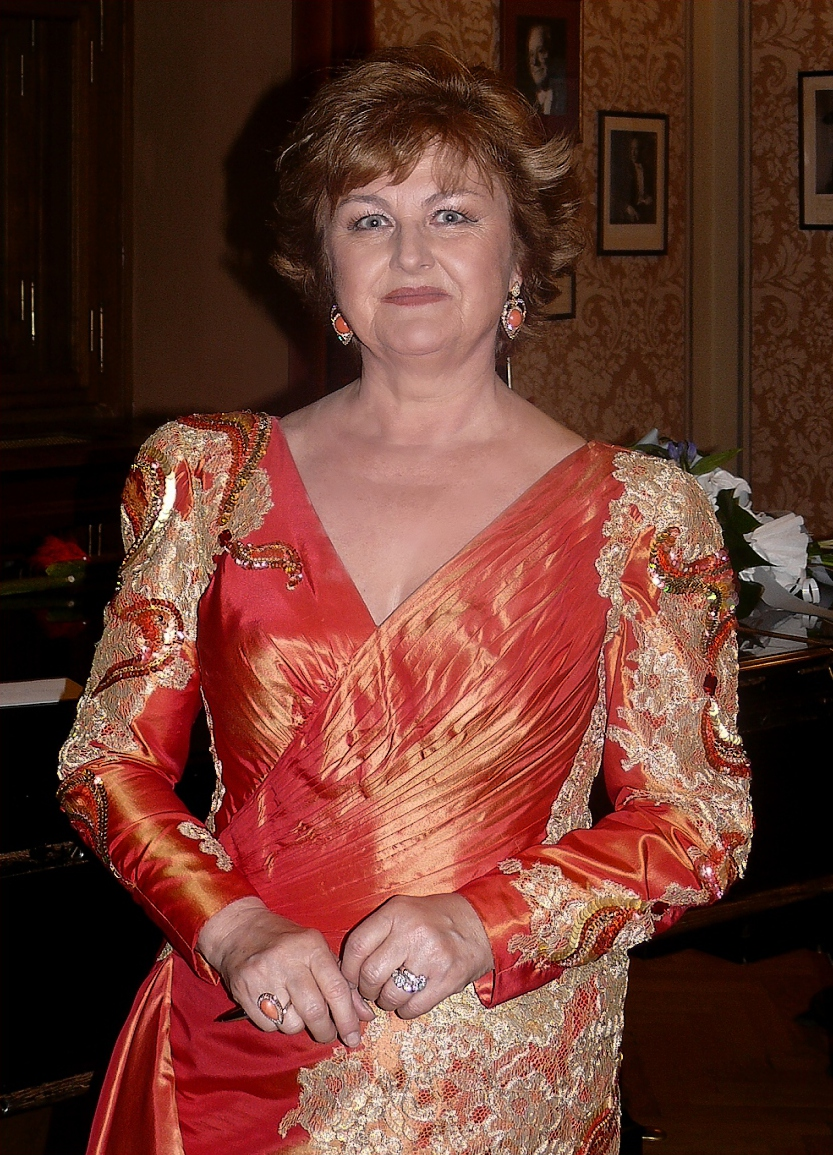
18. Oktober: Edita Gruberová (2008) (74)
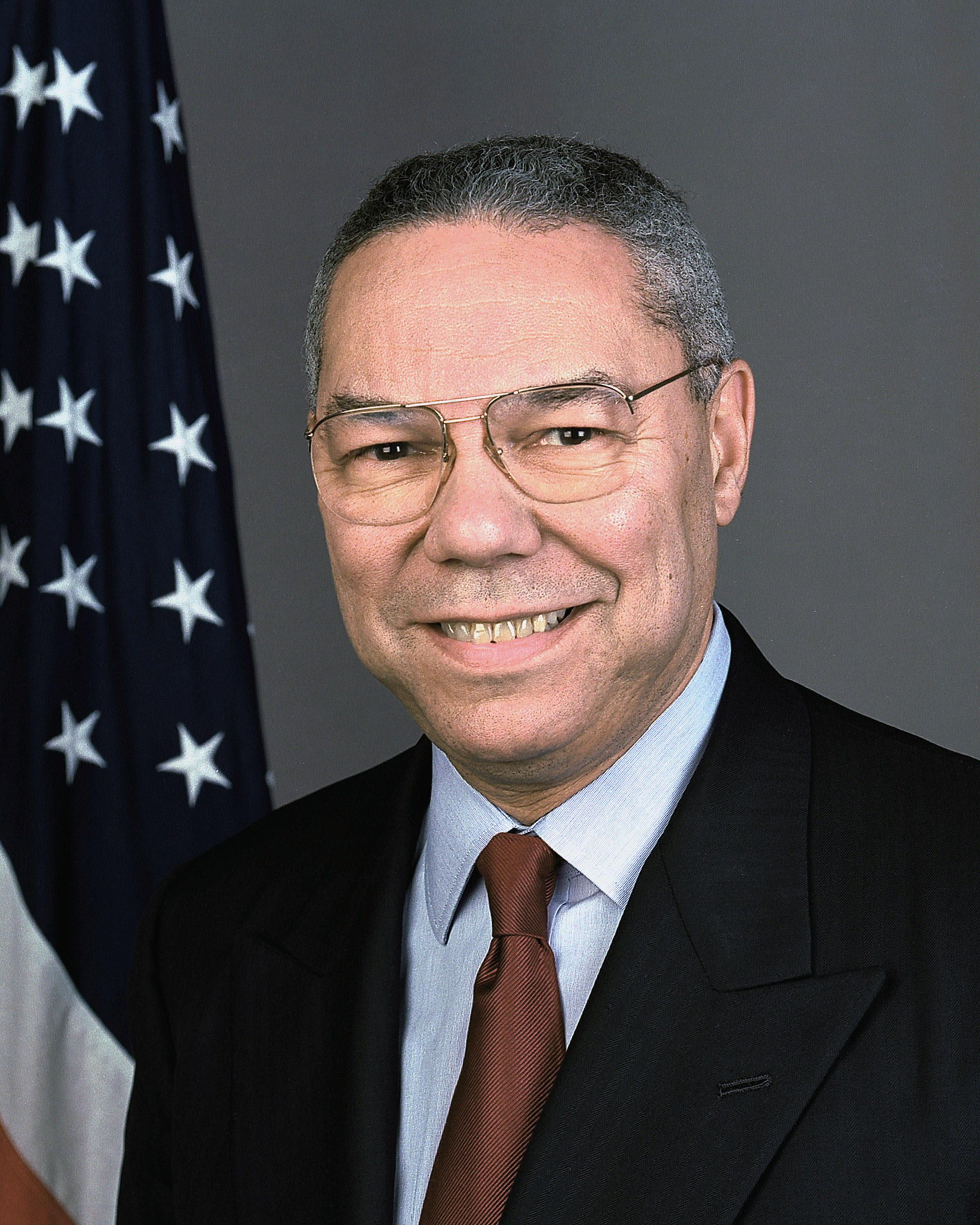
18. Oktober: Colin Powell (2001) (84)
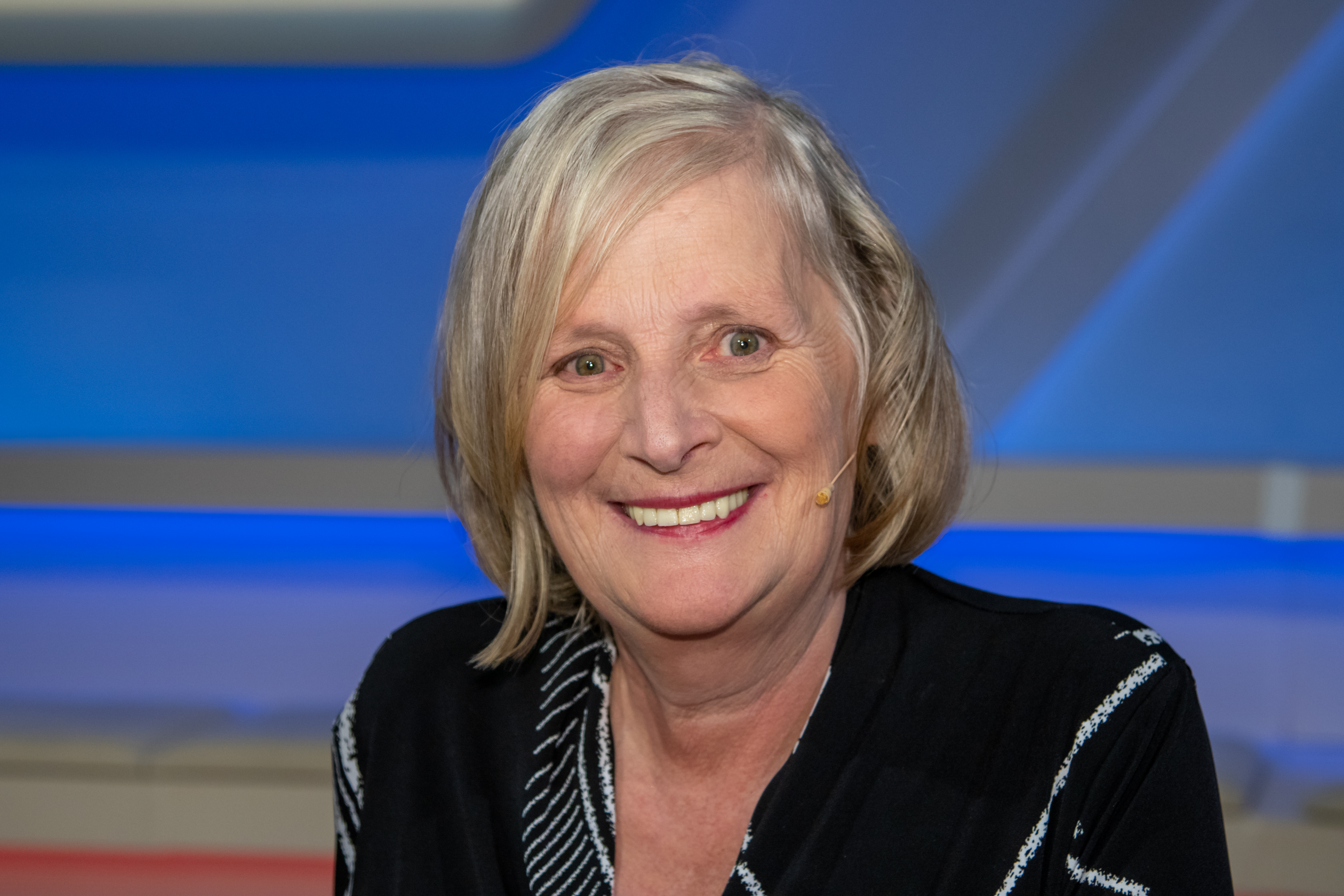
27. Oktober: Bettina Gaus (2019) (64)
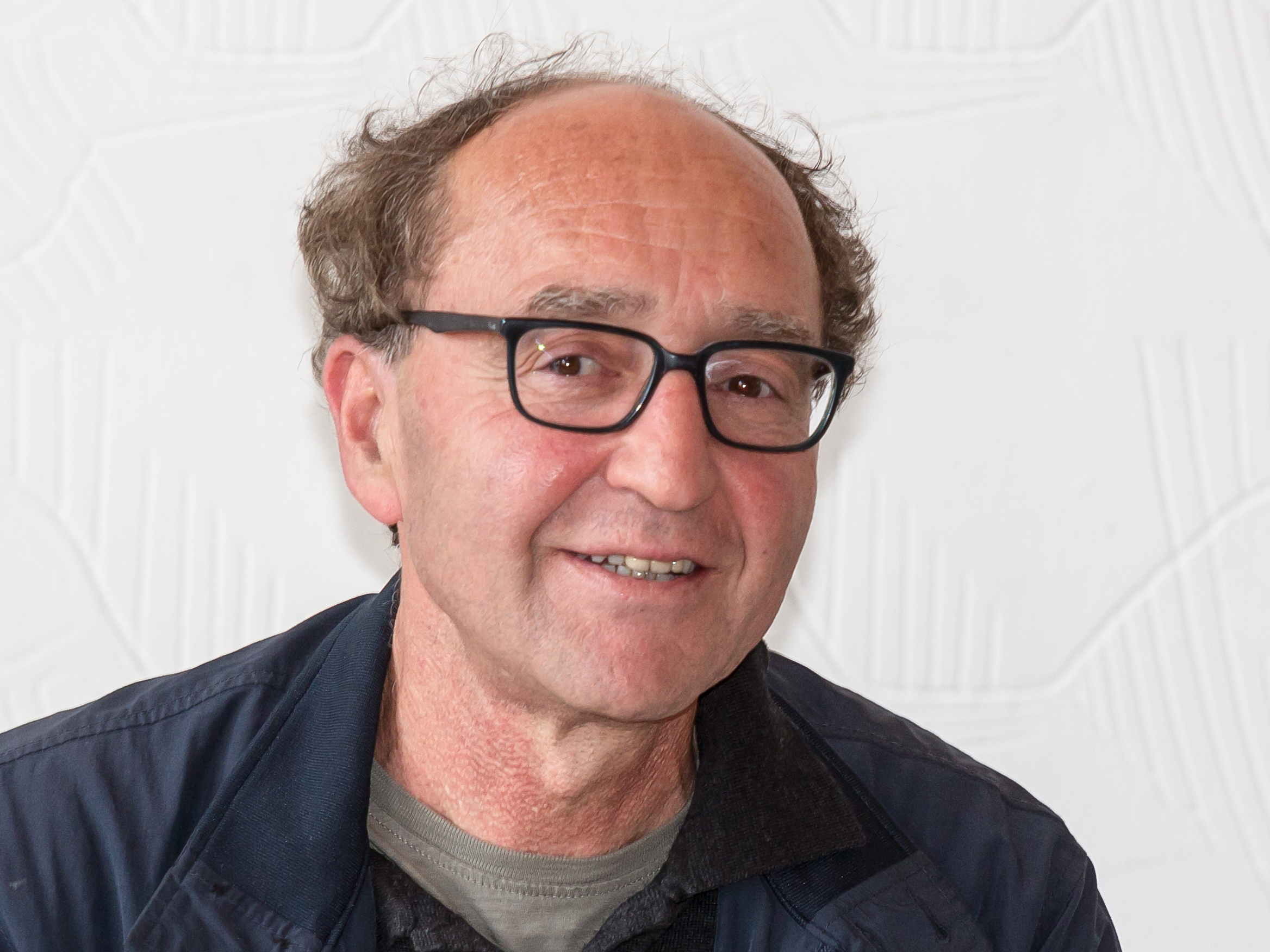
31. Oktober: Doğan Akhanlı (2017) (64)
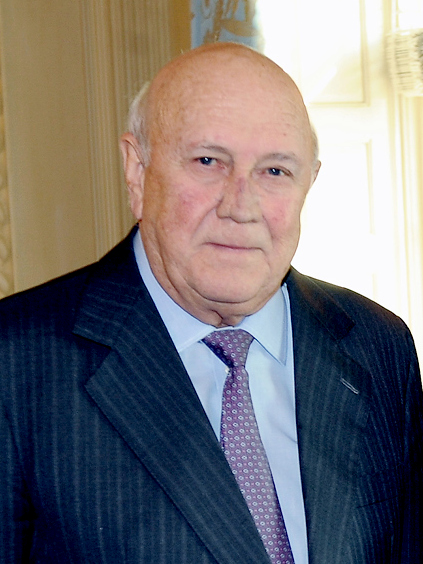
11. November: Frederik Willem de Klerk (2012) (85)
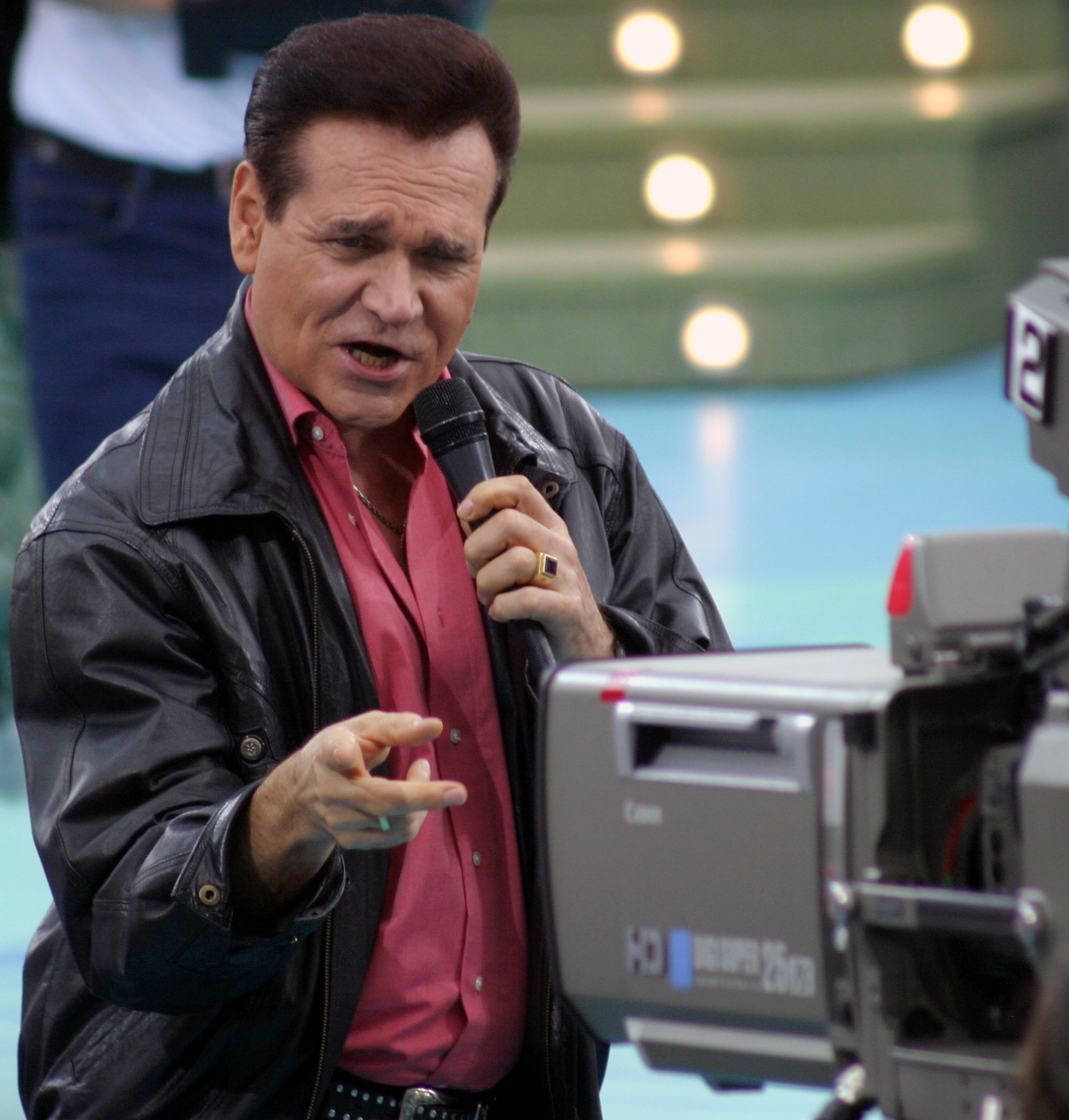
20. November: Ted Herold (2005) (79)
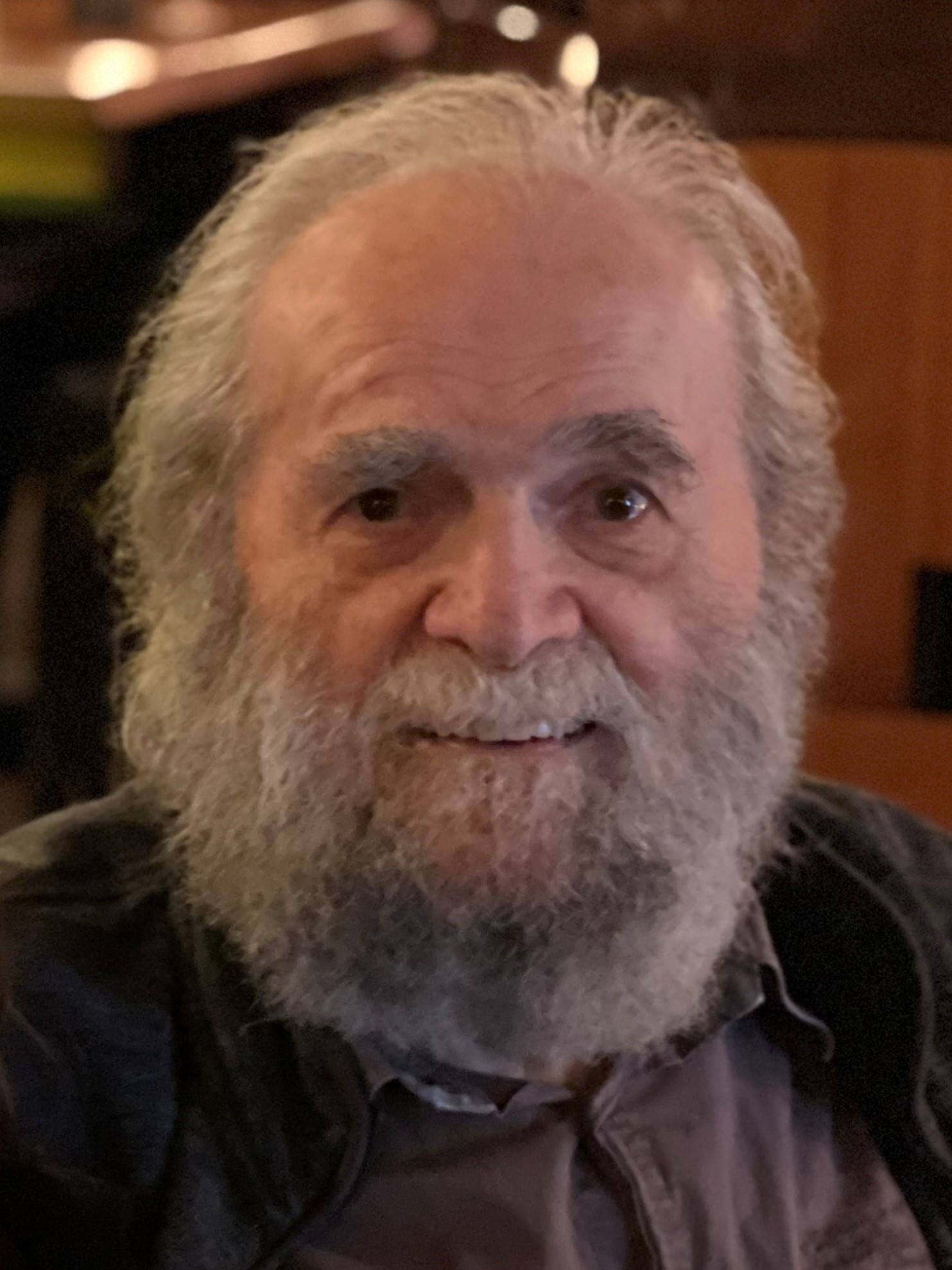
21. November: Kostas Papanastasiou (2021) (84)
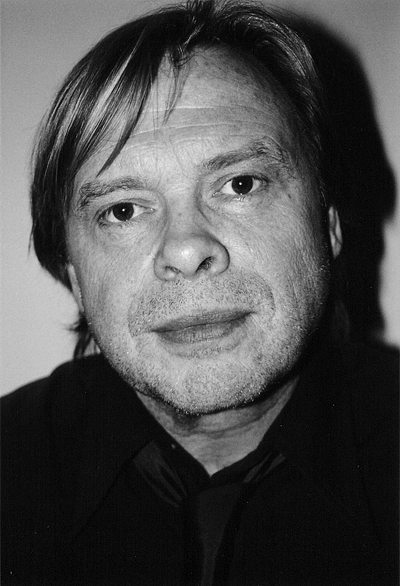
22. November: Volker Lechtenbrink (2008) (77)
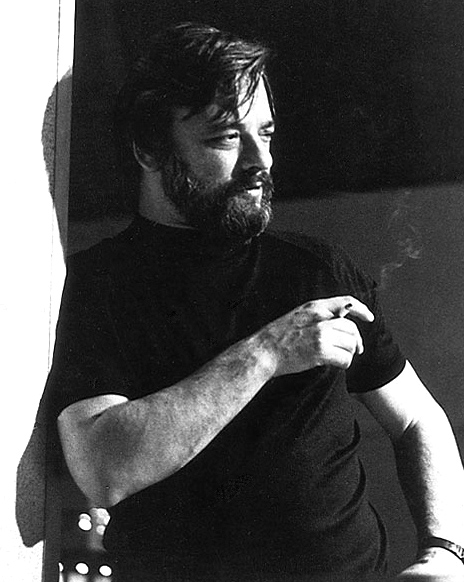
26. November: Stephen Sondheim (1970) (91)
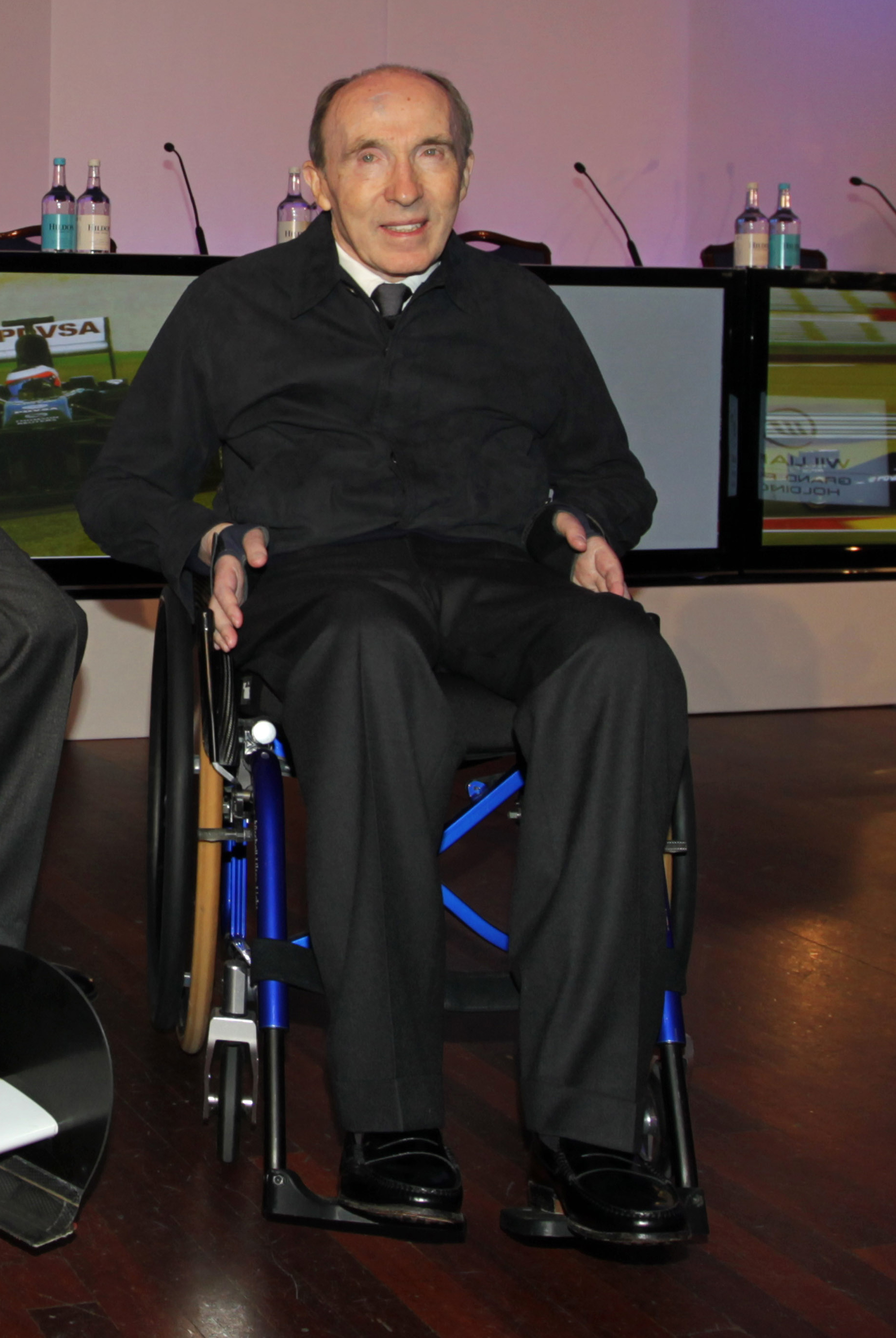
28. November: Frank Williams (2011) (79)
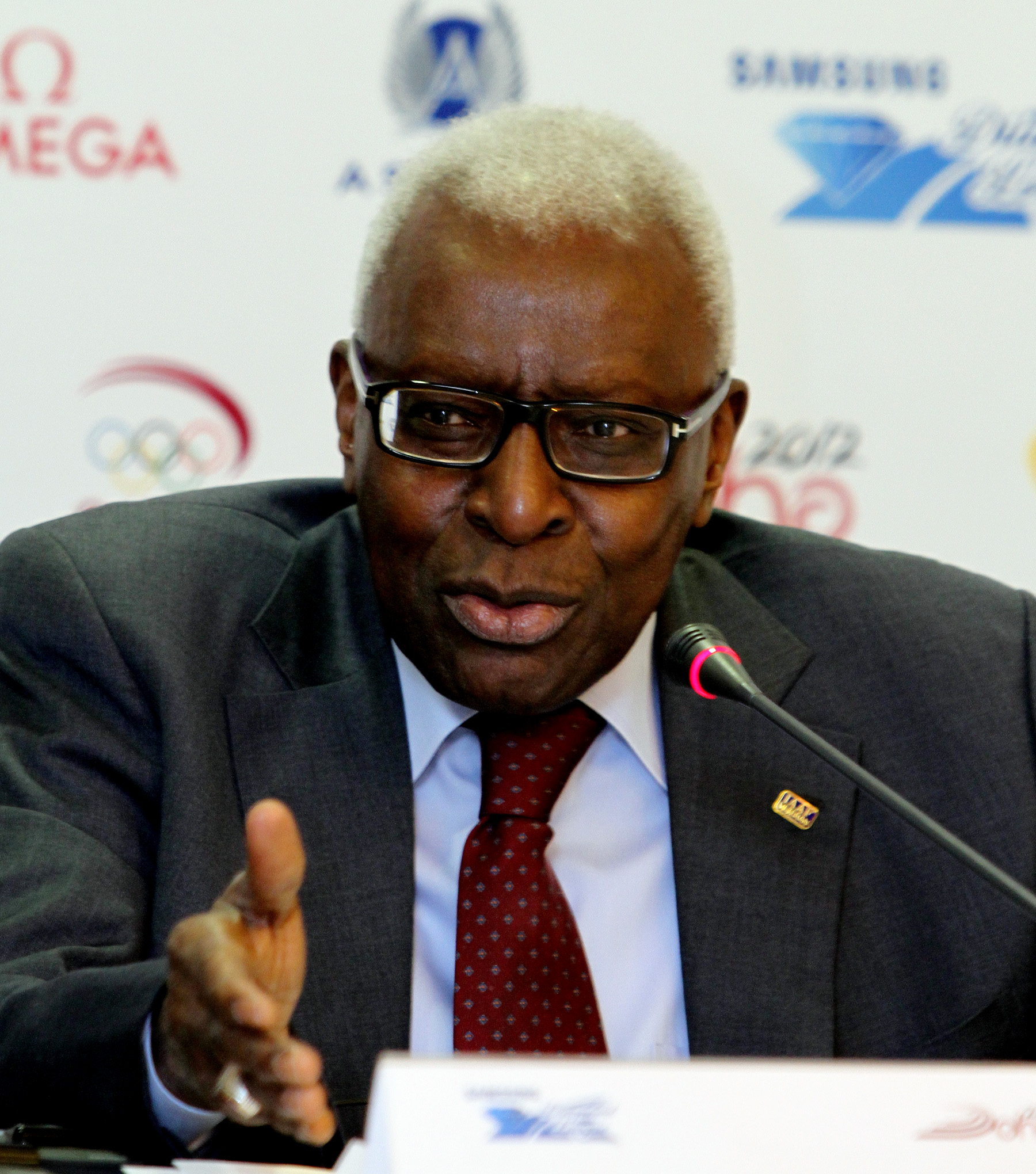
3. Dezember: Lamine Diack (2012) (88)
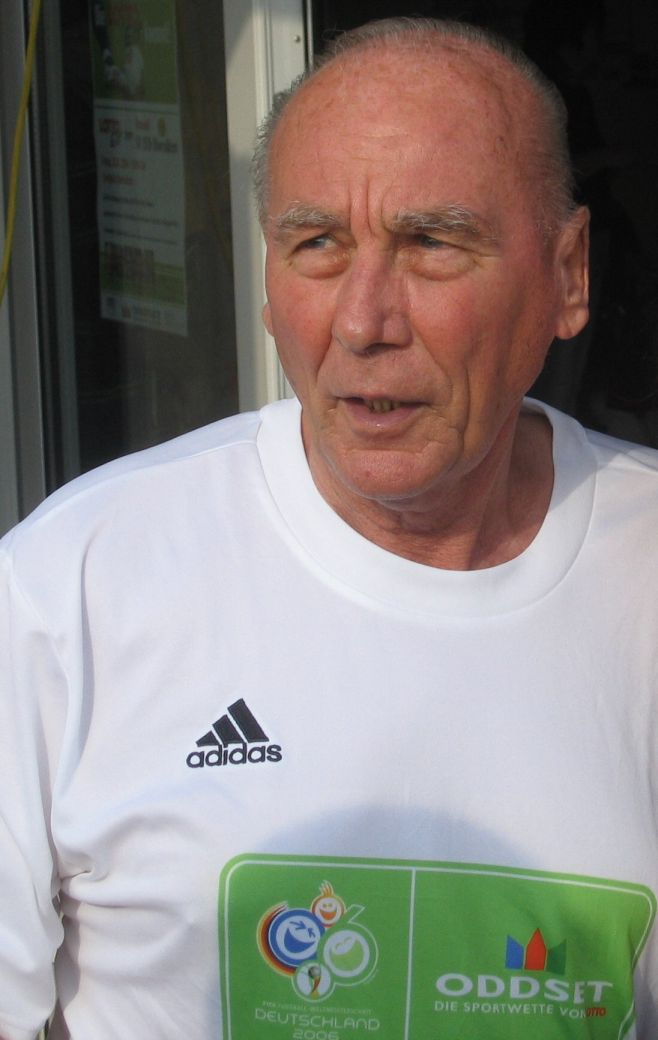
3. Dezember: Horst Eckel (2005) (89)
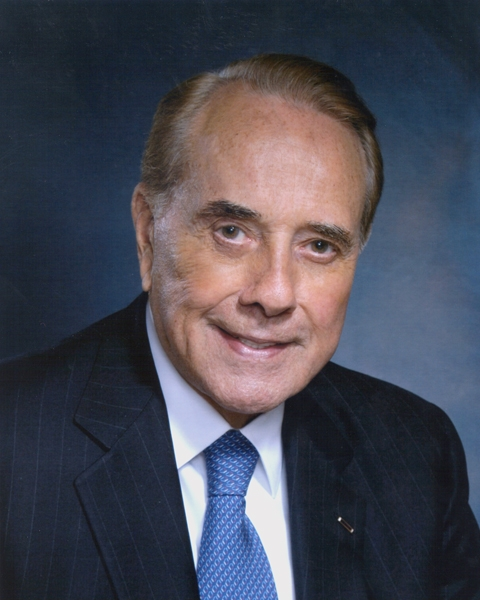
5. Dezember: Bob Dole (1996) (98)
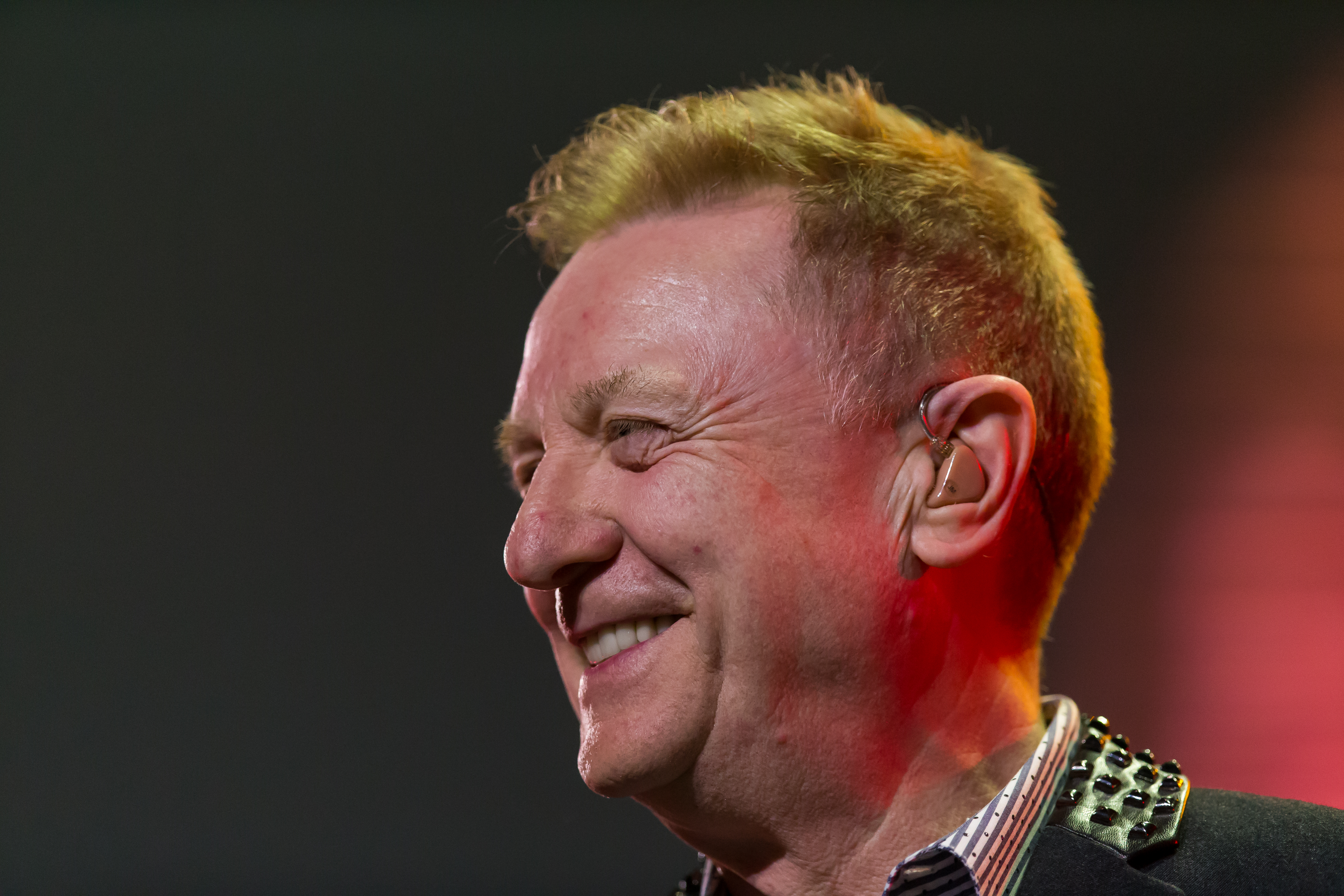
5. Dezember: John Miles (2016) (72)
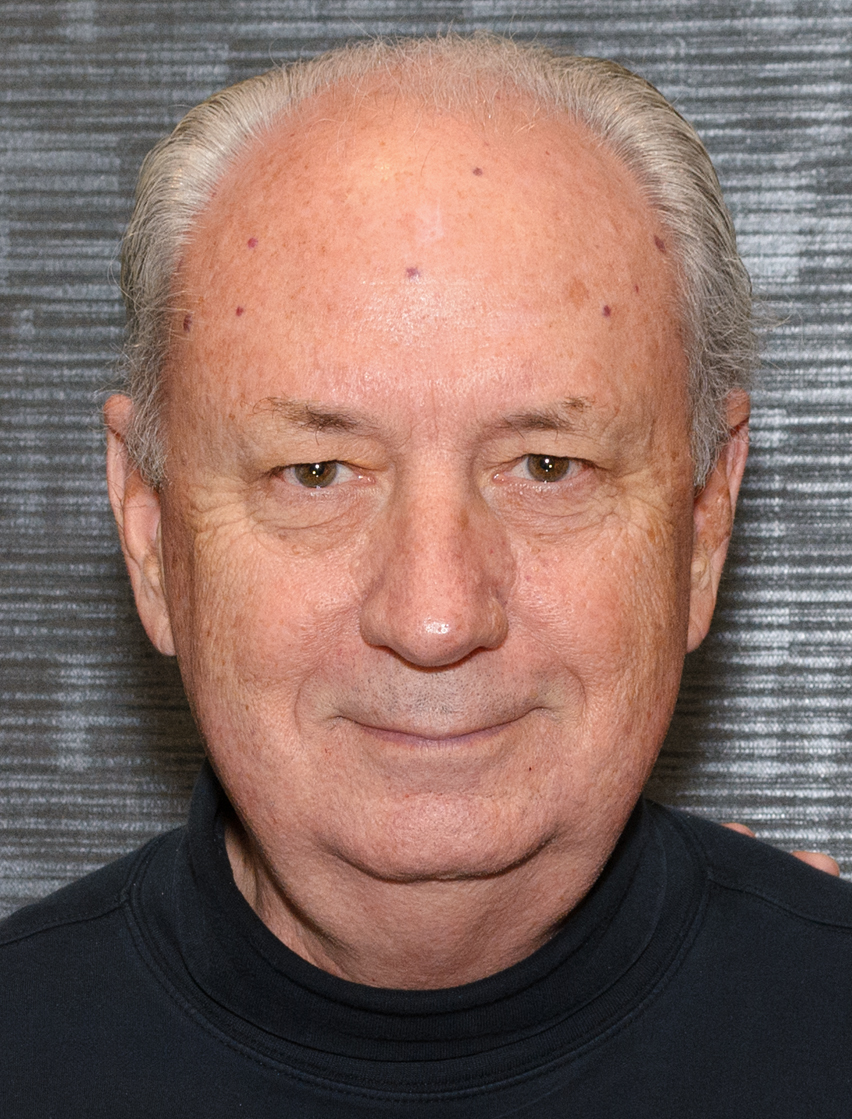
10. Dezember: Michael Nesmith (2017) (78)
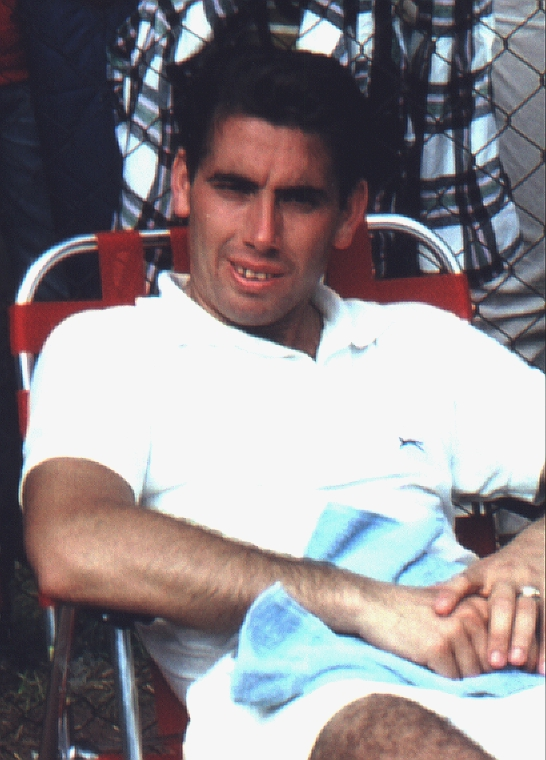
11. Dezember: Manuel Santana (1964) (83)
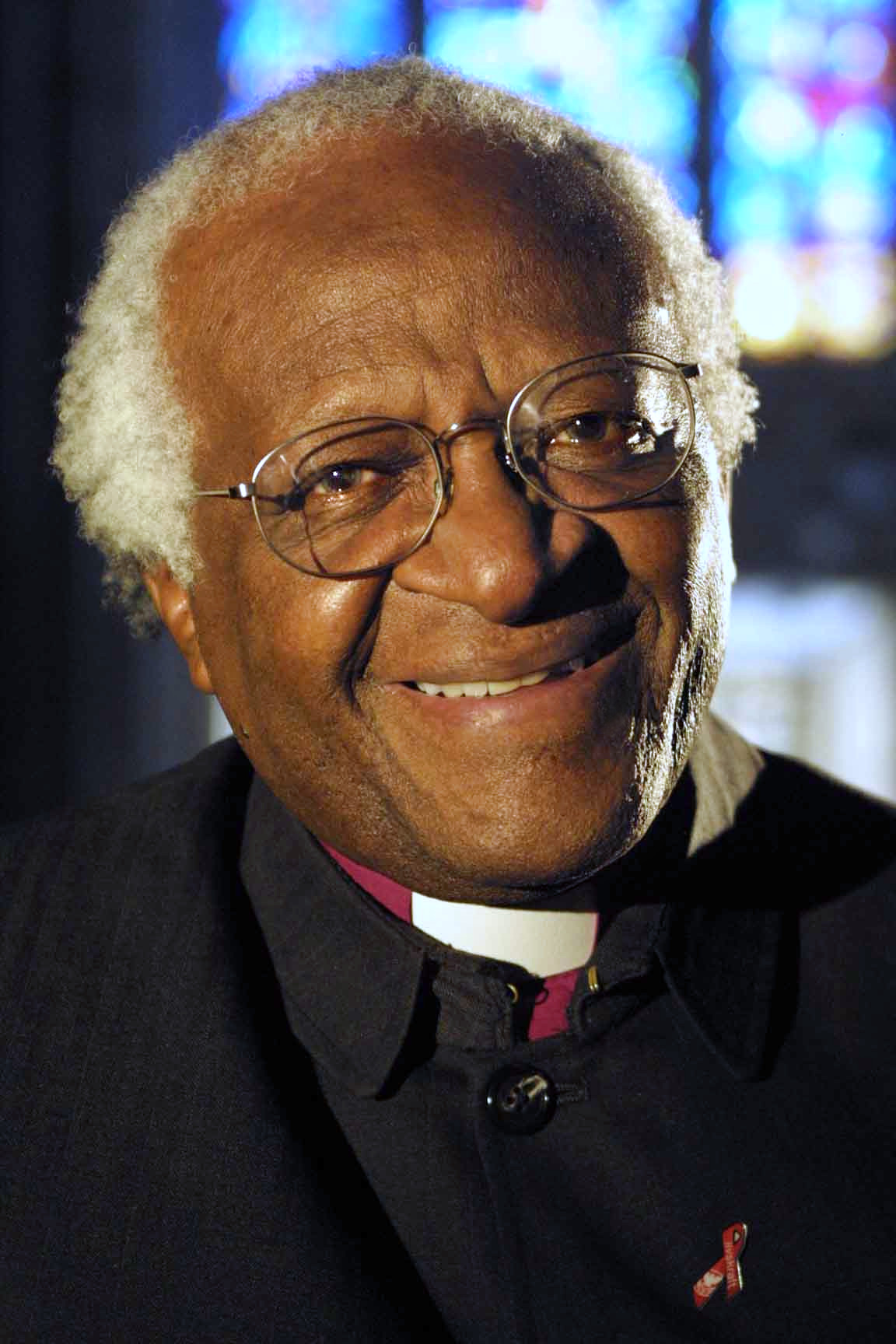
26. Dezember: Desmond Tutu (2004) (90)
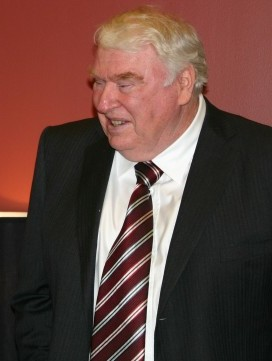
28. Dezember: John Madden (2007) (85)
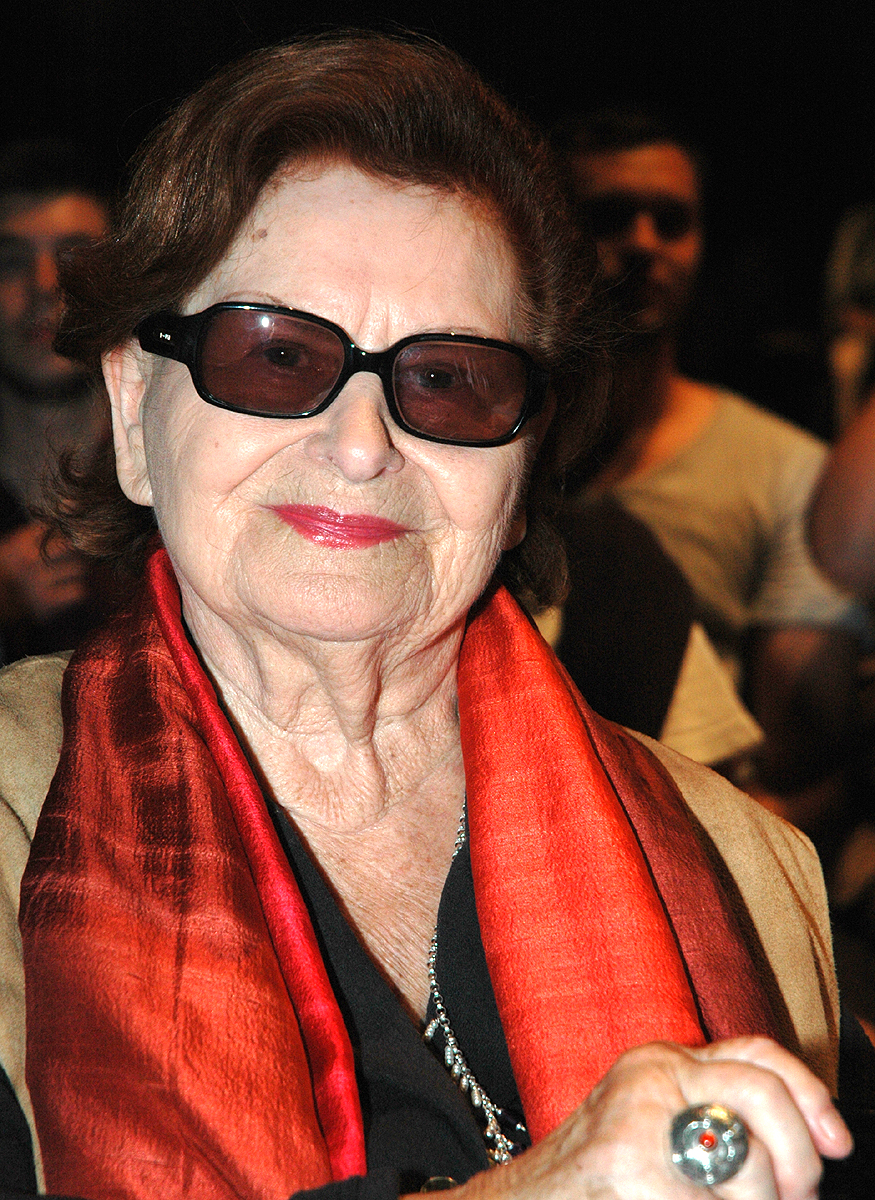
30. Dezember: Ponkie (2013) (95)
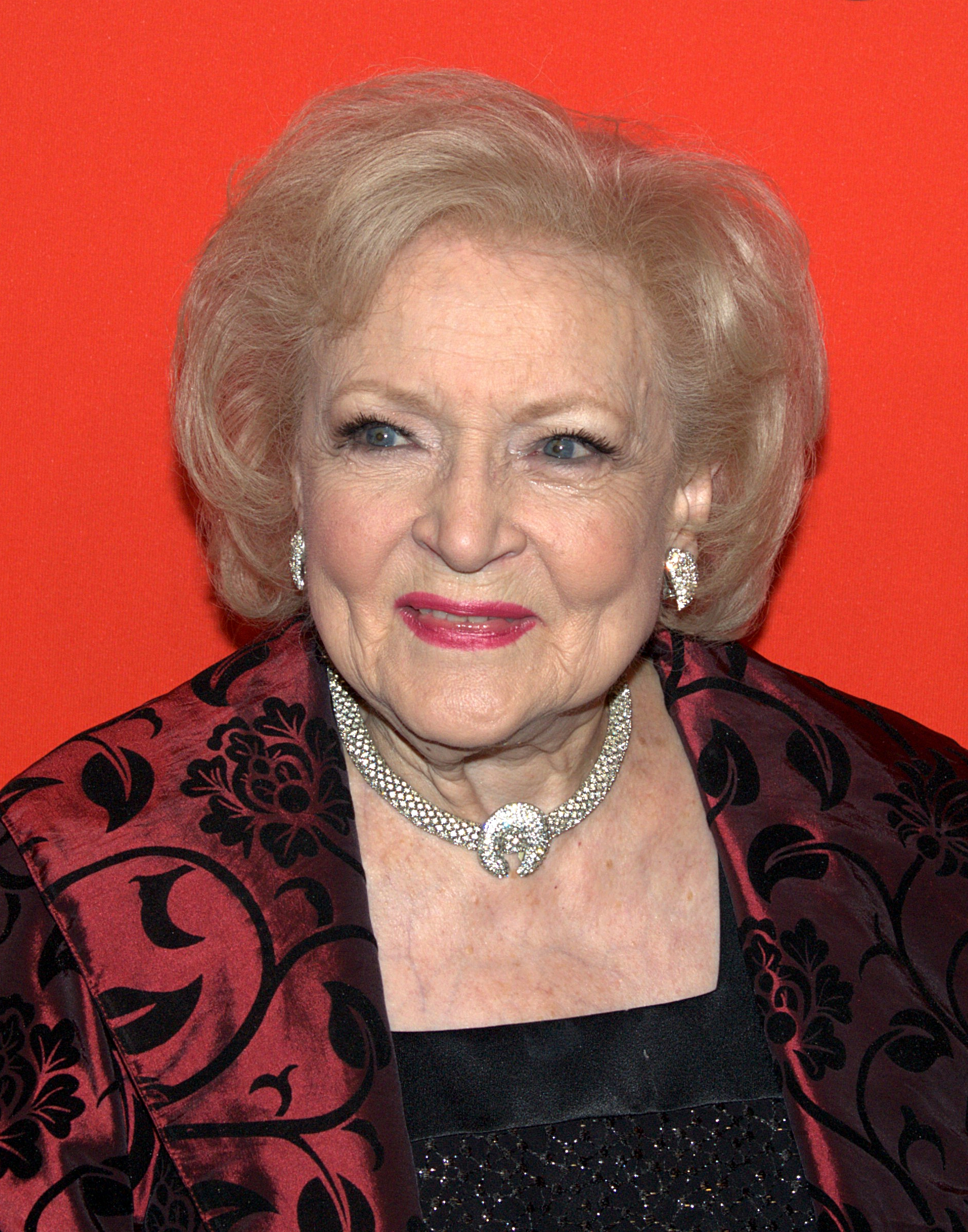
31. Dezember: Betty White (2010) (99)